# Église Saint-Martin de Venette
L'église Saint-Martin est une église catholique paroissiale située à Venette, dans le département de l'Oise, en France. Elle semble remonter à la première moitié du XIIe siècle, mais très peu d'éléments tangibles subsistent de cette époque, dont l'ancien antéfixe en haut du pignon de la façade occidentale, et les deux contreforts plats du chevet. Plus évocateurs sont les deux voûtes d'ogives du chœur, dont l'on suppose qu'elles datent du début du XIIIe siècle. Malgré son plan d'une apparente simplicité, qui s'inscrit dans un rectangle, l'édifice s'avère assez hétéroclite. Sans doute après avoir été endommagé sous la guerre de Cent Ans, il est en grande partie reconstruit à partir du début du XVIe siècle, mais ce chantier se fait par étapes successives, et en conservant une partie des anciennes structures. Ainsi, hormis les deux premières travées de la nef et des bas-côtés, pas deux travées ne se ressemblent, et il n'y a pas de symétrie entre les élévations nord et sud du vaisseau central. Cette complexité des formes confère un certain intérêt à l'édifice, mais les qualités architecturales de son espace intérieur se limitent à la mouluration de certaines arcades et piliers, au profil des ogives des parties orientales, et à quelques clés de voûte. La plupart des fenêtres ne possèdent pas de remplage, et les finitions ne sont pas soignées à de nombreux endroits. La nef et les bas-côtés présentent une ambiance néo-gothique du fait de leurs fausses voûtes d'ogives de 1881. Le seul élément remarquable de l'église Saint-Martin est son clocher du milieu du XVIe siècle, dont le style hésite entre le gothique flamboyant et la Renaissance. C'est l'un des rares clochers flamboyants à trois baies par face sur l'étage de beffroi, et sa flèche de pierre cumulant à 40 m de hauteur est d'une élégance indéniable, et s'inscrit encore pleinement dans la tradition gothique, contrairement aux étages de la tour. L'église a été classée aux monuments historiques par arrêté du 30 juin 1920. Elle est aujourd'hui affiliée à la paroisse Seize Bienheureuses Carmélites de Compiègne.

## Localisation
L'église Saint-Martin est située en France, en région Hauts-de-France et dans le département de l'Oise, à l'ouest de Compiègne, dans la moyenne vallée de l'Oise, non loin de sa rive droite, sur la commune de Venette, en centre-ville, rue de Corbeaulieu. Cette rue, qui suit un parcours nord-sud, contourne l'église par le chevet. Au nord et au sud, l'église est bordée d'une pelouse, qui correspond à l'ancien cimetière. En évitant la boucle décrite par la rue, un chemin réservé aux pietons passe devant la façade, et permet d'accéder au porche abritant le portail. Du fait de la proximité d'un ancien corps de ferme, où se trouve par ailleurs un ancien bâtiment conventuel du XIIIe siècle inscrit aux monuments historiques par arrêté du 9 septembre 1946, il est impossible de contempler la façade avec du recul, mais l'église est dégagée de toutes constructions mitoyennes, et bien visible des autres côtés. La maison paroissiale, en même temps presbytère, se situe devant le chevet ; près de cette maison, débute la rue du Prêtre qui relie l'église à la RD 13, principal axe de circulation du village.

## Histoire

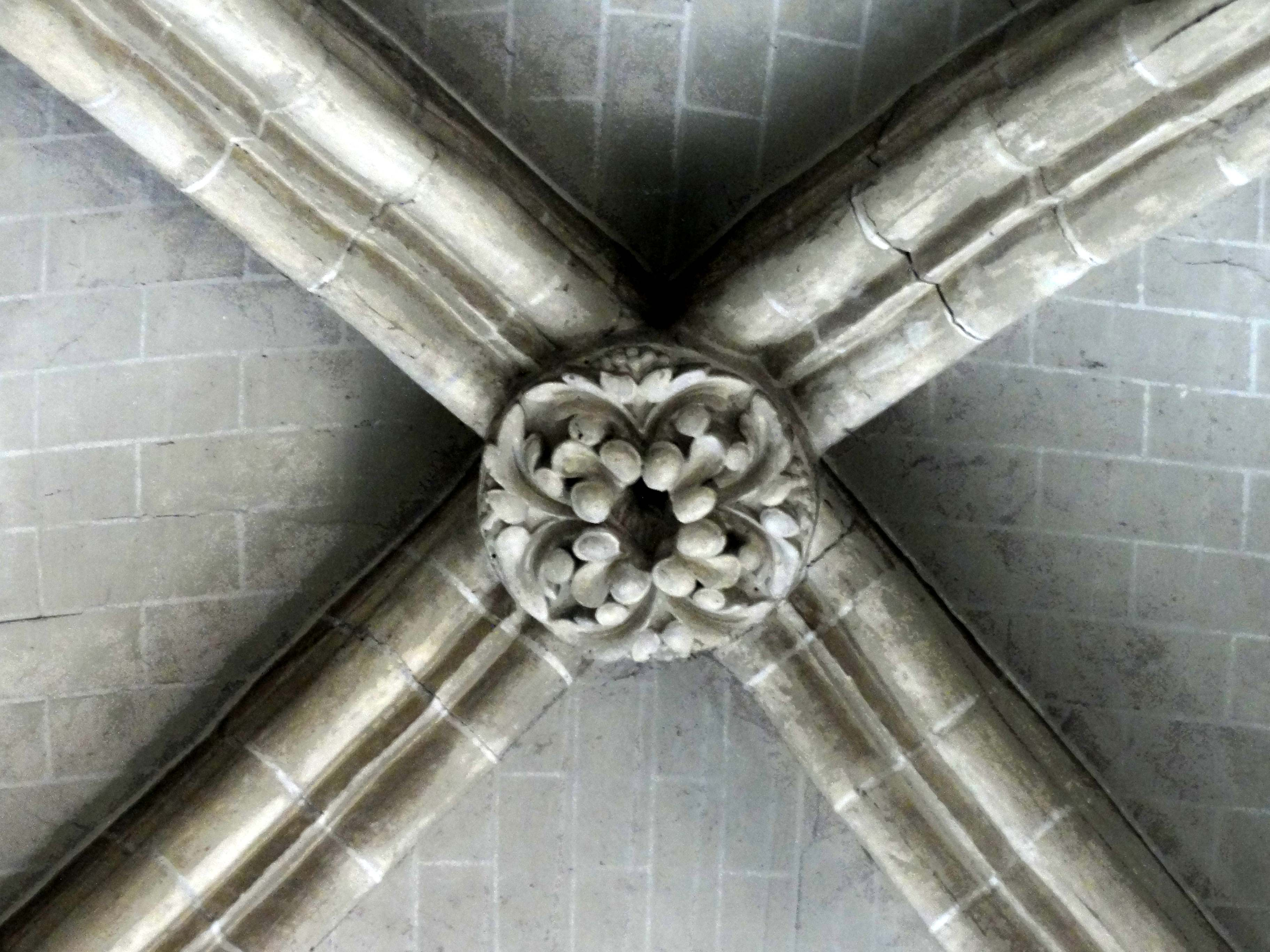
Chœur, clé de voûte de la 2e travée.

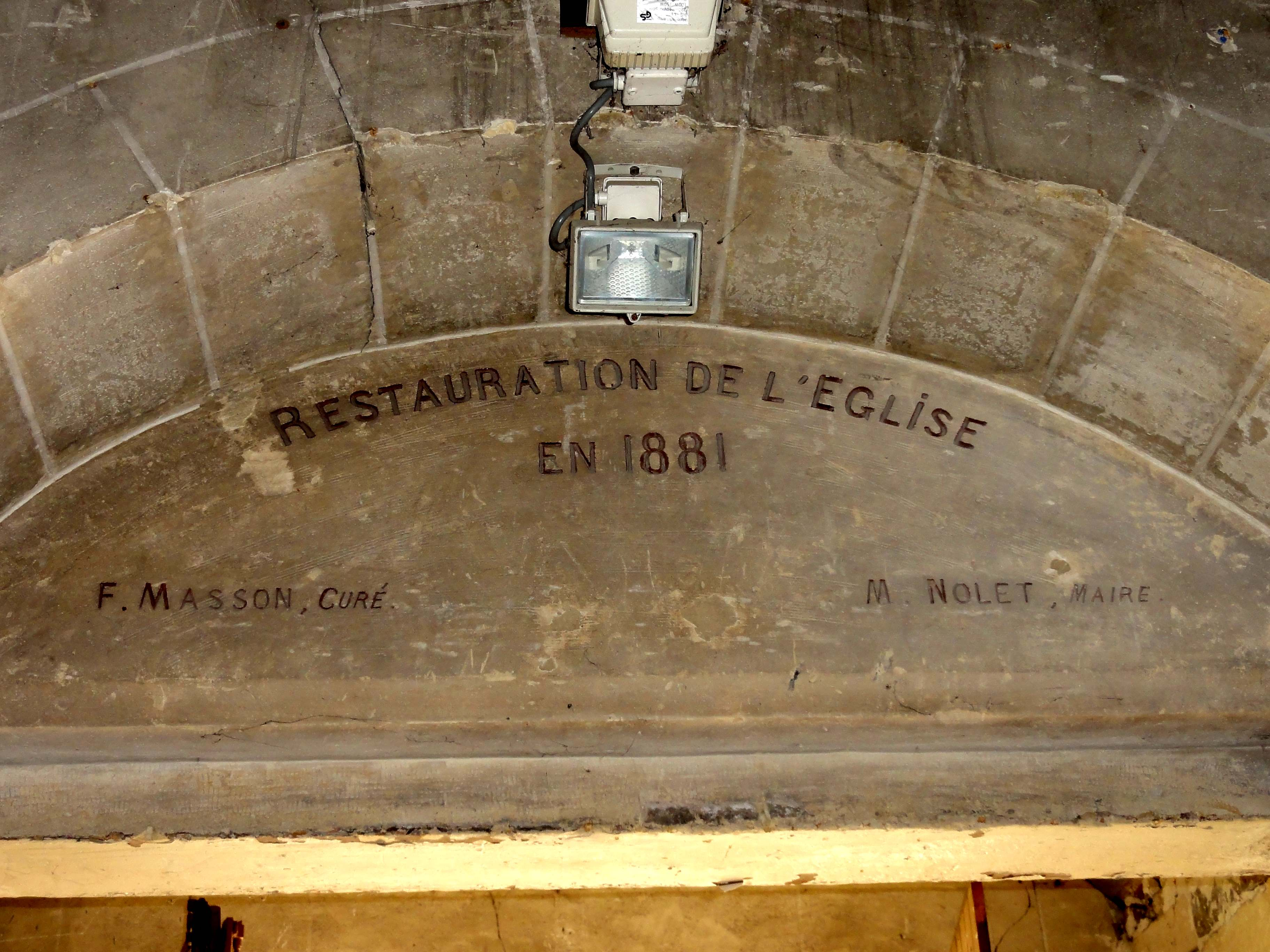
Inscription commémorative de la restauration en 1881 au-dessus du portail.

Venette est l'un des lieux les plus anciens du Beauvaisis, et l'on ignore la date de fondation de la paroisse. On la doit probablement à l'abbaye Saint-Corneille de Compiègne, dont l'abbé est le collateur de la cure. L'abbaye Saint-Corneille possède également la grosse dîme de Venette. Sous l'Ancien Régime, la paroisse relève du doyenné de Coudun, de l'archidiaconé de Breteuil et du diocèse de Beauvais. Son église est placée sous le vocable de saint Martin de Tours. Après le sac du village par les Normands, l'église est reconstruite pour une première fois par Charles III le Simple, au début du Xe siècle.
Le vaisseau central de l'église actuelle comporte encore des éléments de la première moitié du XIIe siècle. Ce sont notamment la partie de la façade correspondant à la nef ; les murs latéraux des deux premières travées de la nef et du chœur, dont toutes les grandes arcades ont toutefois été retaillées ; le mur qui sépare la nef du chœur, au moins en partie ; le mur dans lequel est taillé l'arc-doubleau intermédiaire du chœur ; et les deux contreforts plats du chevet. Au début du XIIIe siècle, la deuxième travée du chœur est reconstruite et probablement exhaussé. Les deux voûtes du chœur et quelques chapiteaux subsistent de cette époque. Philippe Bonnet-Laborderie y ajoute la base du clocher, ce qui est contredit par les constats sur place. Sous la Guerre de Cent Ans, Venette est incendié par les Navarrois en 1358, et pendant le siège de Compiègne en 1430. Sans doute en raison des ravages subis, l'église est en grande partie reconstruite au début du XVIe siècle, dans le style gothique flamboyant. Un clocher entièrement neuf est édifié dans ce contexte, situé au sud de la dernière travée de la nef. Le collatéral sud du chœur est reconstruit dans le même contexte. Sous une autre campagne, dont il reste à déterminer si elle est antérieure ou postérieure à celle du clocher, la troisième travée du bas-côté nord de la nef et le collatéral nord du chœur sont reconstruits dans un style légèrement différent,.

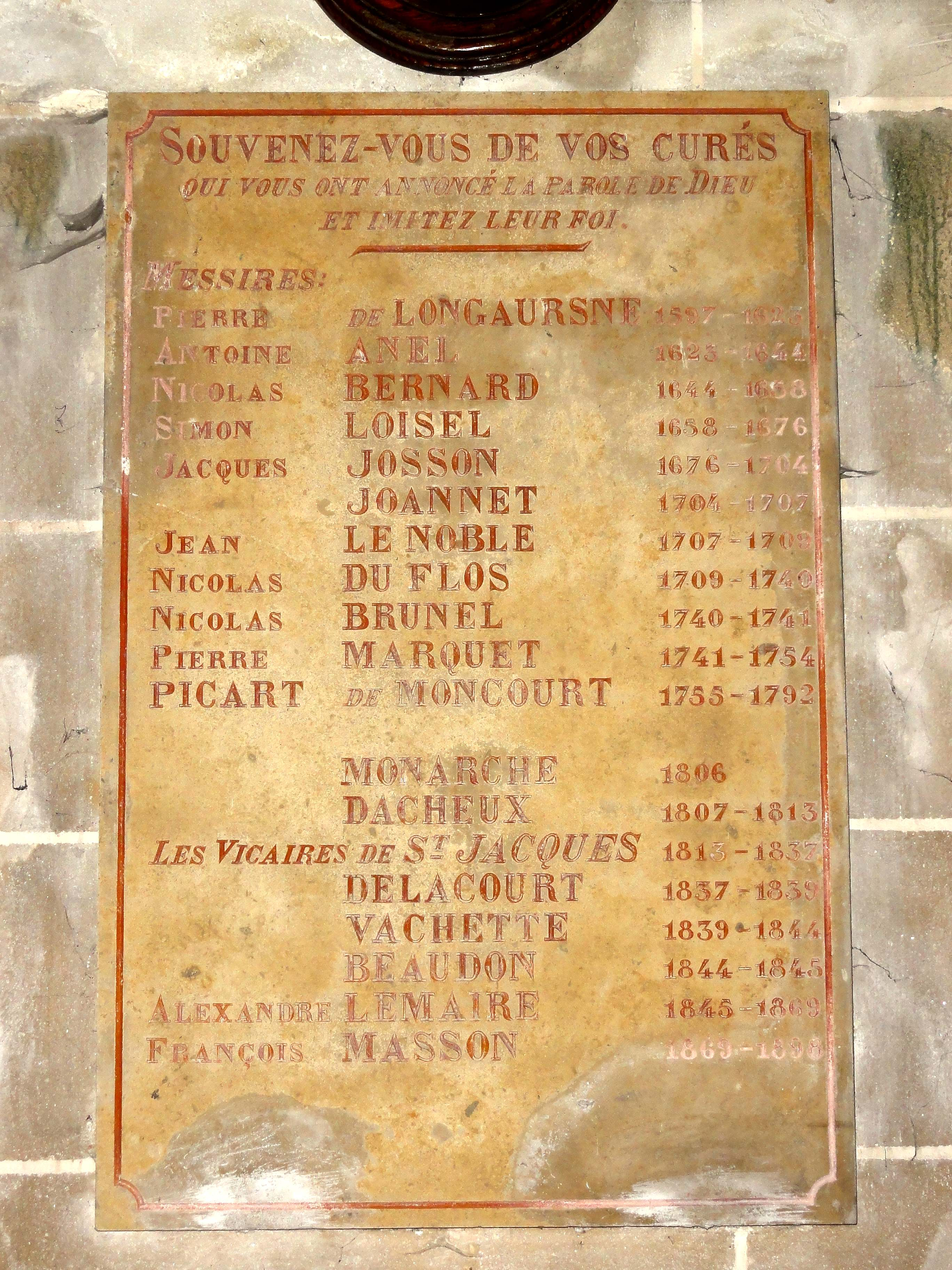
Plaque des curés.

Une nouvelle sacristie est construite en 1849, et le clocher bénéficie de quelques travaux de restauration en cette année. Entre 1881 et 1884, à l'initiative du curé, l'abbé Masson, et du maire, M. Nolet, l'église est restaurée sous la direction de l'architecte Delaplace. Dans un premier temps, il fait effectuer des travaux de consolidation. Afin de délester les murs de la poussée des voûtes, il décide apparemment de démonter les voûtes du début du XVIe siècle, et de les remonter avec des carreaux de plâtre ou des briques creuses, en remployant seulement les blocs moulurés ancien. À la même occasion, la nef et les deux premières travées des bas-côtés, qui sont jusqu'alors simplement charpentés, sont munis de fausses voûtes d'ogives en matériaux légers, avec des clés de voûte et culs-de-lampe néo-gothiques. Pour ces travaux de voûtement, Delaplace fait appel aux frères Colas d'Amiens, spécialistes en la matière. Le clocher est également restauré entre 1881 et 1884. Une horloge à quatre cadrans est installée par la maison Lepaute, Paris, en 1904. L'église Saint-Martin est classée aux monuments historiques par arrêté du 30 juin 1920. En 1966, l'horloge est électrifiée, et elle est pourvue de nouveaux cadrans émaillés en 1992. La flèche est restaurée en 1999. Le reste de l'église se trouve aujourd'hui en mauvais état, surtout le chœur, et elle aurait besoin d'une nouvelle restauration. — Venette est aujourd'hui affiliée à la paroisse Saint-Corneille de Compiègne-nord, et les messes dominicales sont célébrées en l'église Saint-Martin le dimanche à 9 h 30, ainsi qu'à 11 h 00 dans la forme tridentine du rite romain (en latin).

## Description

### Aperçu général

Plan de l'église.

À peu près régulièrement orientée, avec une légère déviation de l'axe de l'édifice vers le sud-est du côté du chevet, l'église Saint-Martin se compose d'une nef de trois travées accompagnée de bas-côtés ; d'un chœur au chevet plat de deux travées ; et de deux collatéraux du chœur se terminant également par un chevet plat. Ainsi, son plan s'inscrit dans un rectangle. Le clocher coiffé d'une fine flèche de pierre de 19 m de hauteur se situe au-dessus de la troisième travée du bas-côté sud, dont les piliers sont renforcés. Une tourelle d'escalier flanque le clocher à son angle sud-ouest. Le portail occidental est précédé d'un porche. La sacristie se situe au nord de la dernière travée du collatéral nord. Comme particularité, le bas-côté nord augmente de largeur au milieu de la seconde travée. L'ensemble de l'église est voûté d'ogives, mais dans la nef et ses bas-côtés, il s'agit de voûtes en briques creuses réalisées entre 1881 et 1884. La longueur intérieure de l'église est de 28 m ; la hauteur sous les voûtes ne dépasse pas 8 m. L'on accède à l'église par le portail occidental. Il y a également une petite porte au rez-de-chaussée du clocher, qui n'est plus guère utilisée. Nef et bas-côtés sont munis d'une large toiture unique à deux rampants, qui exclut toutefois la troisième travée du bas-côté nord. Celle-ci et les deux travées du collatéral nord du chœur possèdent des petits pignons, et des toits en bâtière indépendants, perpendiculaires à l'axe de l'édifice. Le vaisseau central du chœur et son collatéral sud sont recouverts ensemble par une toiture à deux rampants, avec pignon à l'est.

### Intérieur

#### Nef

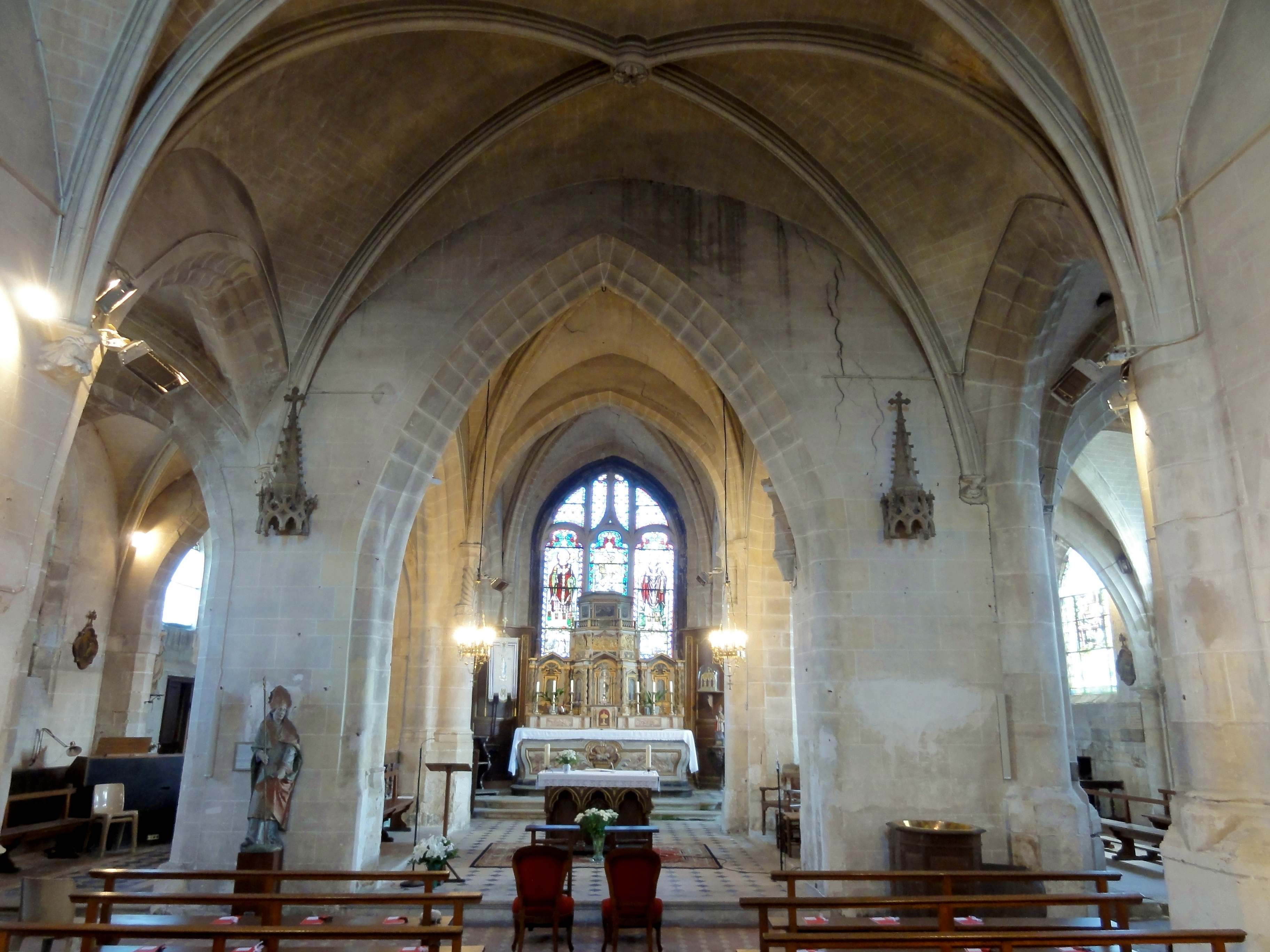
Nef, vue vers l'est.

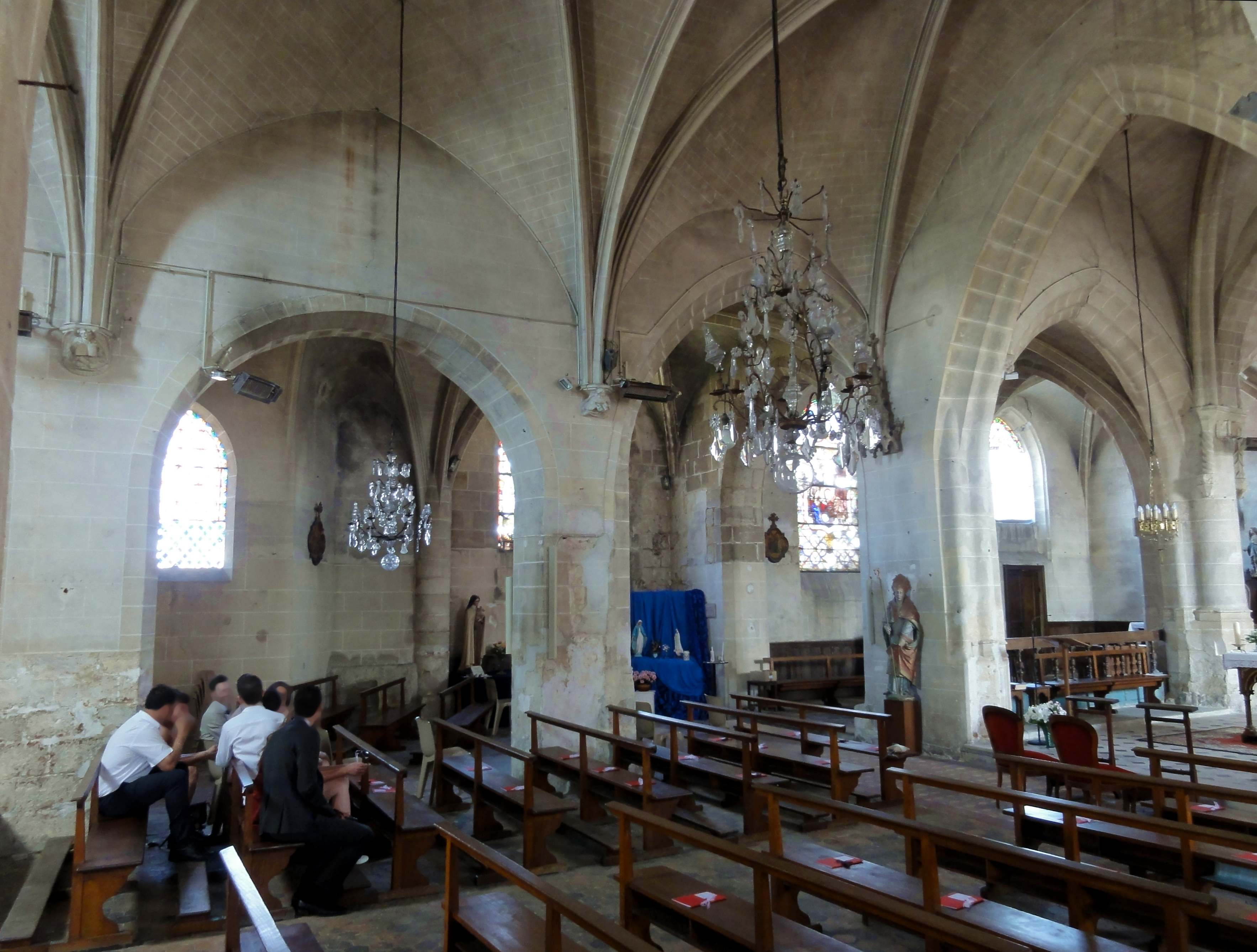
Grandes arcades du nord.

Au milieu de la construction flamboyante, la vieille nef romane subsiste encore, mais ses caractéristiques ont été effacées en deux étapes, lors du percement des grandes arcades ouvrant sur les bas-côtés, dès le début du XVIe siècle, et lors de la construction des fausses voûtes d'ogives, vers 1880. Par leur profil simple, les deux premières grandes arcades au nord et au sud sont encore clairement reconnaissables comme ayant été ménagées dans des murs préexistants. Elles sont dépourvues de bases, et affichent un large méplat entre deux faibles gorges. Sauf dans l'église de La Chapelle-en-Serval, qui est d'une architecture extrêmement simple, ce profil reste limité à une partie des arcades et nervures dans les autres églises de la région : croisée du transept d'Avrechy ; ogives et doubleaux de Blaincourt-lès-Précy ; grandes arcades retaillées au nord de la nef de Clermont ; doubleaux également retaillés de la nef et de la base du clocher de Cauvigny ; nef de Jonquières ; chœur de Magny-en-Vexin ; arcades sous le clocher de Précy-sur-Oise ; une arcade du collatéral de Presles ; grandes arcades de La Roche-Guyon ; grandes arcades du sud de Saint-Clair-sur-Epte, taillées dans un mur préexistant ; croisée du transept de Vétheuil (parfois le nombre de moulures est plus important). Par ailleurs, ces arcades sont en plein cintre au nord, et en arc brisé au sud.
La troisième grande arcade du sud est celle de la base du clocher, ce qui est mis en exergue par le fort diamètre du pilier ondulé à huit renflements à l'intersection avec l'arcade précédente. Il n'est pas tout à fait homogène, et comporte une partie aplatie à l'ouest, où il y avait sans doute encore un mur au moment de la construction du clocher. Sans doute par souci de symétrie, l'on a placé un pilier ondulé analogue, mais évidemment régulier et moins fort, en face au nord. Il appartient à un type assez répandu dans la région, qui a peut-être diffusé à partir du chœur de l'église Saint-Étienne de Beauvais, et se rencontre aussi à Armancourt, Chevrières, Clermont (à certains endroits seulement), Raray, Roberval, Verneuil-en-Halatte, et Jaux. Les arcades qui font suite à ces piliers affichent un profil plus élaboré, et sont issues d'une reprise en sous-œuvre, à moins que la troisième travée n'ait été bâtie à neuf au début du XVIe siècle. L'arc triomphal ouvrant sur chœur du XIIIe siècle, inhabituellement aigu, adopte un  profil similaire. Il se compose d'un boudin en forme de double doucine entre deux gorges, et est également assez répandu. On le trouve, avec de légères variations, à Boran-sur-Oise, Jagny-sous-Bois, Survilliers et Vauréal. Il apparaît plus fréquemment avec des moulures concaves supplémentaires. En ce qui concerne les fausses voûtes actuelles, elles semblent vouloir imiter, par leurs ogives au profil prismatique aigu, les voûtes de la troisième travée des bas-côtés et des collatéraux du chœur. Au XIXe siècle, se développe un véritable engouement pour les fausses voûtes d'ogives, comme on peut en voire à Ansacq, Balagny-sur-Thérain, Beaumont-sur-Oise, Clermont, Fitz-James, Néry, La Neuville-en-Hez, Nointel, etc. Les voûtes abaissent la hauteur de la nef, qui devait primitivement posséder des fenêtres latérales, dont il serait intéressant de relever les traces dans les combles des bas-côtés. À ce titre, Philippe Bonnet-Laborderie mentionne une corniche de modillons encore en partie visible du côté nord.

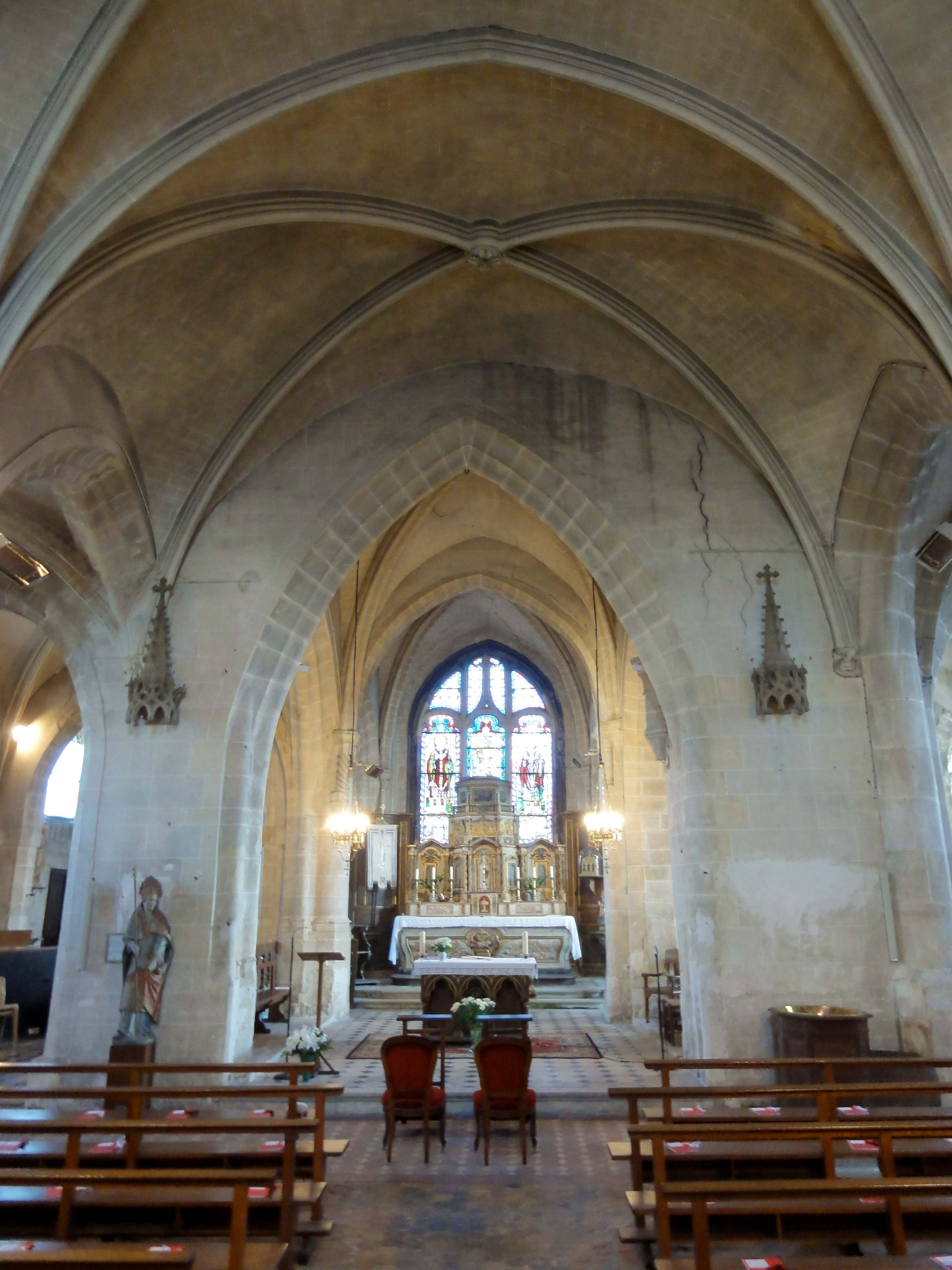
Vue vers l'est depuis la 2e travée.
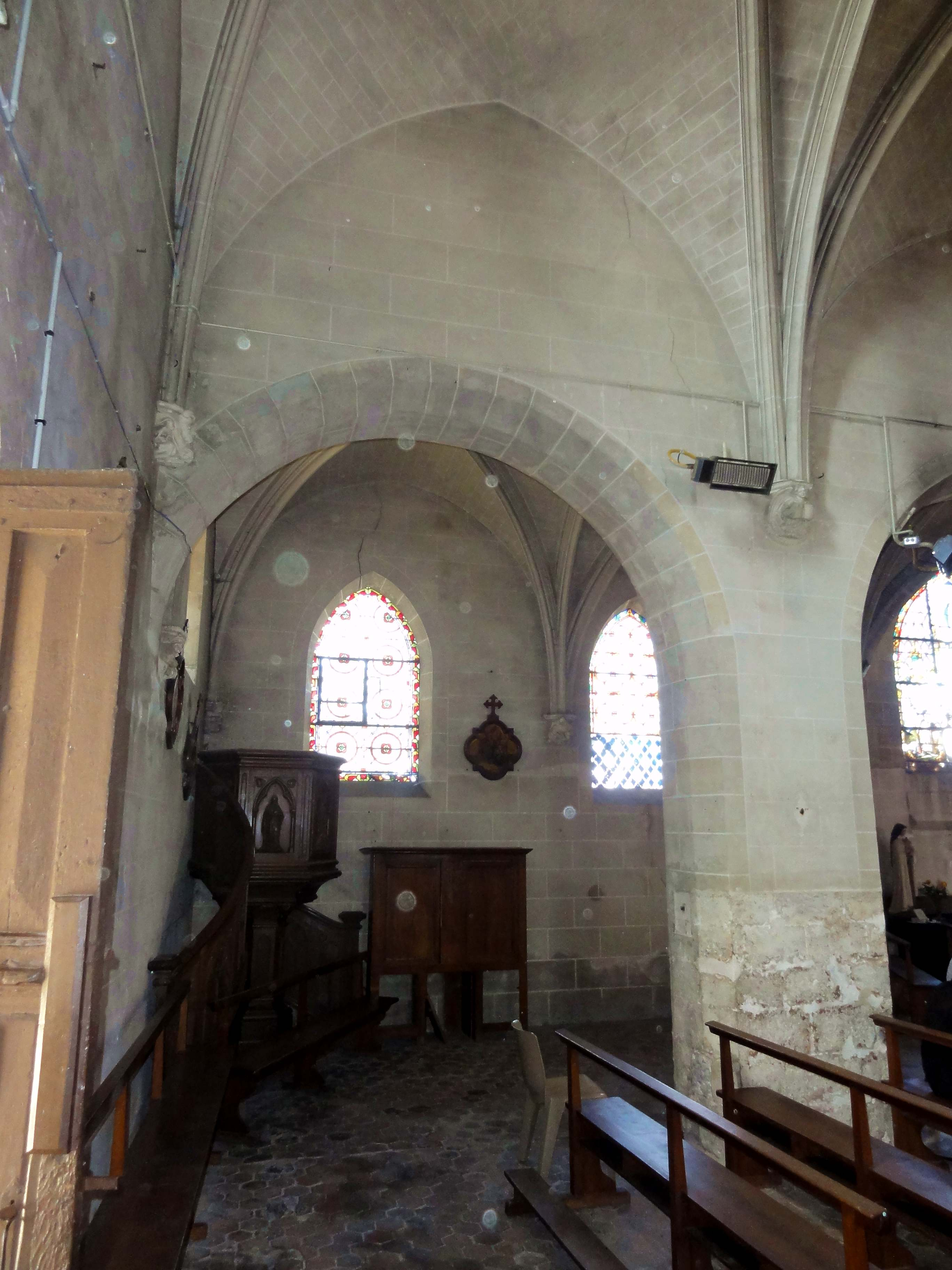
1re travée, élévation nord.
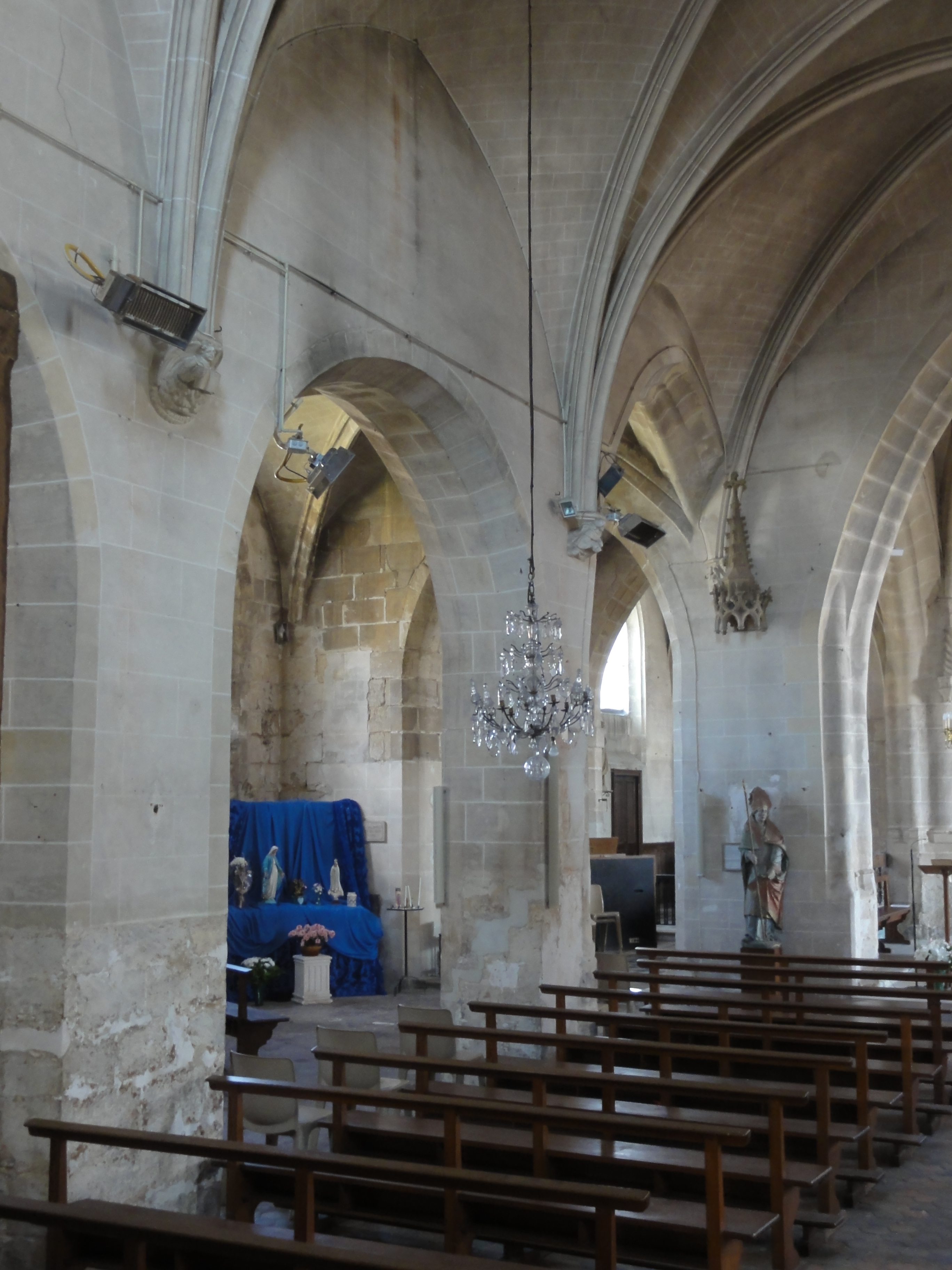
Grandes arcades du nord.
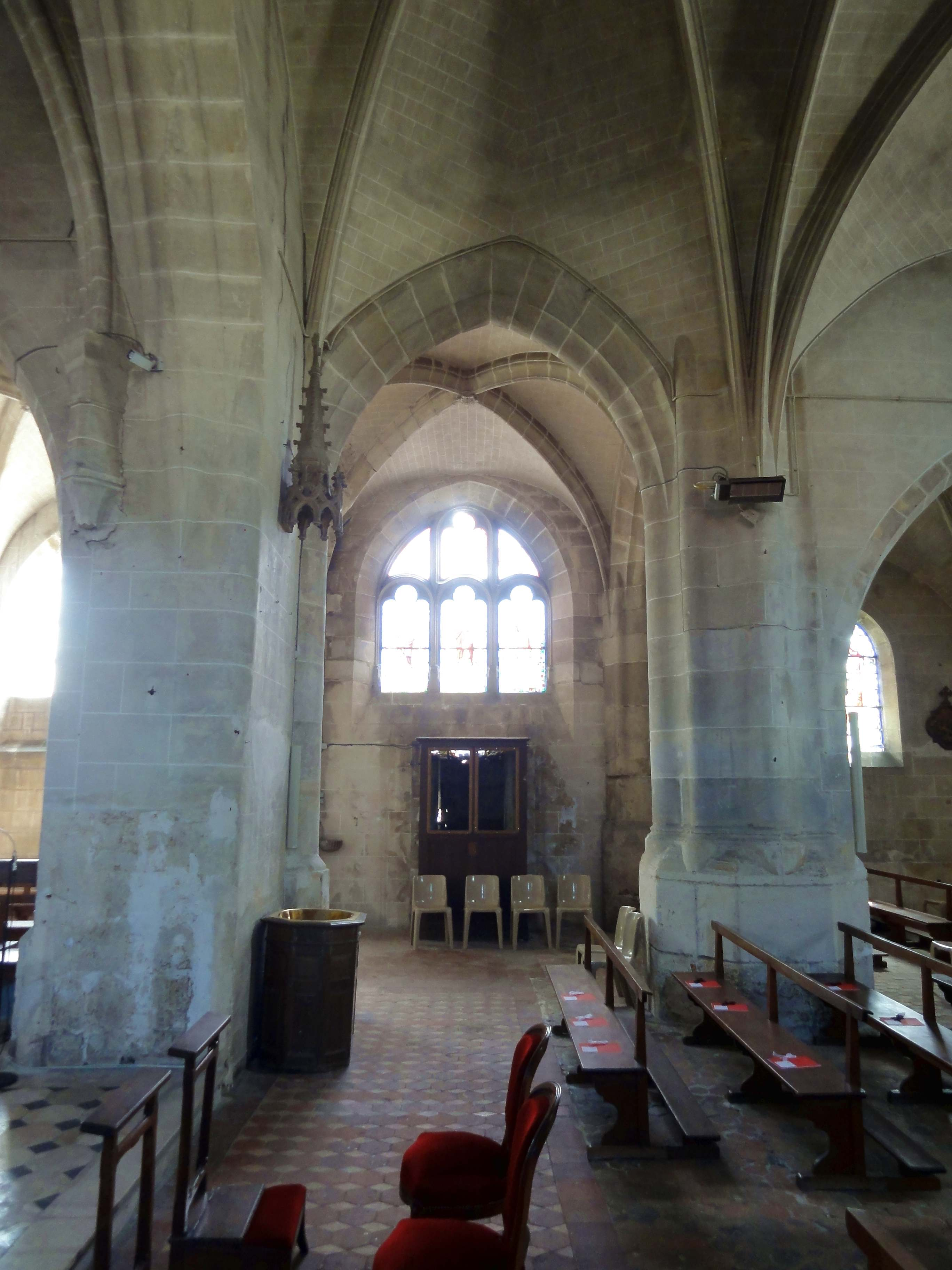
3e travée, vue vers le sud sur la base du clocher.
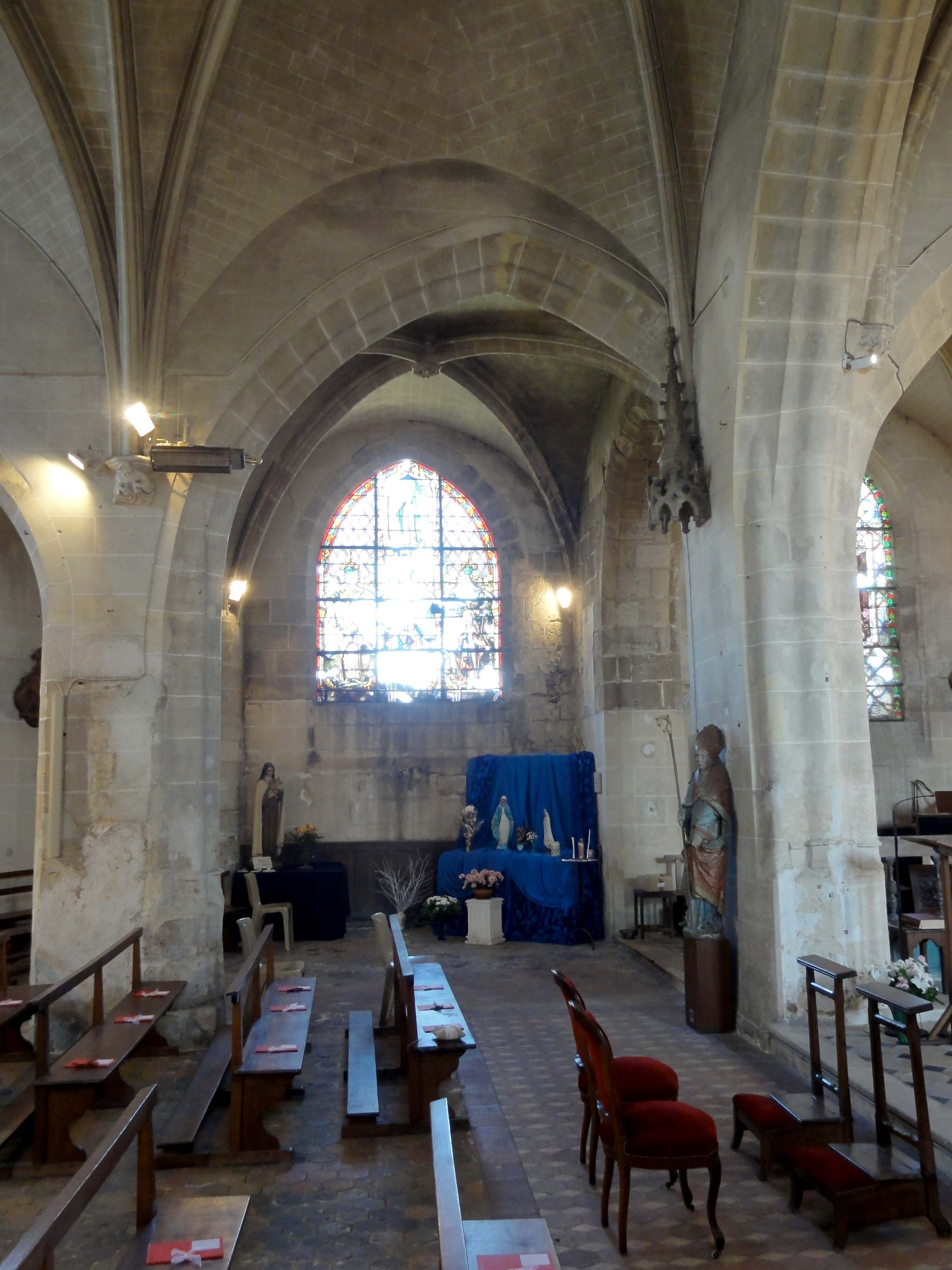
3e travée, élévation nord.
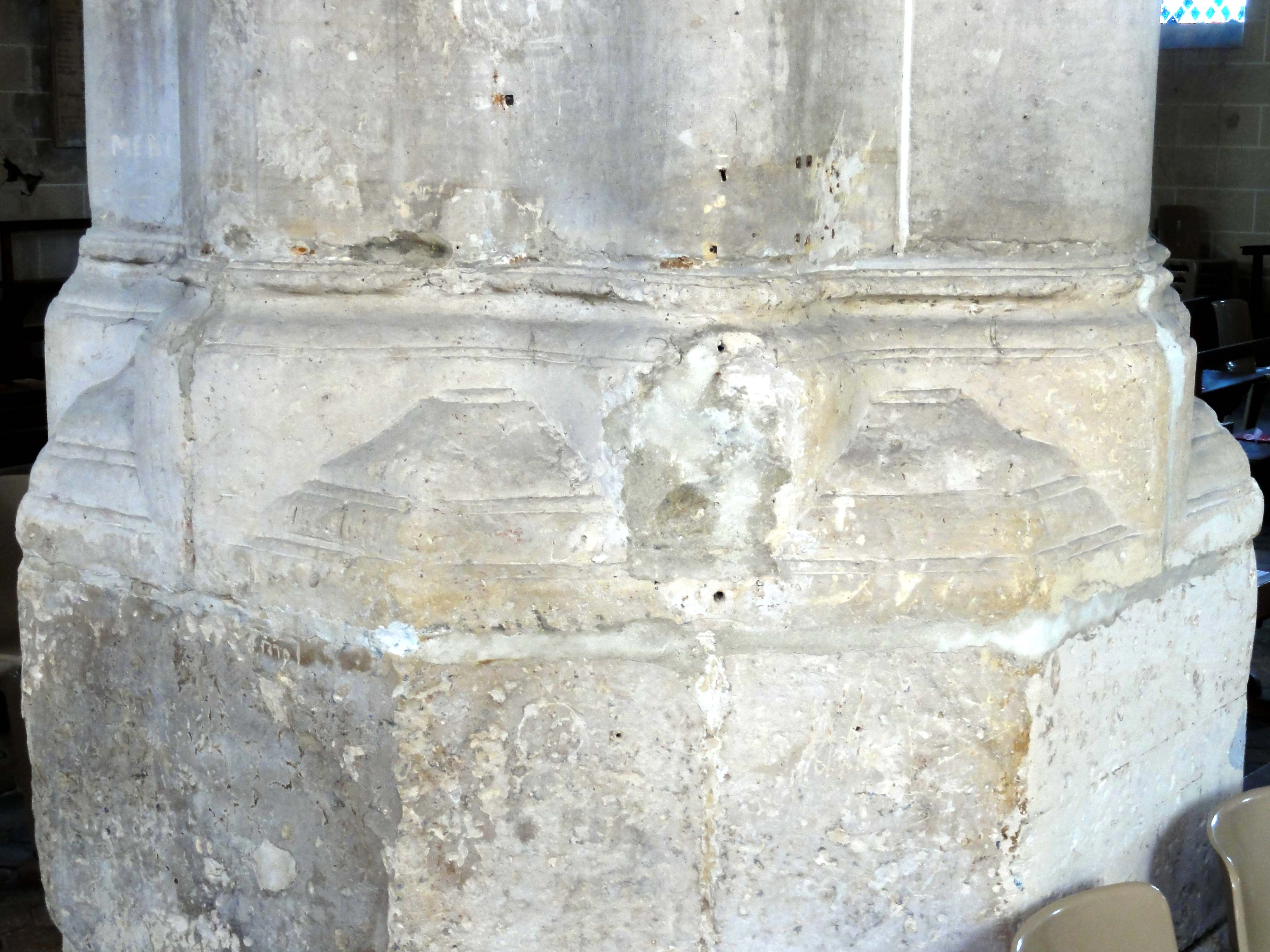
Base de la pile nord-ouest du clocher.

#### Bas-côtés et base du clocher

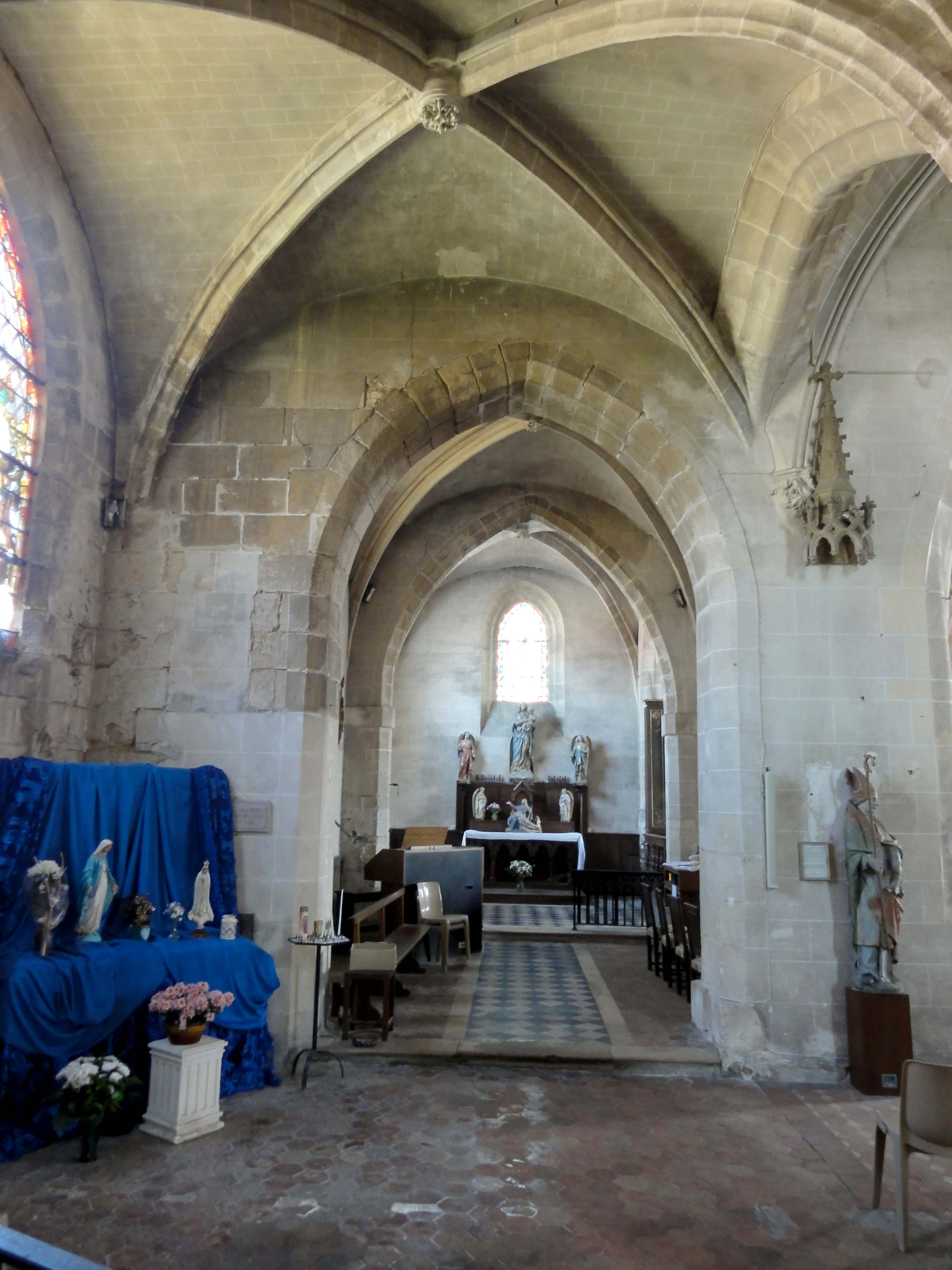
Bas-côté nord, 3e travée, vue vers l'est.

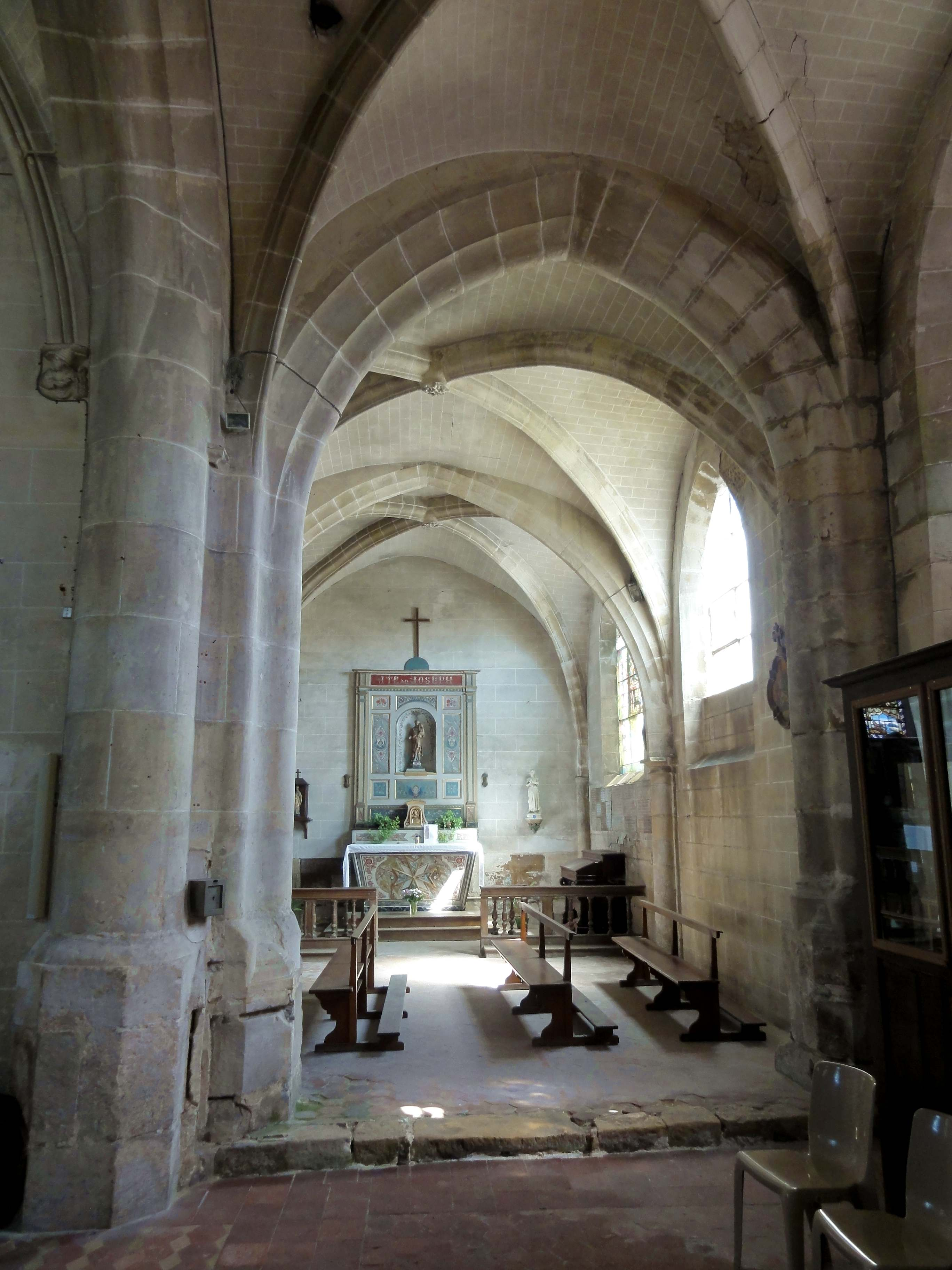
Base du clocher, vue vers l'est.

Les deux bas-côtés ne sont pas identiques. Au sud, la raison est la base du clocher, et au nord, la troisième travée est plus large que les précédentes. L'arc de sa grande fenêtre en tiers-point, sans remplage, aurait été refait en 1730 selon Philippe Bonnet-Laborderie. L'examen extérieur révèle que cette travée devrait résulter, dans sa forme actuelle, de la même campagne de travaux que les deux travées du collatéral nord du chœur : ces trois travées montrent une enfilade de trois pignons, et sont couvertes en bâtière perpendiculairement à l'axe de l'édifice. Sachant que les grandes arcades des troisièmes travées des bas-côtés ont été entièrement refaites au XVIe siècle, il est intéressant de chercher d'autres éléments de cette époque à l'intérieur de ces travées. Au nord, il apparaît clairement que les ogives et le doubleau vers la seconde travée sont assemblés de claveaux de pierre calcaire et moulurés par les coups de ciseau d'un tailleur de pierre. Ils diffèrent par leur profil, plus plastique, et n'ont pas la stérilité des éléments préfabriqués en staff employés pour les fausses voûtes des années 1880. On voit aussi l'interpénétration de ces nervures dans le pilier ondulé des grandes arcades ; dans le pilier cylindrique engagé dans le mur extérieur du bas-côtés ; et dans les angles près de l'arcade vers le collatéral du chœur, à l'est. À certains endroits, les ogives néogothiques se fondent aussi dans les massifs, mais le plus souvent, elles sont reçues sur des culs-de-lampe représentant des personnages en buste, qui sont des fidèles reproductions des modèles flamboyants. Il y en a aussi sur le pilier ondulé, où il reçoit seulement une ogive néogothique de la deuxième travée, et à l'est de la troisième grande arcade, où il reçoit l'arc formeret également néogothique de la troisième travée de la nef, plaqué devant le mur occidental du chœur. La clé de voûte, dont l'authenticité resterait à vérifier, affiche quatre fleurs de lys autour d'un losange central, reliées entre elles par des arcatures trilobées, séparées en deux segments par un dard. Assez curieusement, la dernière travée du collatéral nord, et la travée à l'est de la base du clocher possèdent une clé de voûte identique, et ceci malgré la différence de profil entre nord et sud. Quant aux voûtains badigeonnés et peints en faux-appareil, ils s'apparentent parfaitement à ceux des premières travées, et sont susceptibles d'être néogothiques. L'absence de formerets parle dans le même sens. Sans lien avec la voûte, l'arcade assurant la communication avec le collatéral nord du chœur est nettement plus basse, et surtout moins large. Son profil s'apparente aux deux premières grandes arcades de la nef.
La base du clocher est délimitée de la travée précédente du bas-côté sud, et du collatéral du chœur, par des doubleaux analogues à la grande arcade vers la nef (et celle en face, au nord). Les ogives affectent un profil aigu, différent de celui observé au nord, mais cohérent avec le style flamboyant du début du XVIe siècle, et également présent dans le collatéral sud du chœur. Ces doubleaux et ogives se fondent dans des demi-piliers ondulés engagés dans le mur méridional. Ils sont globalement analogues au pilier ondulé des grandes arcades au nord, mais sur le pilier sud-est du clocher, l'on compte cinq ondulations, et sur le pilier sud-ouest du clocher, l'on ne compte que trois, et la retombée des nervures ne s'effectue donc pas de la même façon. La pile nord-est du clocher s'avère particulièrement complexe. À l'ouest, le piédroit de la grande arcade de la nef montre un demi-pilier cylindrique engagé dans le massif, et au sud, un pilier ondulé à trois renflements y est engagé. C'est surtout vers le chœur et son collatéral, à l'est, que cette pile révèle son caractère hétérogène. En ce qui concerne la base du clocher elle-même, l'on peut toutefois résumer qu'elle ne contient aucun élément caractérisé du XIIIe siècle. Les voûtains, badigeonnés et peints en faux-appareil, seraient du XIXe siècle selon Philippe Bonnet-Laborderie, ce qui semble exacte. Il n'y a pas de formeret, et le centre de la voûte n'est pas percé d'un trou de cloches, comme à Ermenonville. Il y a au contraire une petite clé de voûte sous la forme d'une étoile. La fenêtre paraît bouchée sur un dessin de Jean-Antoine François Léré (1761-1837). Elle est en tiers-point, fortement ébrasées, et munie d'un remplage de trois lancettes à têtes tréflées, comme à la période flamboyante, mais sans soufflets et mouchettes au tympan. À leur place, la lancette médiane est surmontée d'une autre lancette, plus courte. Une petite porte rectangulaire est ménagée dans le soubassement de cette fenêtre.

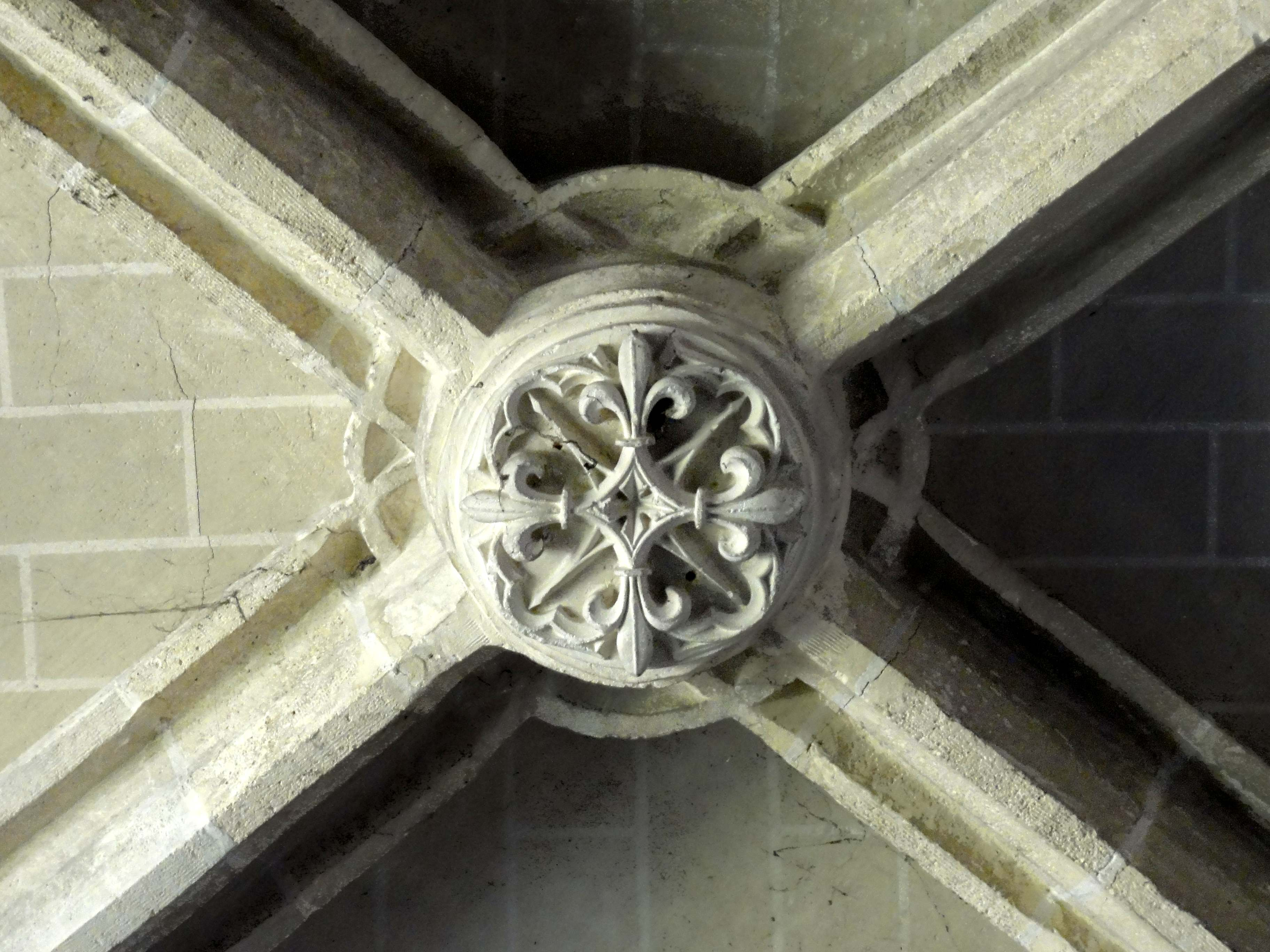
Bas-côté nord, clé de voûte de la 3e travée.
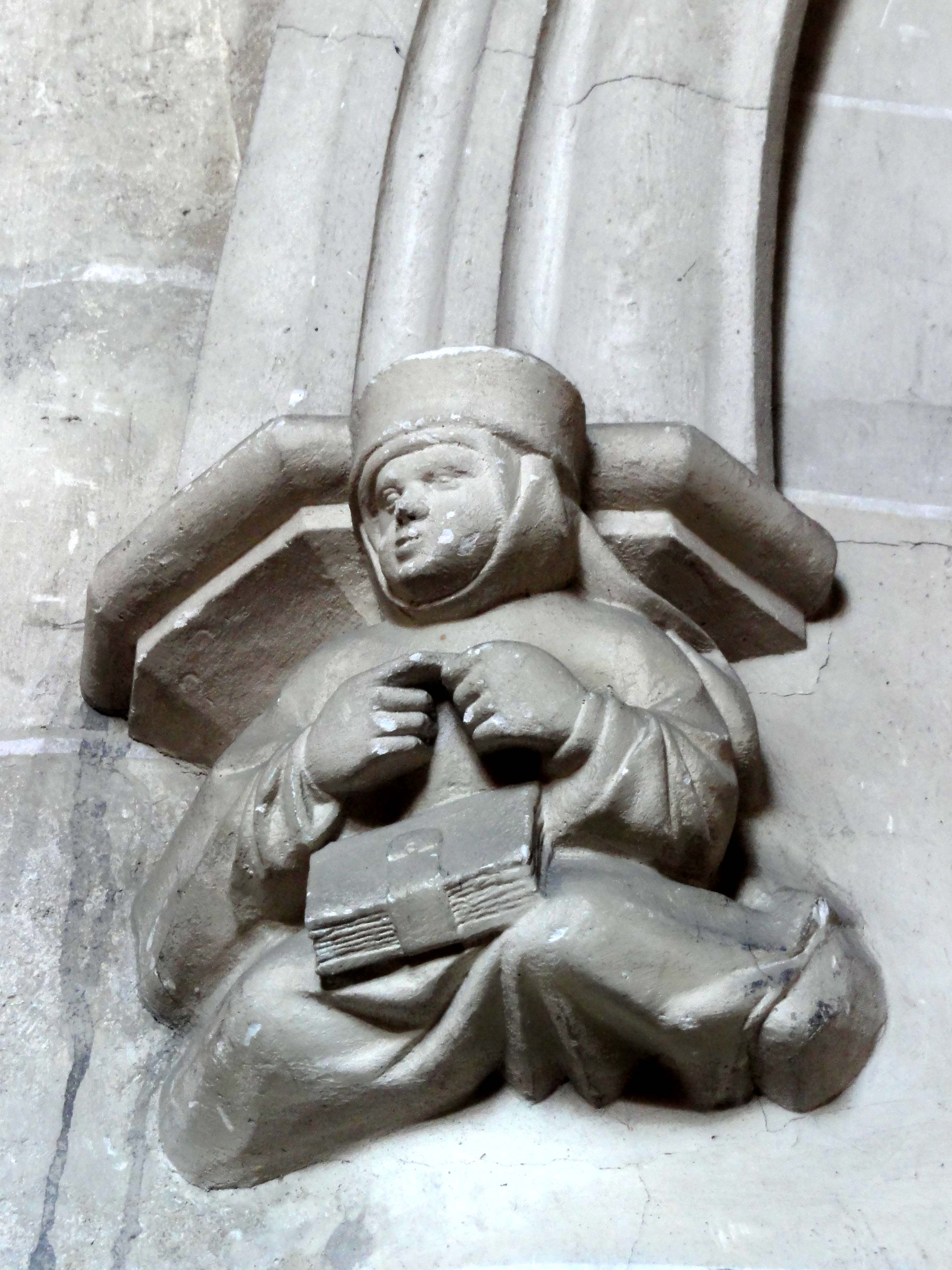
Bas-côté nord, cul-de-lampe néogothique.
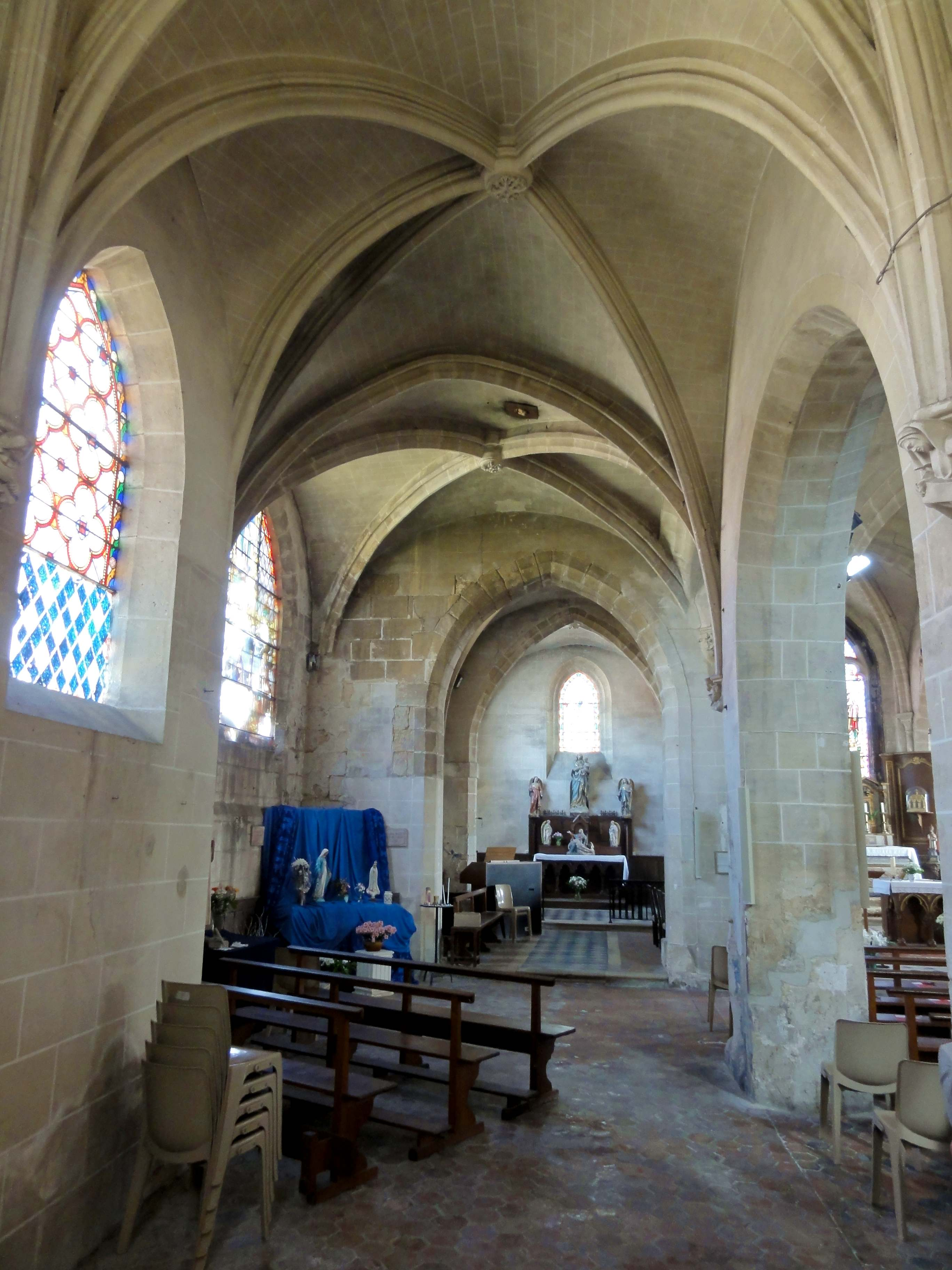
Bas-côté nord, vue vers l'est.
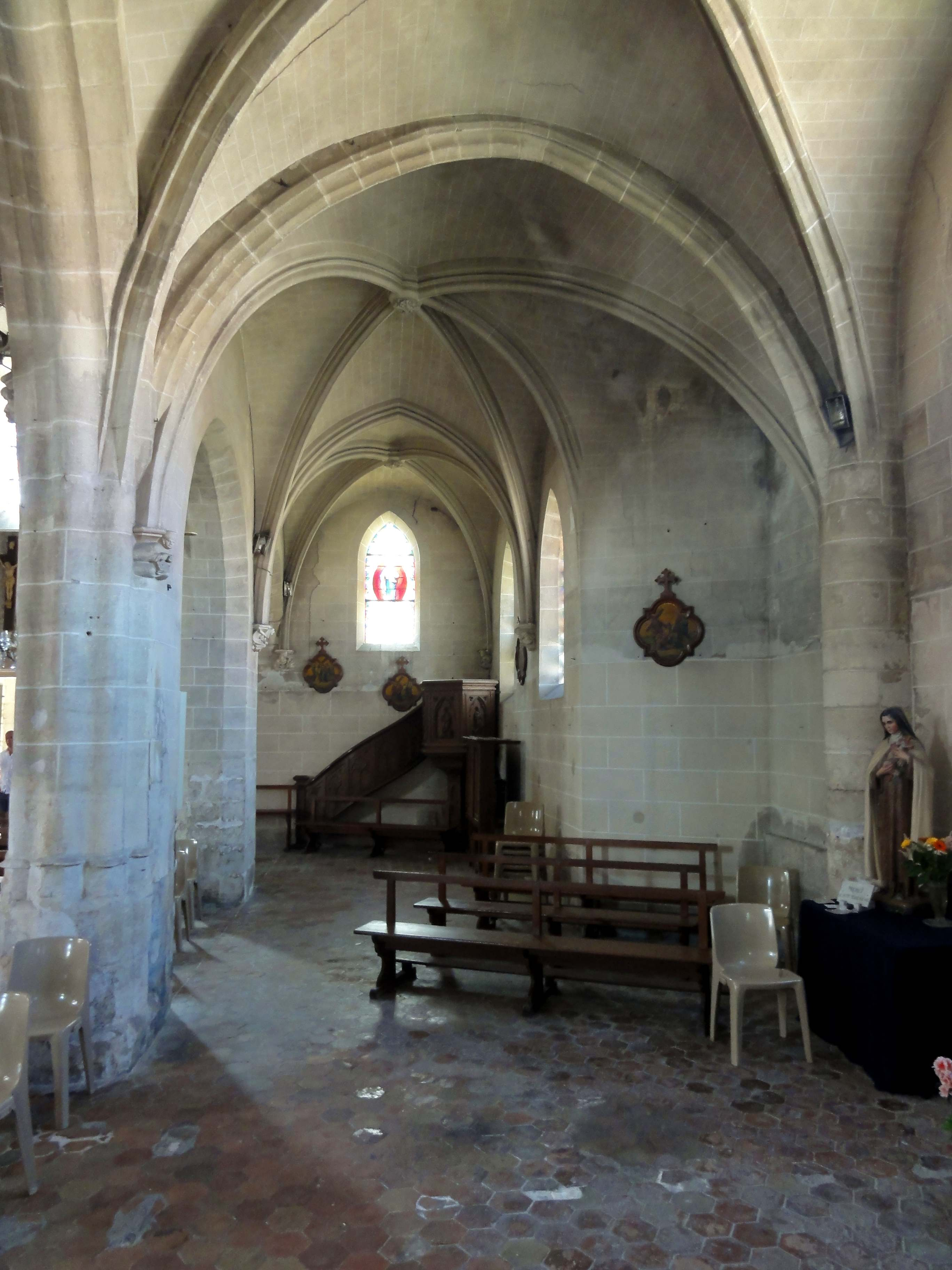
Bas-côté nord, 3e travée, vue vers l'ouest.
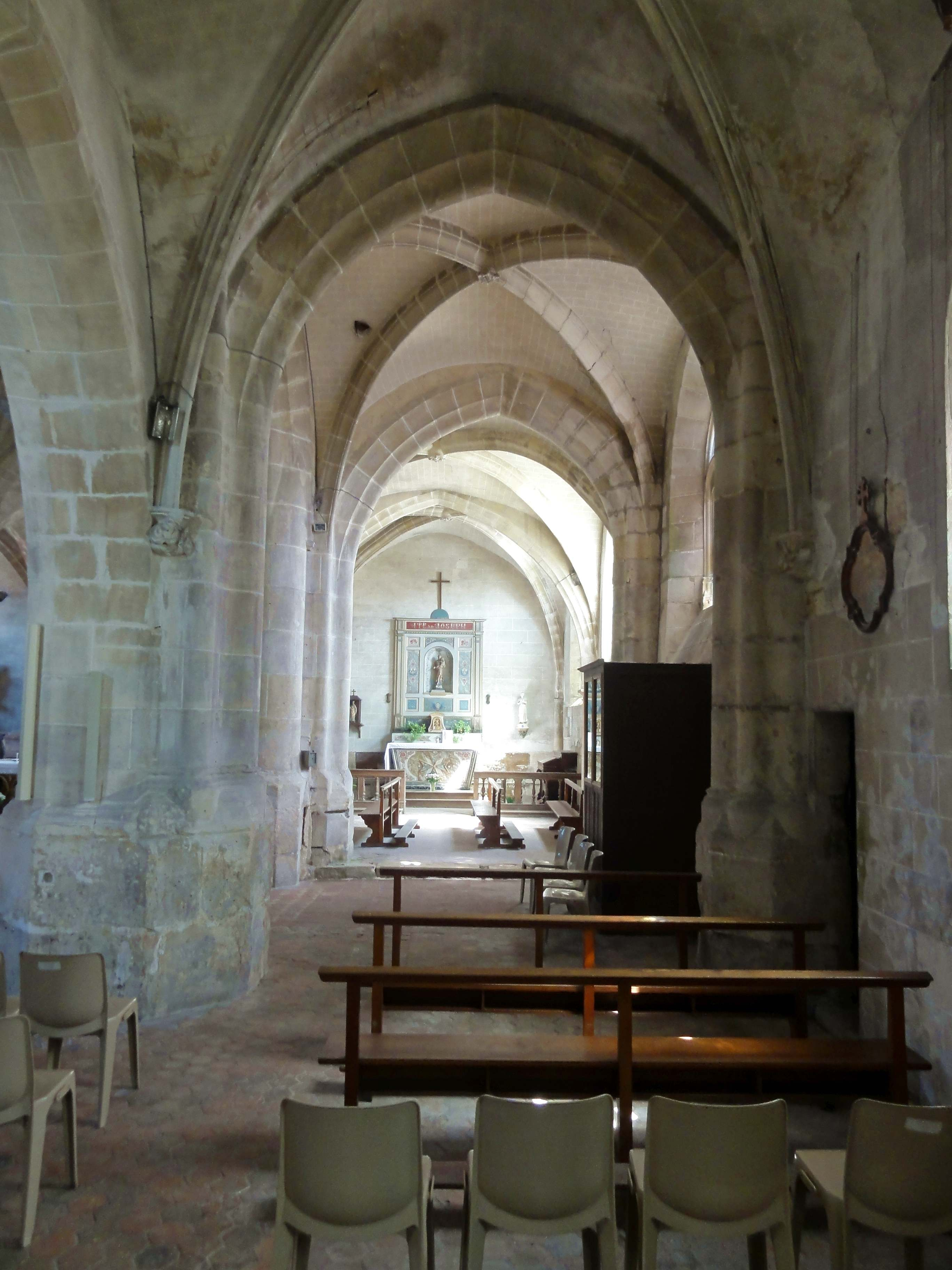
Bas-côté sud, vue vers l'est sur la base du clocher.
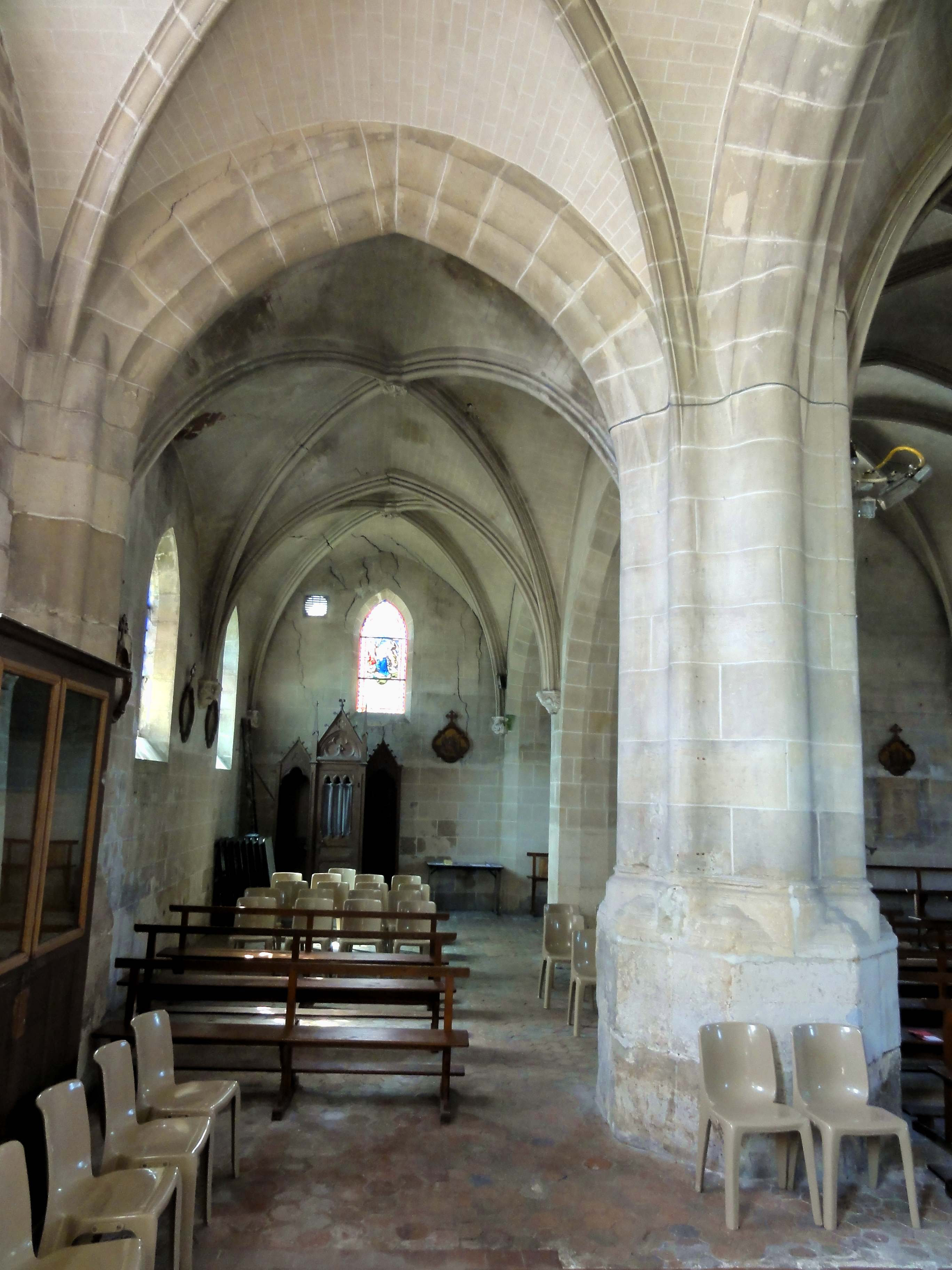
Base du clocher, vue vers l'ouest.

#### Chœur

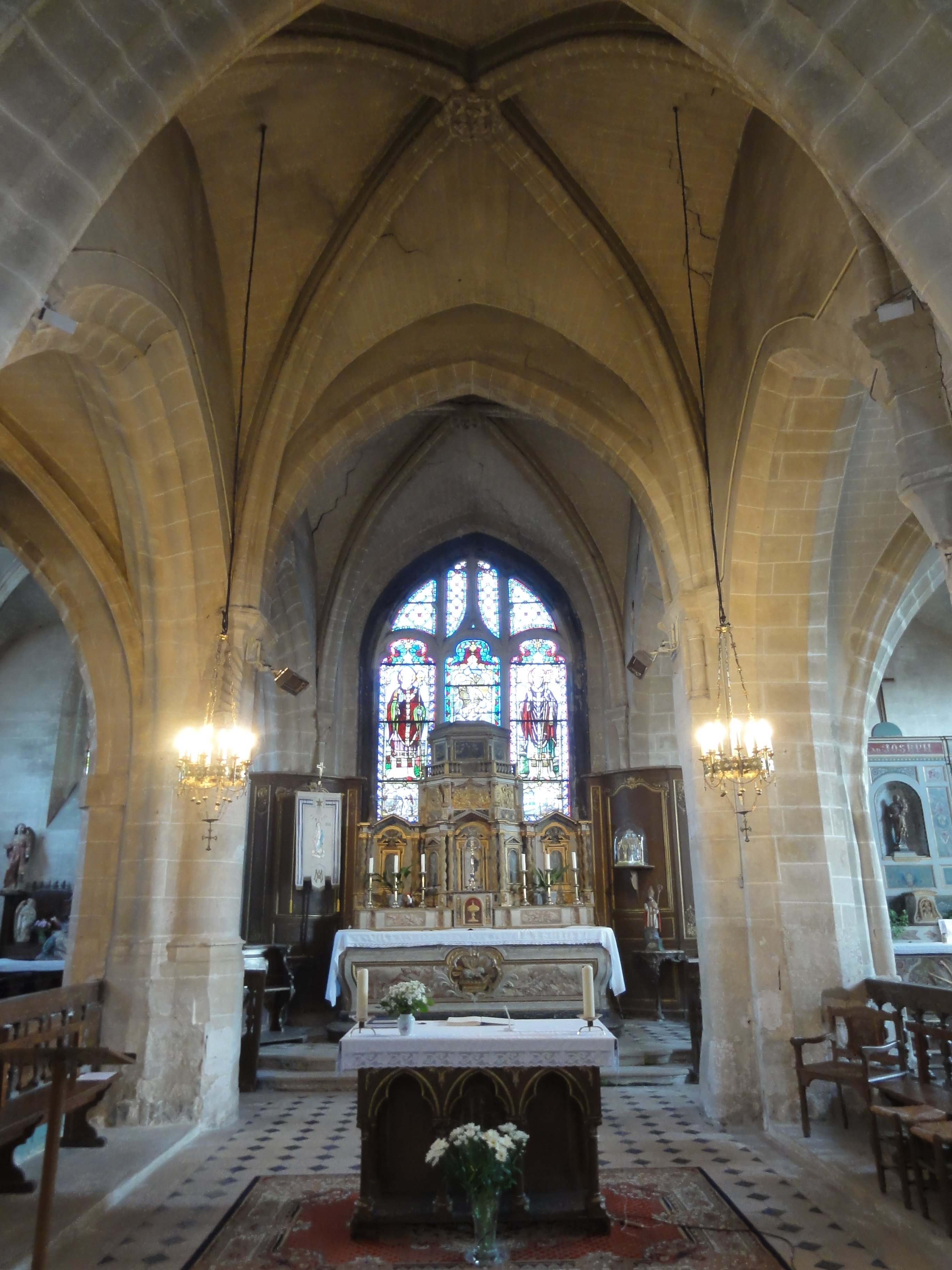
Vue vers l'est.

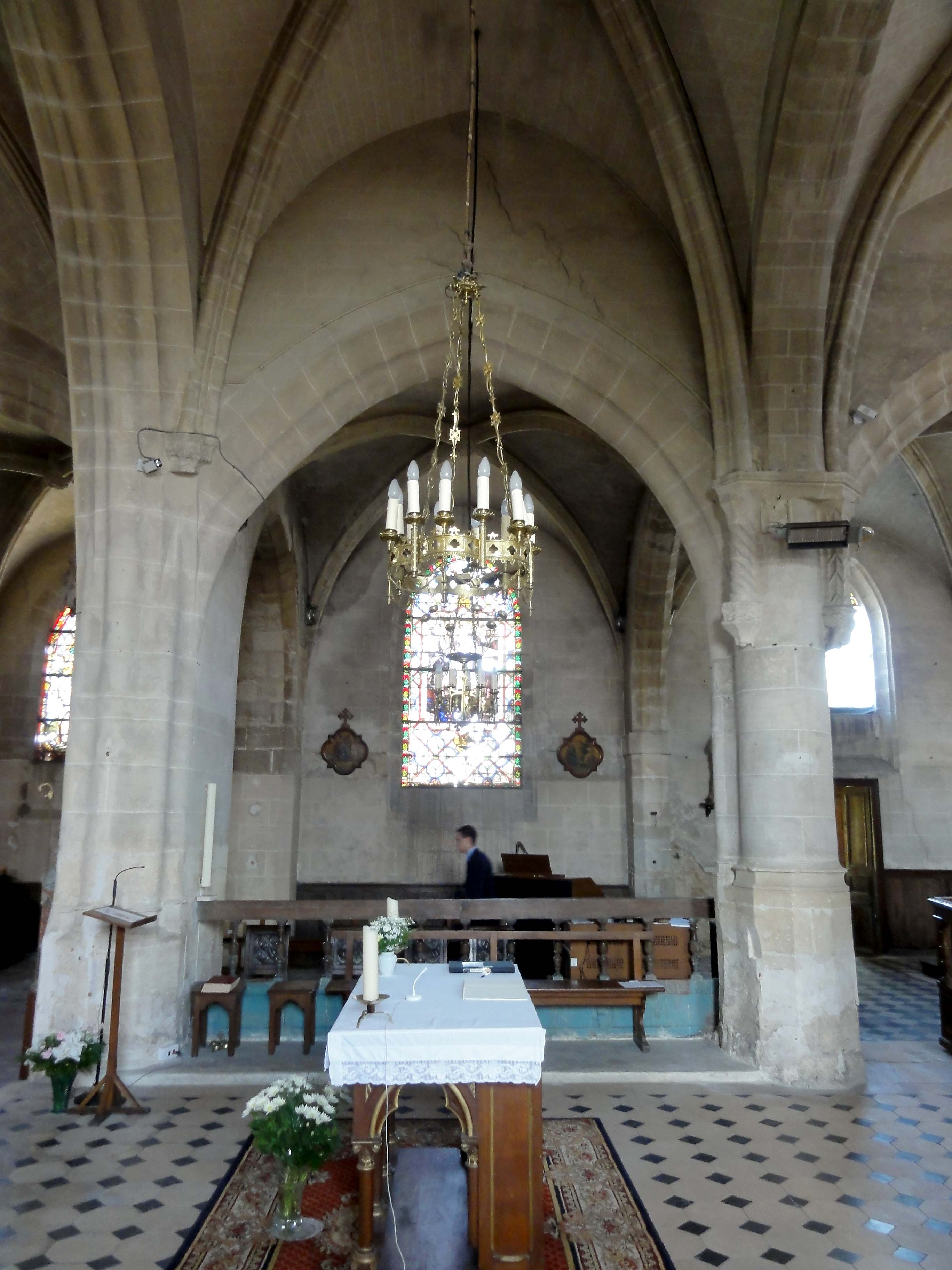
1re travée, élévation nord.

À l'instar de la nef, le chœur présente deux élévations latérales différentes, et il apparaît clairement qu'il est issu, dans sa forme actuelle, de la transformation d'une structure plus ancienne. Au sud, les grandes arcades, à peine moulurées, sont analogues à celles au sud des deux premières travées de la nef. Pour supporter le doubleau intermédiaire du chœur, un dosseret est engagé dans le pilier rectangulaire qui les sépare. Au nord, les grandes arcades sont moulurées selon le même profil que celles de la base du clocher, et au nord de la troisième travée de la nef. Au milieu, le rouleau inférieur retombe sur des demi-piliers cylindriques engagés, et le rouleau supérieur se fond dans un pilier cylindrique aux trois quarts libres, qui sert également de support au doubleau intermédiaire. Tant au sud qu'au nord, les arcades, sans être réellement élevées, représentent au moins les trois quarts de la hauteur des murs, et ne laissent pas la place à des fenêtres hautes. Le chevet est éclairé par une fenêtre au remplage potentiellement néogothique. — Les deux travées gardent leurs voûtes du début du XIIIe siècle, ou au moins leurs ogives, car à l'instar des troisièmes travées des bas-côtés, les voûtains cachent leur véritable nature, et sont susceptibles d'avoir été refaits en matériaux légers. Il n'y a pas non plus de formerets. Les ogives adoptent l'un des profils les plus courants à la première période gothique, qui est formé par une arête entre deux tores. Employé pendant une longue période de près d'un siècle, de 1140 à 1240 environ, ce profil ne saura servir d'indice pour établir une datation. Il en va de même des clés de voûte, qui sont de petites rosaces feuillagées, telles qu'utilisées au dernier quart du XIIe et au premier quart du XIIIe siècle. Le doubleau intermédiaire n'est pas plus éloquent : ce n'est en fait qu'une arcade aux arêtes chanfreinées, un peu plus basse que les voûtes, et constitue sans doute un vestige de la précédente église. Comme de nombreuses églises romanes, elle devait posséder une abside plus basse que la première travée du chœur, qui sert habituellement de base au clocher. Quoi qu'il en soit, la seconde travée du chœur aurait été reconstruite au XIIIe siècle avant la première, qui ne fut pas jetée bas mais seulement reprise en sous-œuvre, afin que la continuité du culte puisse être assurée sans grandes interruptions.
Restent donc à regarder les supports. Dans les angles du chevet, ce sont des chapiteaux sculptés de feuilles d'eau, aux tailloirs carrés, implantés à 45° face aux ogives. Leur facture évoque plutôt la seconde moitié du XIIe siècle, et le motif est déjà bien présent pendant les dernières décennies de l'époque romane. Le chapiteau dans l'angle nord-ouest de la première travée possède tout au contraire un tailloir et une corbeille polygonaux, et est sculpté de feuilles maigres dans le goût de la fin du XIIIe et du XIVe siècle. Les corbeilles des autres chapiteaux ont été arasées, mais par leur forme, elles se rattachent au même type que ceux du chevet. De part et d'autre du doubleau, les chapiteaux voisins se partagent un même tailloir, alors que le doubleau lui-même n'a qu'un seul chapiteau, dans l'angle sud-est de la première travée. Également sculpté de feuilles d'eau, il est porté par une courte colonnette avec base, dont la hauteur équivaut à deux assises, et qui est englobée dans le dosseret qui supporte le doubleau. Il s'agit là d'un compromis qui doit remonter au début du XIIIe siècle, et indique que le chœur n'a pas été bâti de toutes pièces à cette époque. En effet, l'existence de la base donne à penser que cette colonnette n'est jamais descendue jusqu'au sol. C'est peut-être encore le cas des colonnettes dans les angles du chevet, dissimulées derrière les boiseries. Dans l'angle nord-ouest de la première travée, la colonnette de l'ogive a été entièrement supprimée. Des cinq autres, ne demeurent que deux assises, puis, elles sont reçues, sans présenter de bases, sur des culs-de-lampe. Ceux au nord du doubleau sont particulièrement originaux. L'un est octogonal et affiche un décor essentiellement végétal, qui ne ressemble à rien qui existe ailleurs dans la région ; l'autre, un personnage tenant un bouclier arborant une croix nimbée, dans le goût flamboyant. Eugène Müller qualifie cette sculpture d'« œuvre vulgaire du XVIe siècle ». Les fûts correspondant à ces culs-de-lampe ont été retaillés : l'un est torsadé ; l'autre est de section octogonale, et garni de chevrons. Les culs-de-lampe doivent dater de la période flamboyante, quand les grandes arcades furent agrandies, de sorte à ne plus laisser de la place pour les colonnettes.

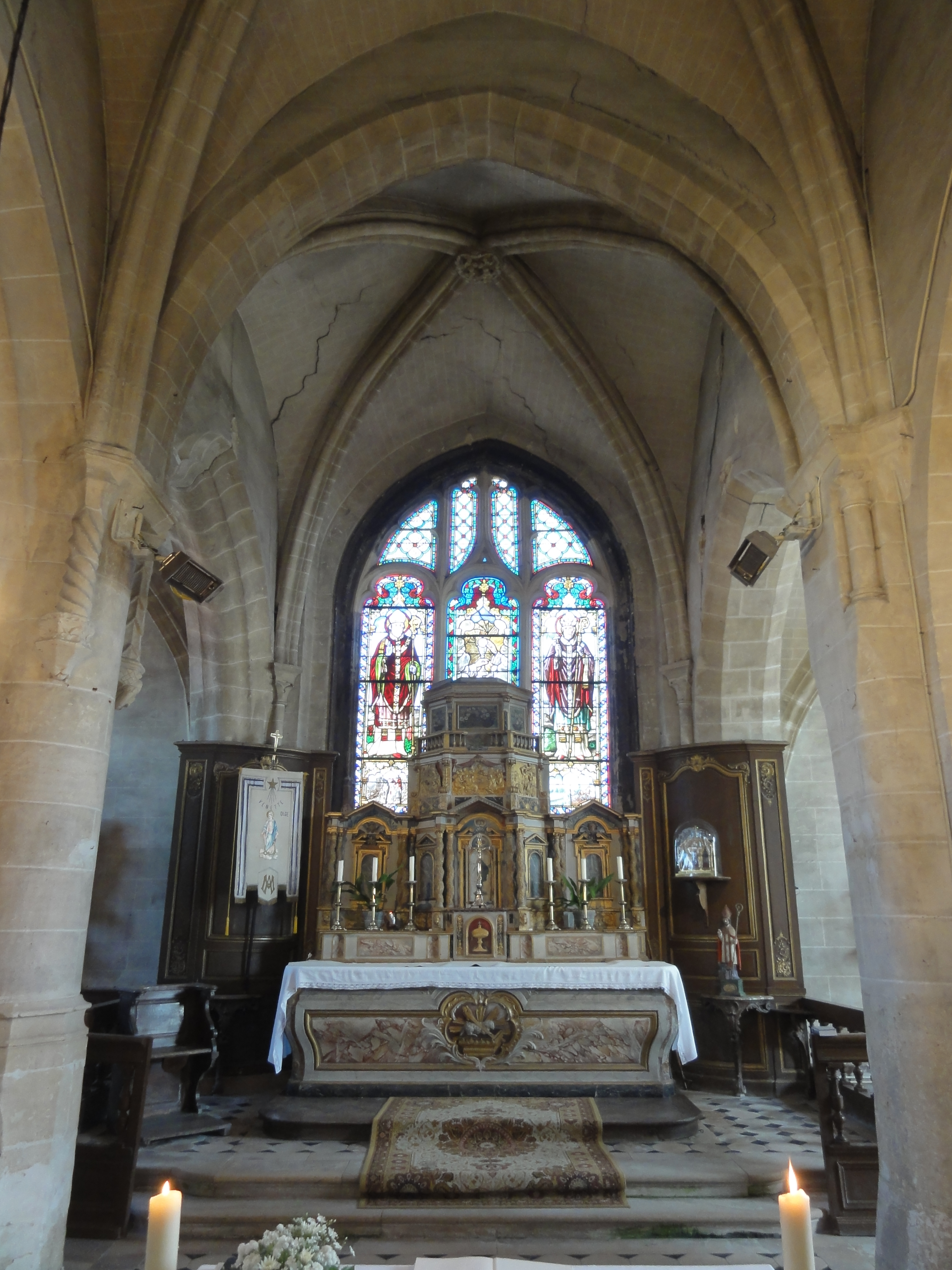
1re travée, vue vers l'est.
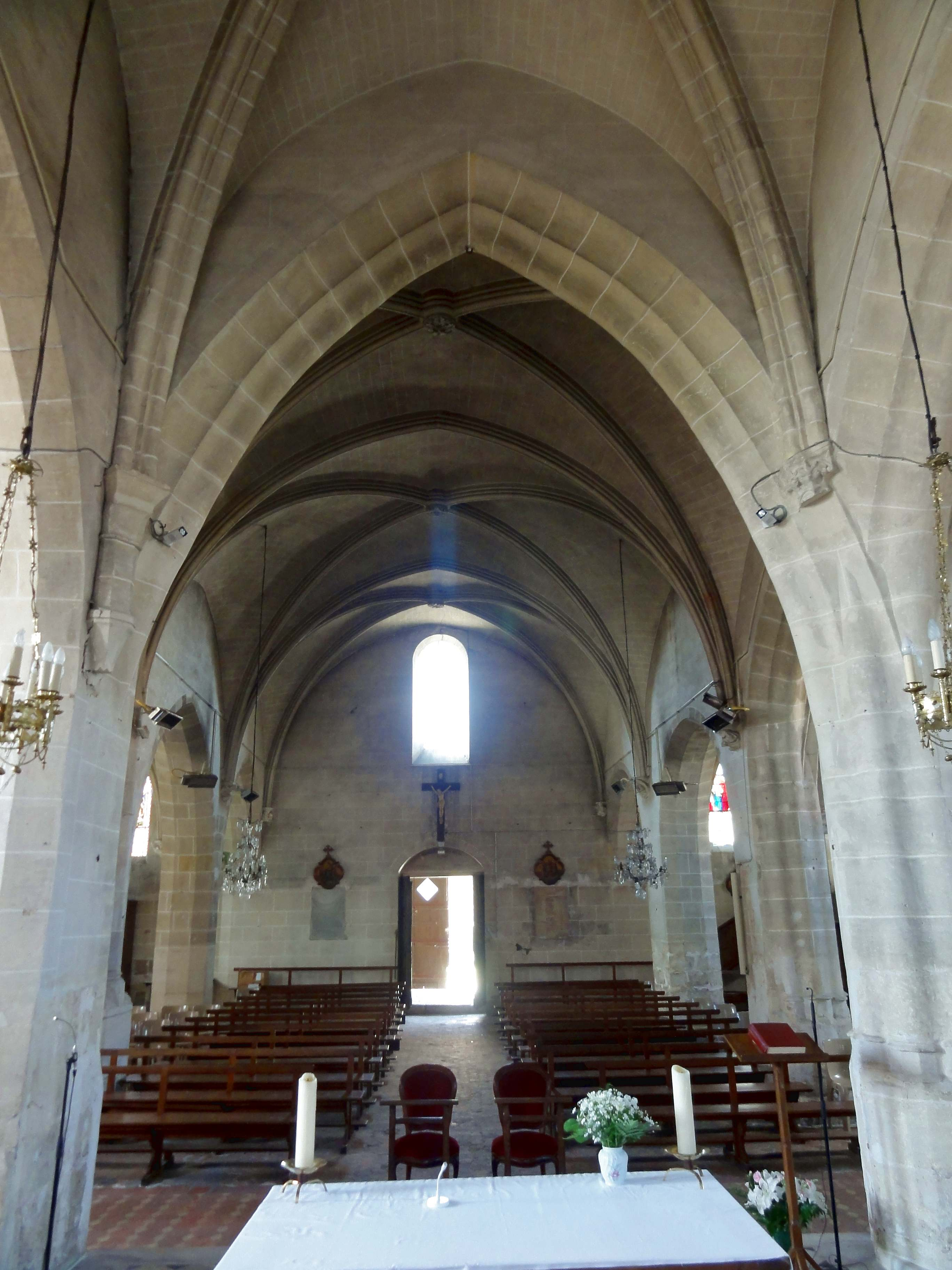
1re travée, vue vers l'ouest.
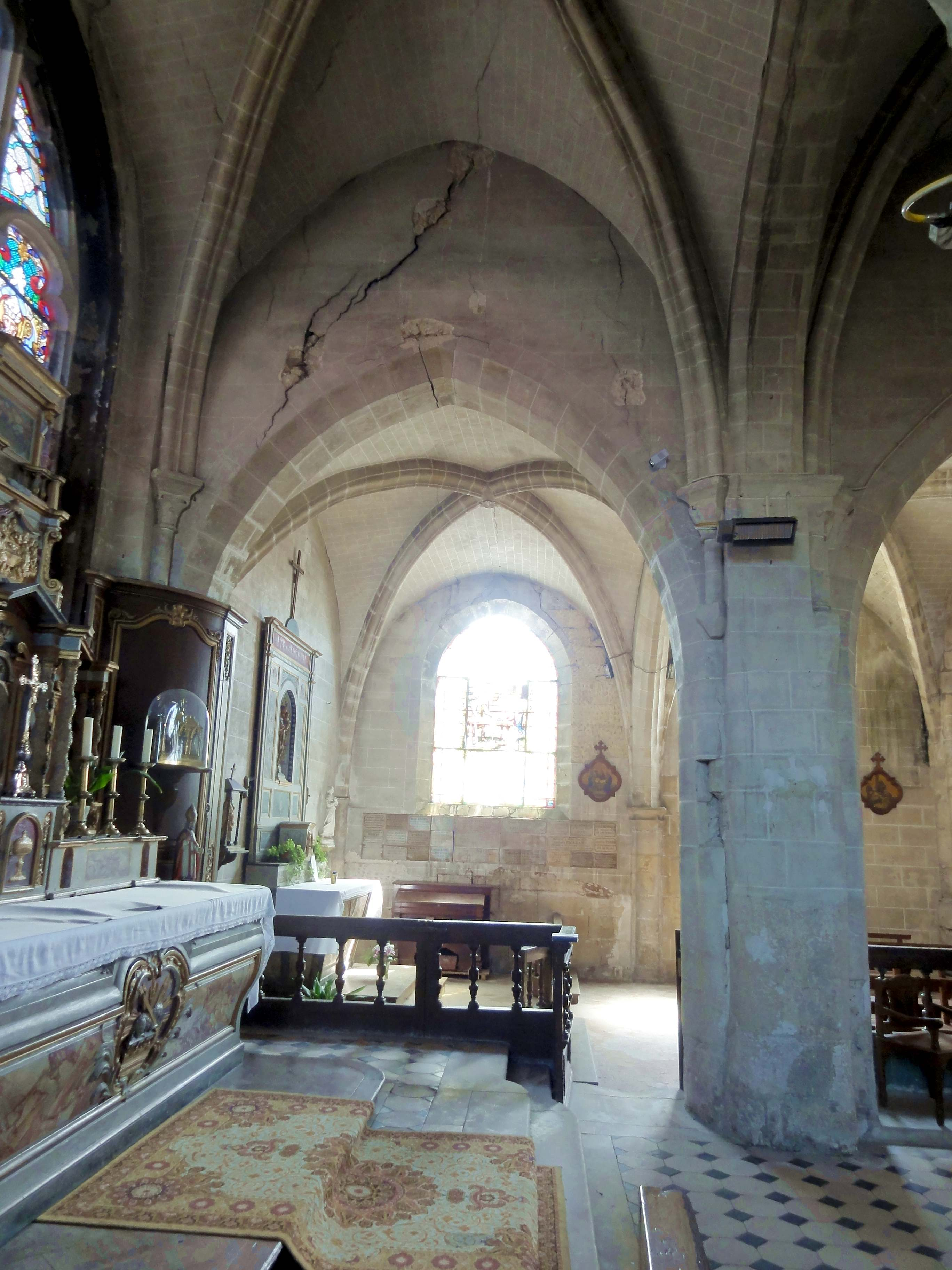
2e travée, élévation sud.
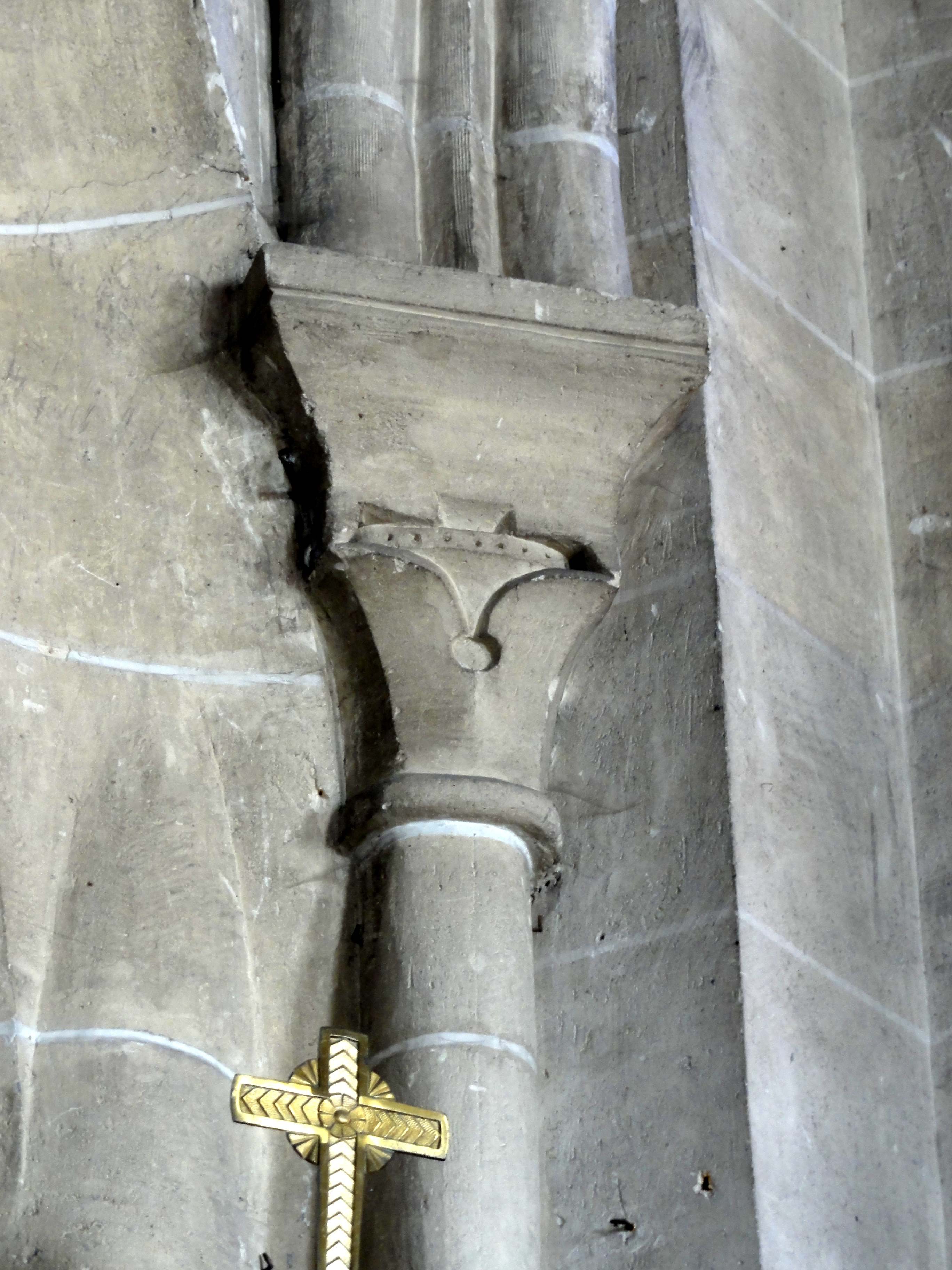
2e travée, chapiteau au chevet (angle nord-est).
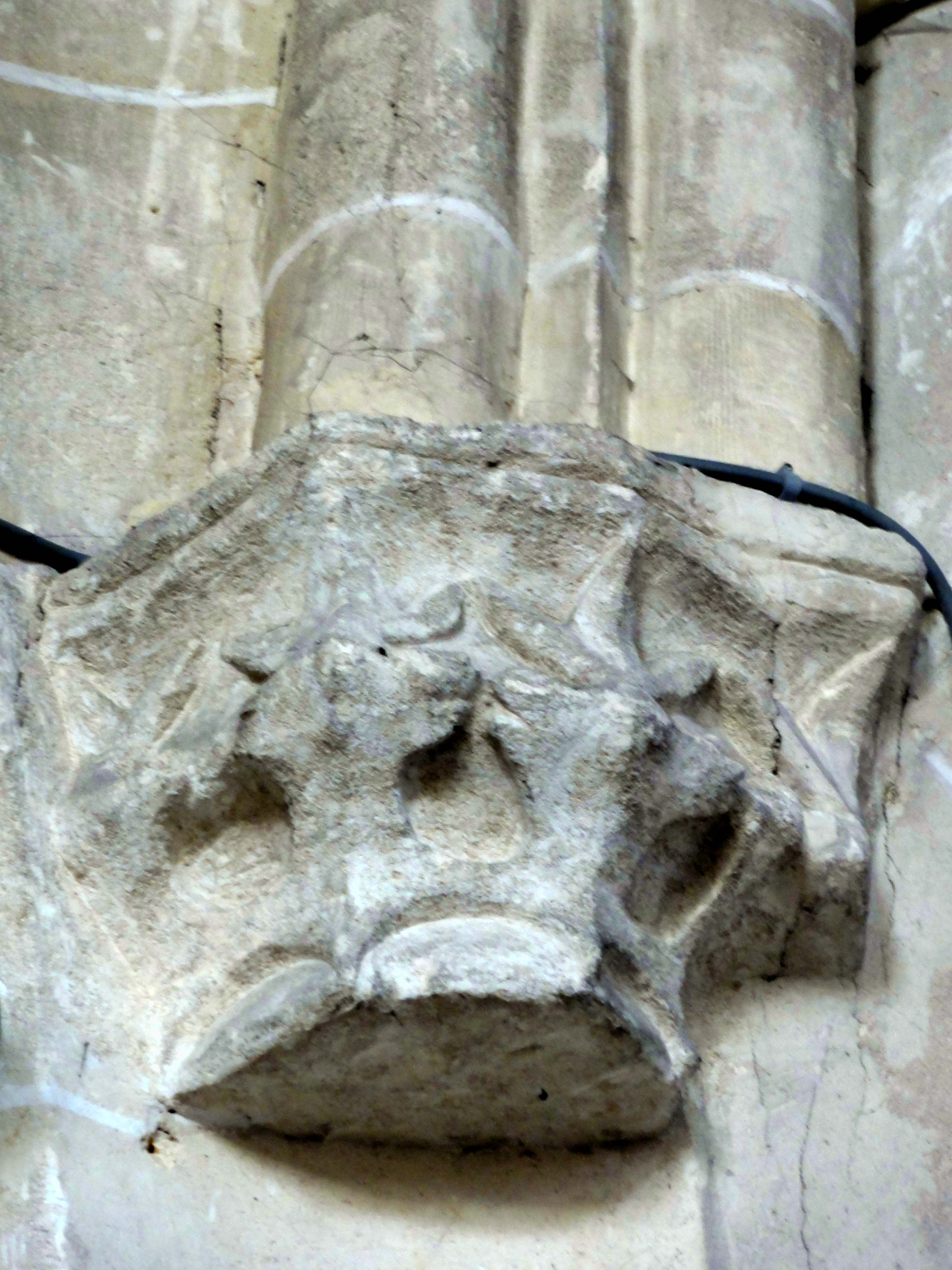
1re travée, chapiteau dans l'angle nord-ouest.
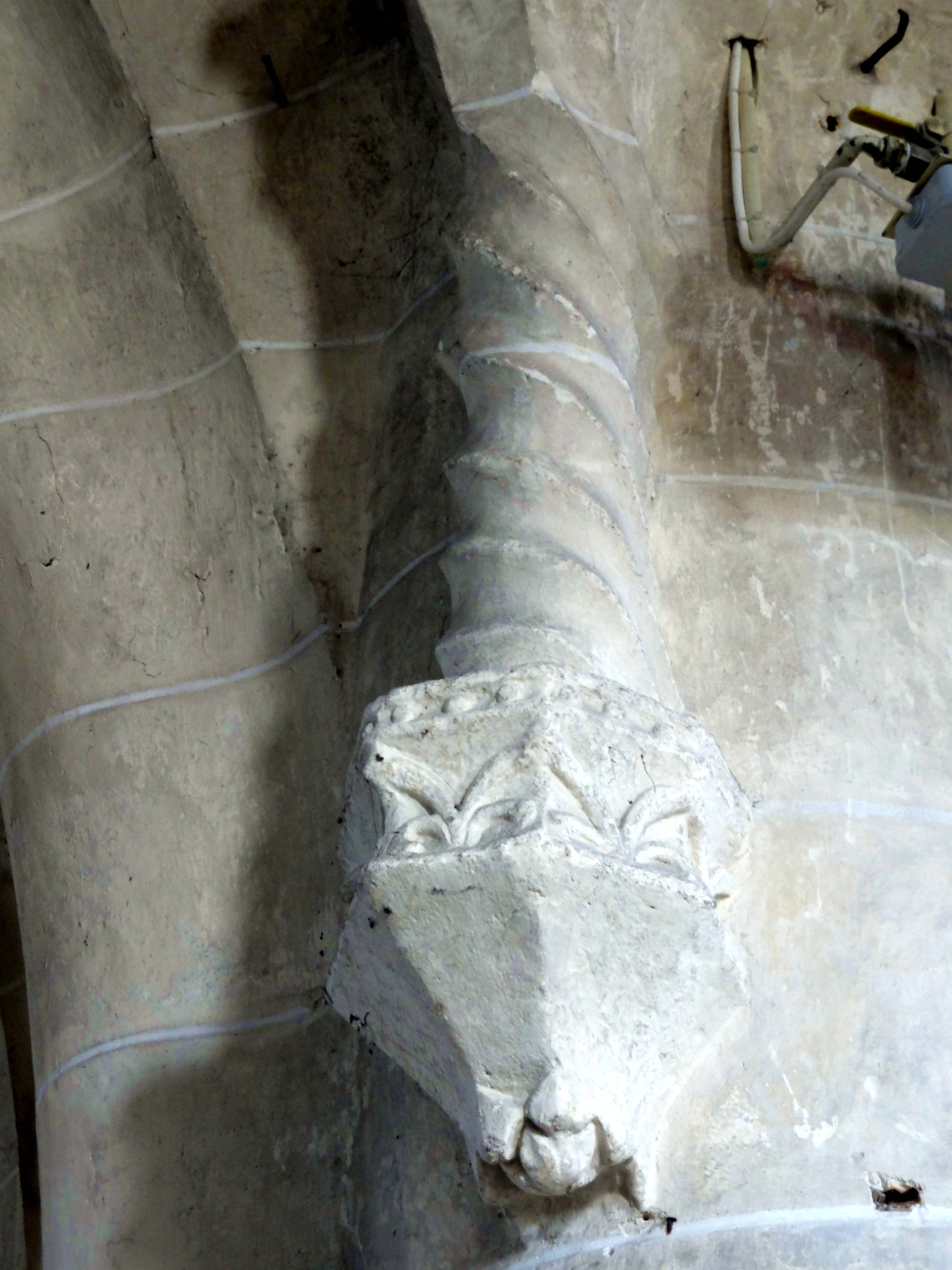
1re travée, cul-de-lampe dans l'angle nord-est.

#### Collatéraux du chœur

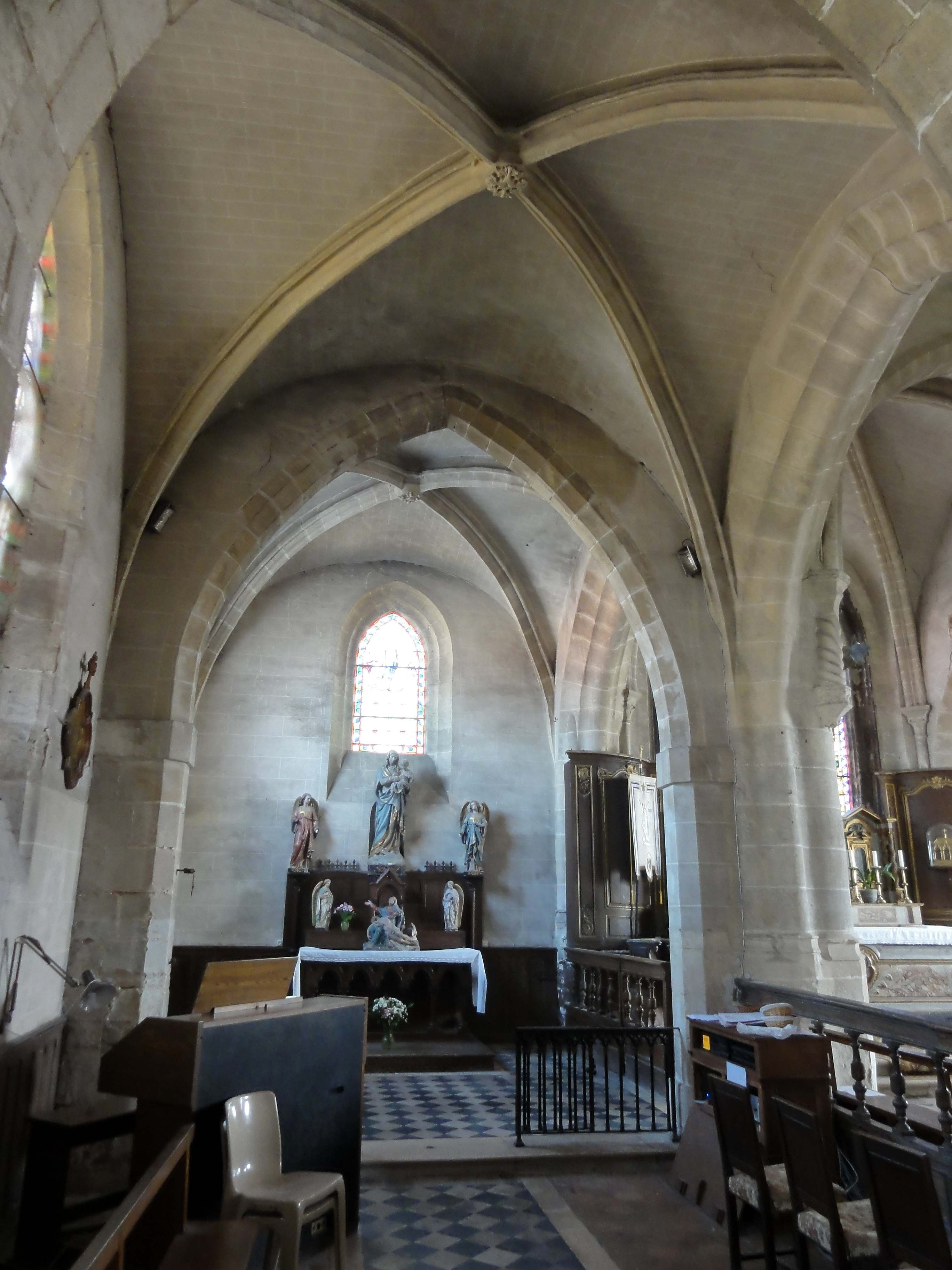
Collatéral nord, 1re travée, vue vers l'est.

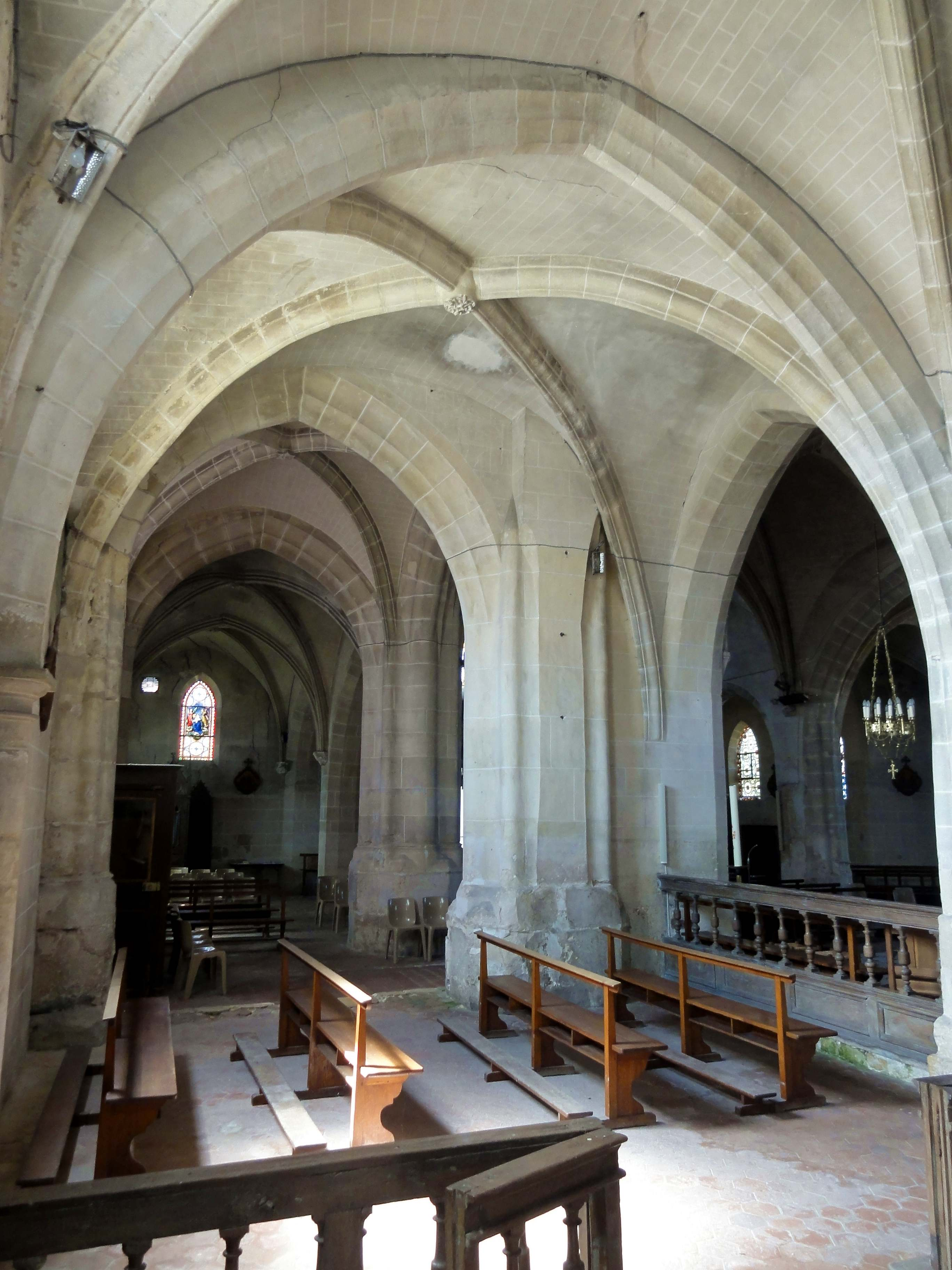
Collatéral sud, 1re travée, vue vers le nord-ouest.

Comme déjà évoqué, le collatéral nord se rattache stylistiquement à la travée précédente du bas-côté de la nef, en ce qui concerne le profil des ogives et des grandes arcades, mais aussi l'élévation extérieure nord. Le profil des grandes arcades revient aussi sur les trois arcades autour de la base du clocher, dont les ogives adoptent toutefois un profil différent, également employé dans le collatéral sud. En dépit de l'homogénéité des trois travées du nord en question, elles ne communiquent pas entre eux par des doubleaux moulurés : le collatéral nord s'ouvre par une arcade moins élevée et plus étroite que le collatéral lui-même, qui a les arêtes chanfreinées, et c'est une arcade assez semblable qui tient lieu de doubleau intermédiaire. Elle est seulement moins épaisse, et l'assise au niveau des impostes fait saillie devant les piédroits, peut-être en prévision d'être sculptée d'une frise. L'on peut supposer que la seconde travée du collatéral n'existait pas encore avant la reconstruction flamboyante, et que la dernière travée du chœur était libre, comme toujours à Verneuil-en-Halatte, autre église médiévale profondément remaniée à la même époque. À propos des voûtes, l'on peut faire les mêmes observations que pour les autres : les voûtains sont susceptibles d'avoir été refaits, et il n'y a pas de formerets. Mais en différence avec les voûtes purement néogothiques des deux premières travées des bas-côtés de la nef, les ogives ne sont pas reçues sur des culs-de-lampe, et se fondent simplement dans les angles. Les fenêtres latérales, en tiers-point, sont entourées d'une gorge et d'une fine moulure concave, conformément à l'usage à la période flamboyante, mais dépourvues de remplage. La baie du chevet est inhabituellement petite, et entourée d'une gorge et d'une doucine, ce qui suggère une période plus tardive, celle de la construction du clocher.
Le collatéral sud est plus large que son homologue du nord et les bas-côtés de la nef. Cette largeur accrue va au détriment du chœur. La construction s'est apparemment fait en deux temps. Au moment de la construction du clocher, il devait être prévu de réaliser un collatéral moins large, comme l'indiquent deux ondulations sans raison d'être, à l'est de la pile nord-est du clocher. Les deux s'arrêtent au-dessus de la retombée de l'arcade vers le clocher. Elles étaient apparemment destinées à recevoir les ogives de la première travée du collatéral. Une sorte de dosseret les sépare, qui devient plus large après la fin des ondulations. Ici, le large renflement central du pilier ondulé a peut-être été arasé après la modification du projet initial. Il aurait en effet requis la démolition des voûtes du chœur du début du XIIIe siècle, et la mise en œuvre d'un chœur entièrement neuf. Le renoncement à ce projet explique aussi le caractère sommaire des grandes arcades au sud du chœur, qui revêtent donc un caractère provisoire. Après l'abandon définitif du projet, le voûtement du collatéral a seulement été entrepris, et dans l'angle nord-ouest de la première travée, l'ogive se fond maintenant dans la pile du clocher, entre la section ondulée et le piédroit de la grande arcade vers le vaisseau central. Sur le pilier central des deux grandes arcades, les irrégularités sont moindres. Le pilier ondulé n'a pas été achevé. Il n'a pas de base, et il n'y a que les trois ondulations correspondant aux ogives et au doubleau, mais tout au moins, les ogives se fondent-elles réellement dans les ondulations. L'absence d'interpénétration des moulures et le manque de consistance des profils témoignent de l'interruption du chantier. L'achèvement s'est fait avec d'autres compromis que la simplification des grandes arcades et l'irrégularité de la pile nord-est du clocher : le doubleau intermédiaire adopte un profil sommaire, comme les grandes arcades de la nef, et le pourtour des fenêtres n'est pas mouluré. À l'instar de la fenêtre de la base du clocher, elles sont seulement ébrasées. Il n'y a pas de fenêtre au chevet, ni même de fenêtre bouchée pour la pose du retable. Au sud du doubleau et dans l'angle sud-est, les nervures des voûtes retombent sur des chapiteaux doriques restés à l'état d'ébauche.

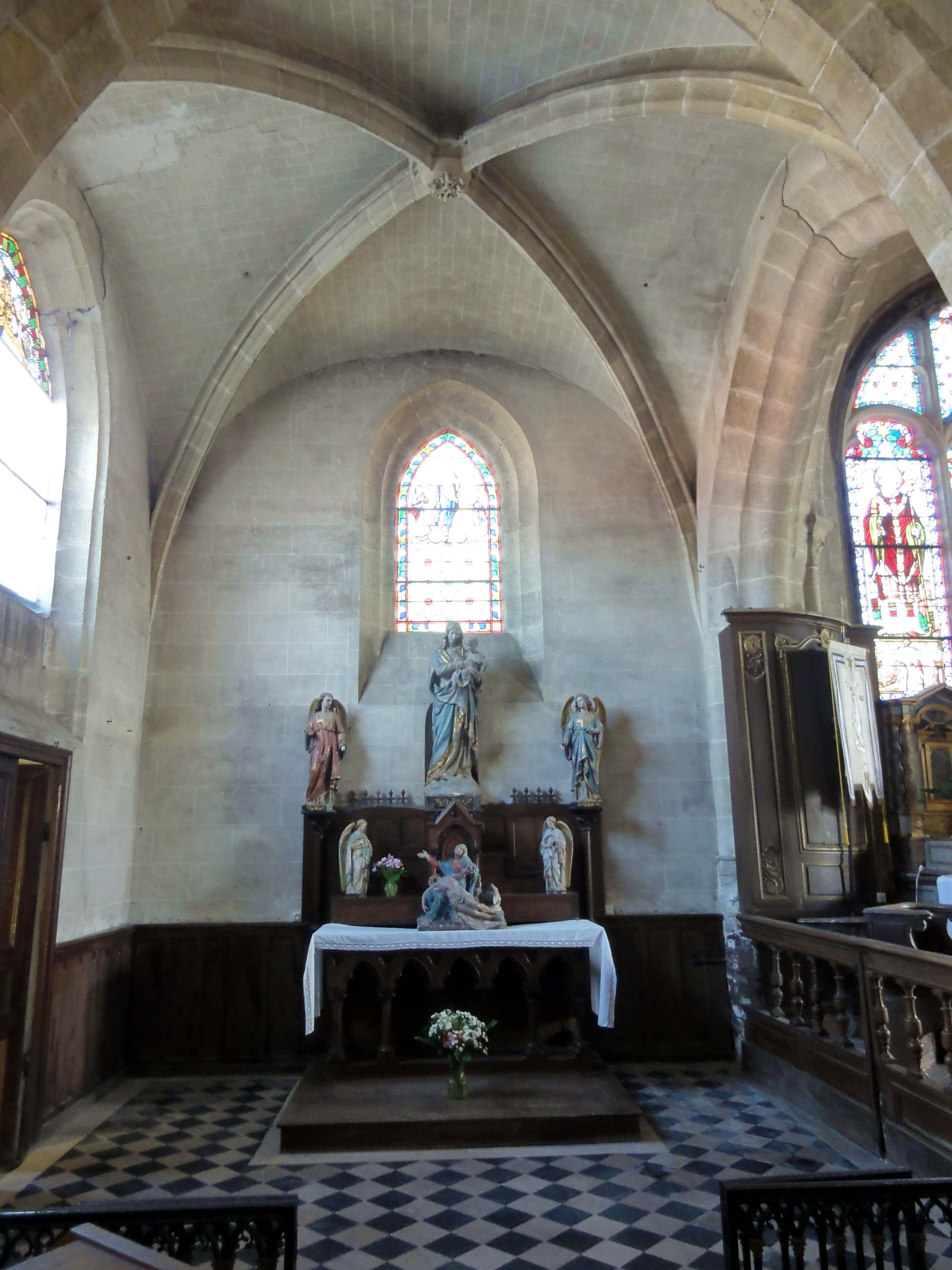
Collatéral nord, 2e travée, vue vers l'est.
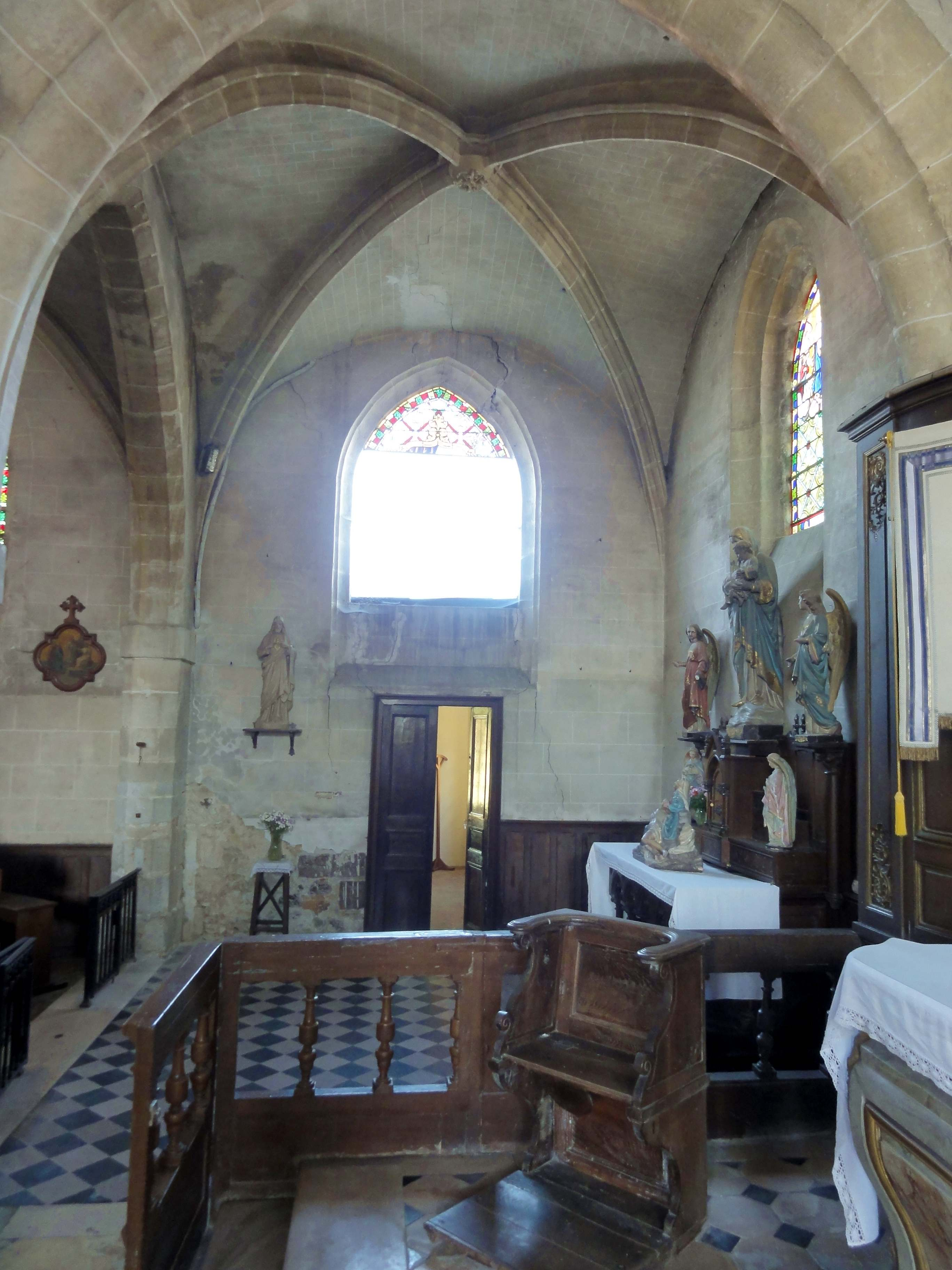
Collatéral nord, 2e travée, vue vers le nord.
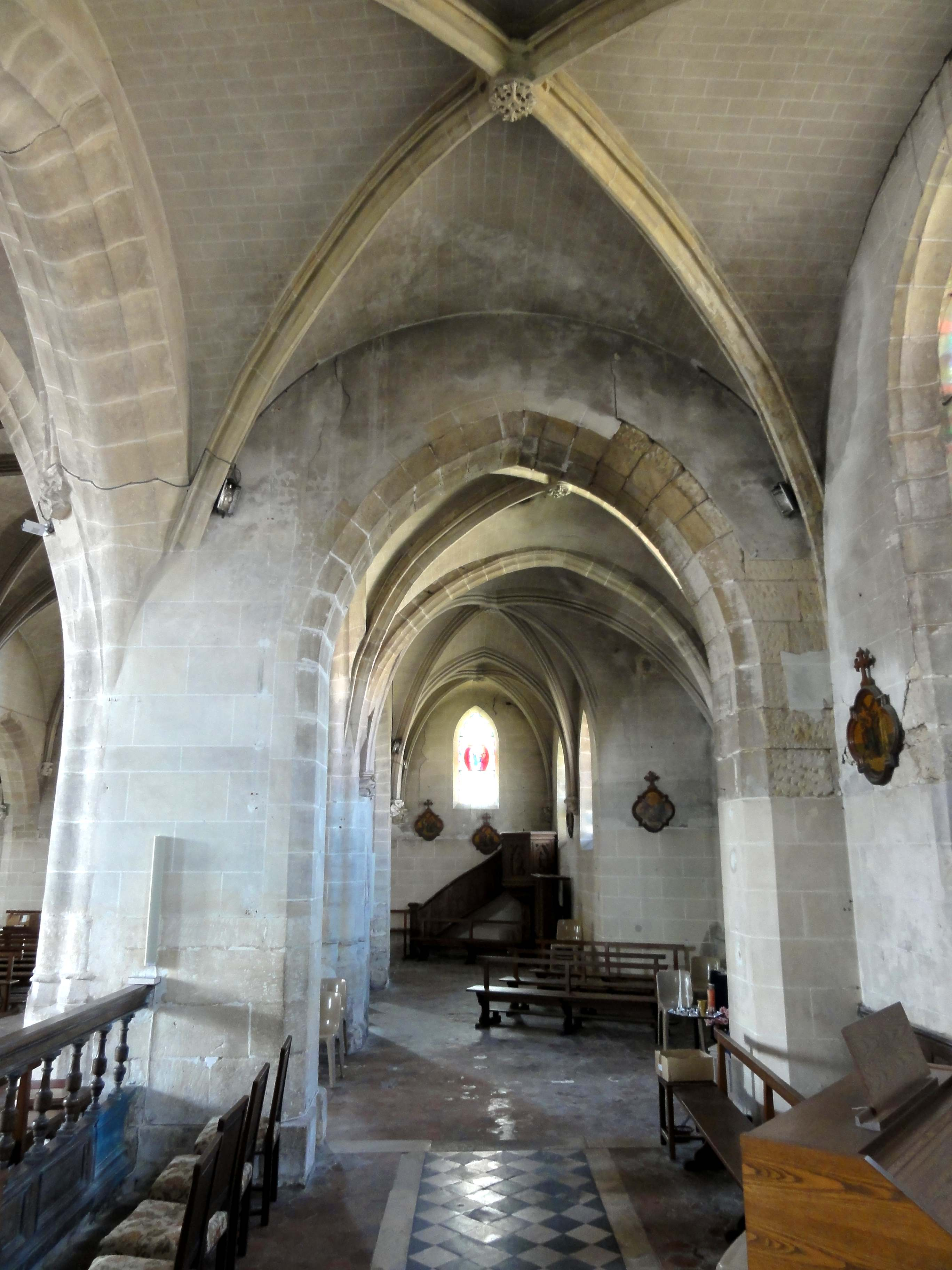
Collatéral nord, 1re travée, vue vers l'ouest.
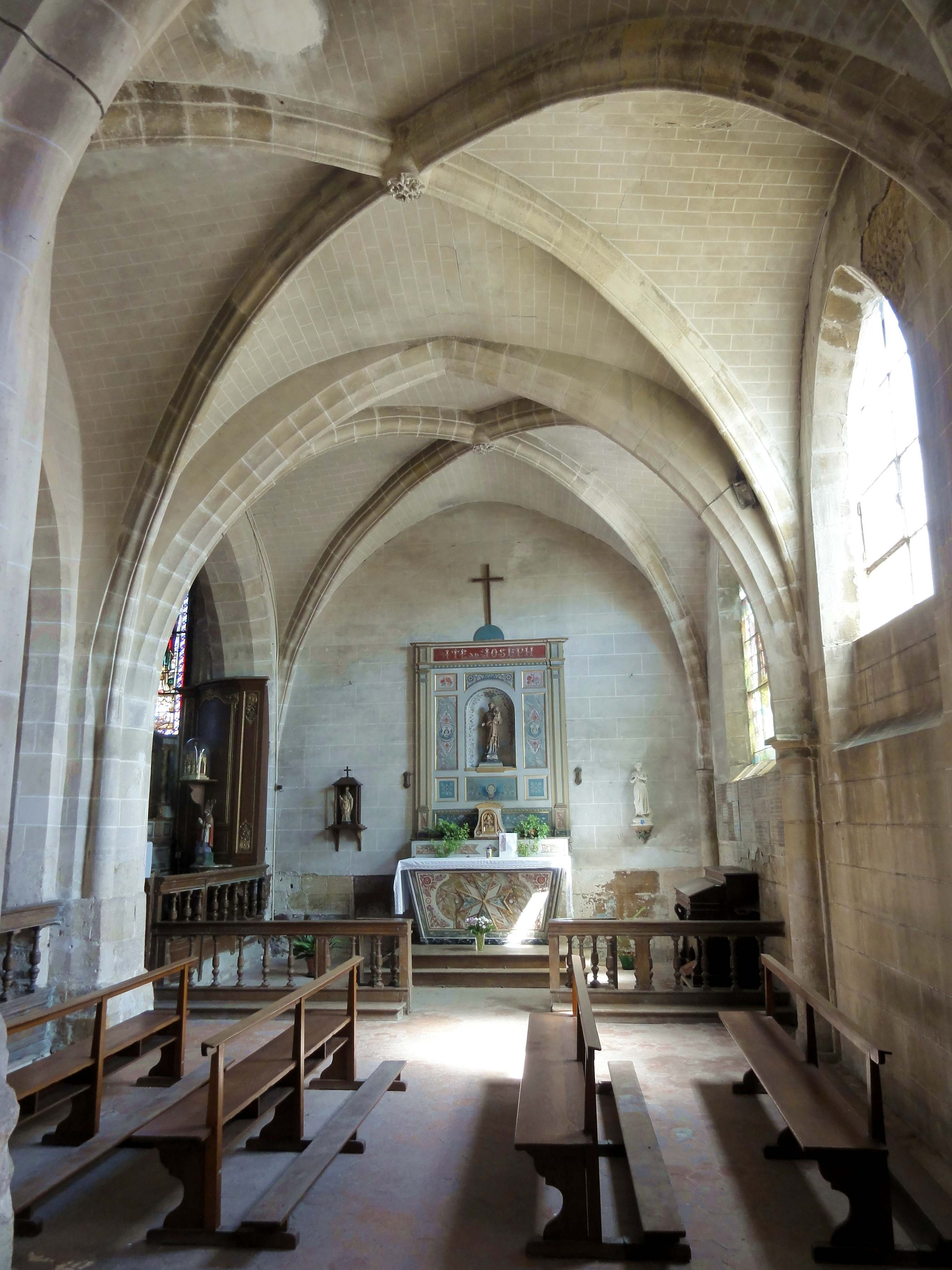
Collatéral sud, 1re travée, vue vers l'est.
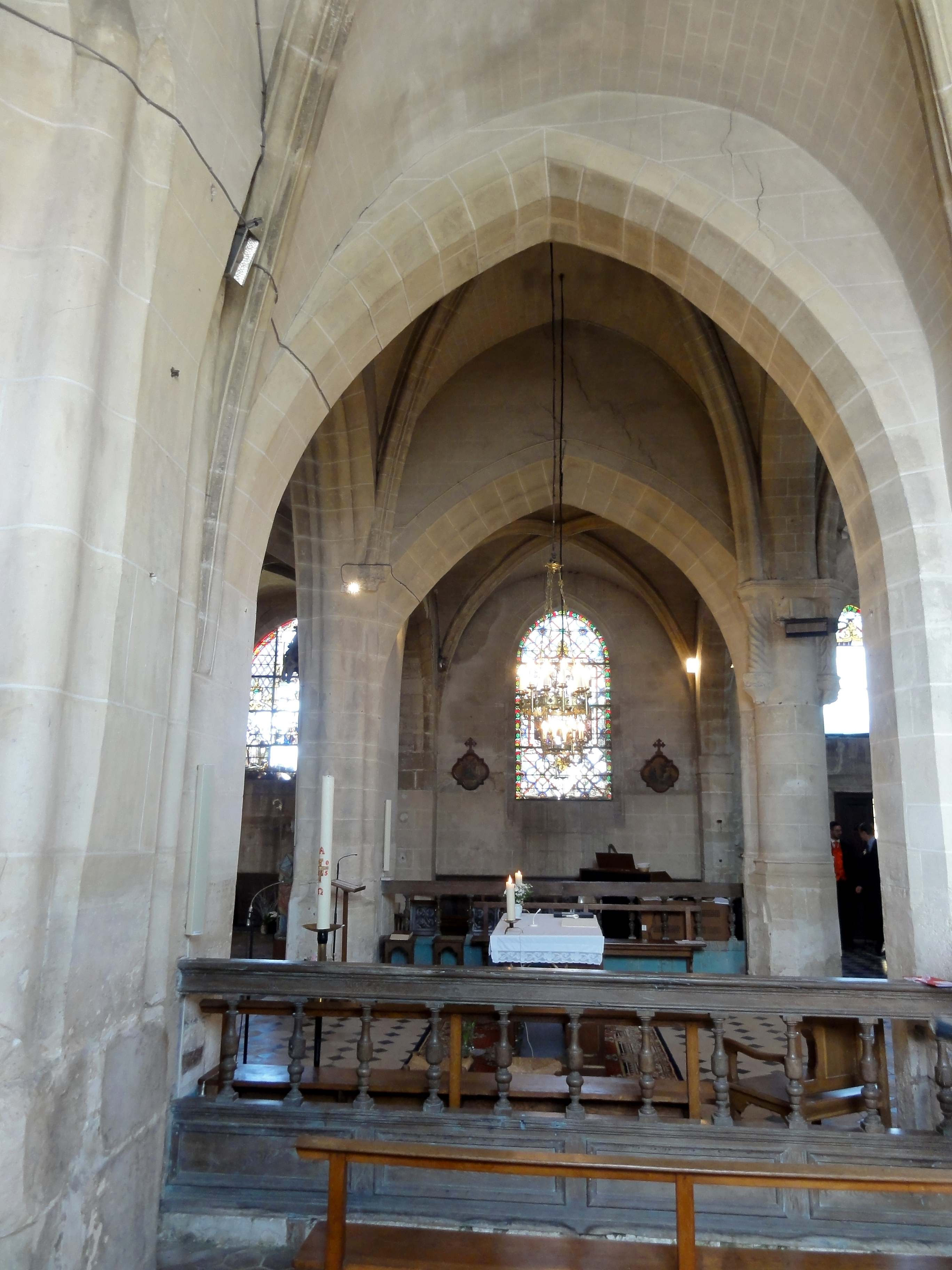
Collatéral sud, 1re travée, vue vers le nord.
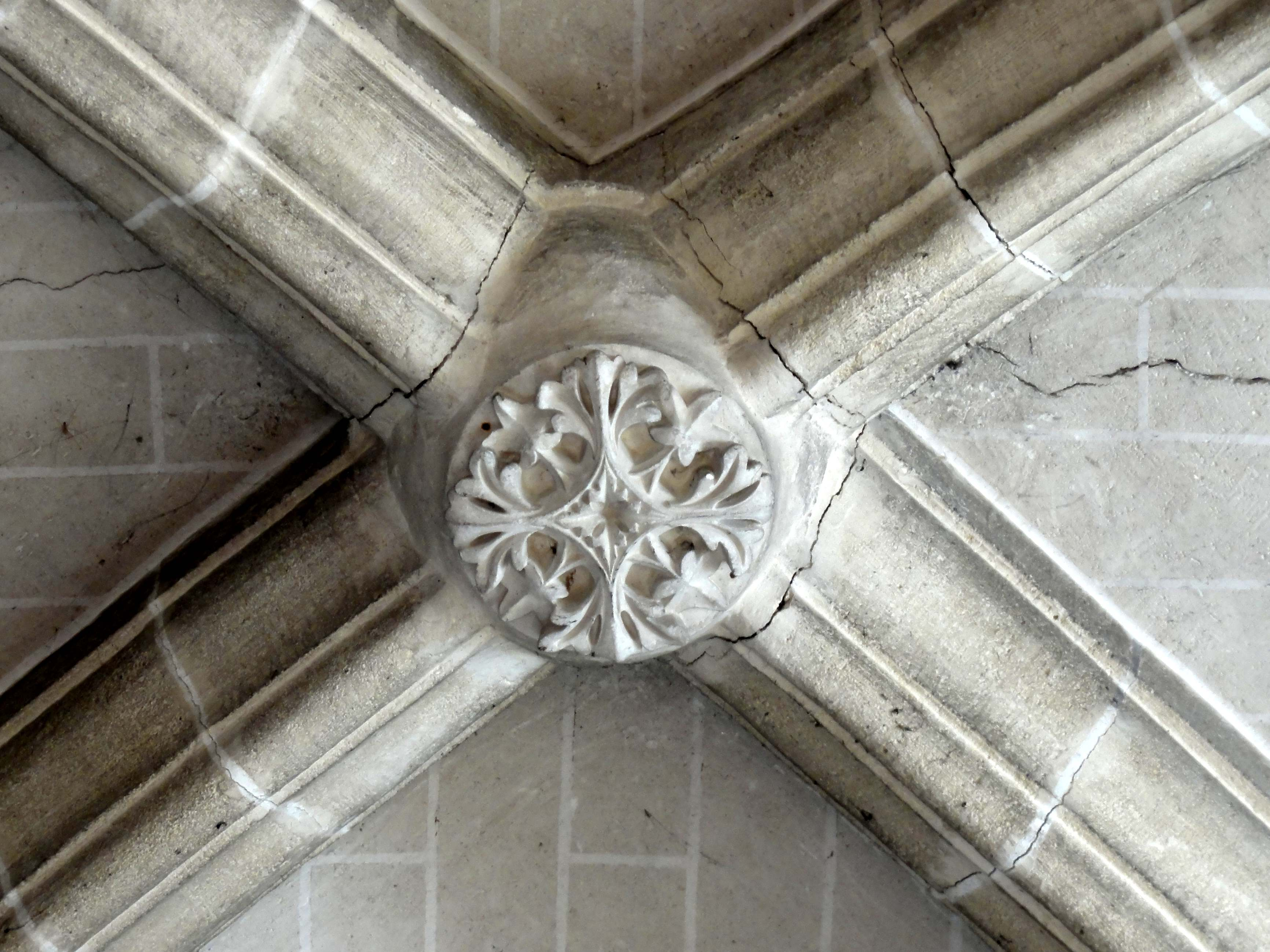
Collatéral sud, clé de voûte de la 2e travée.

### Extérieur

#### Clocher

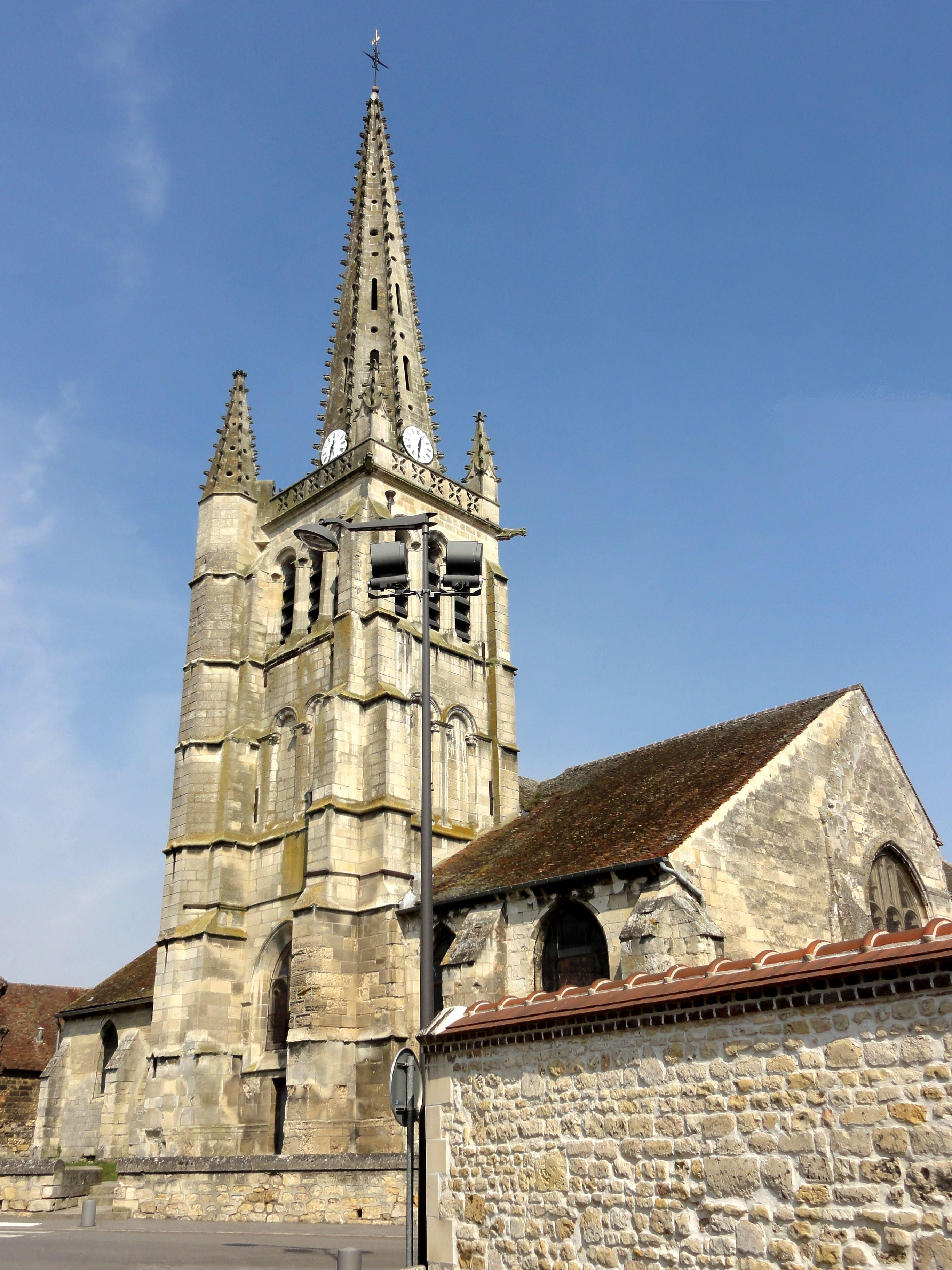
Approche depuis le sud-est.

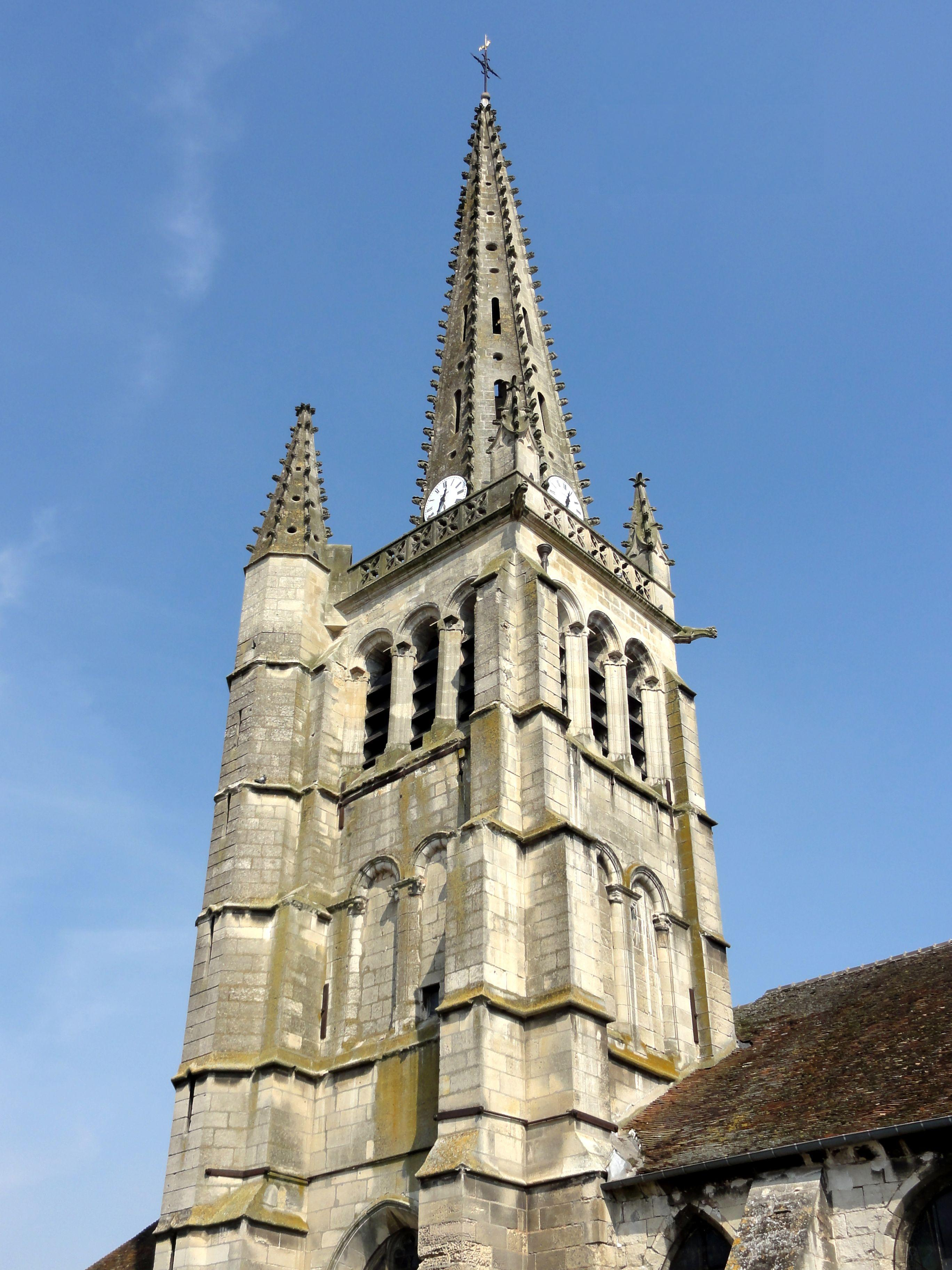
Vue depuis le sud-est.

Le clocher constitue l'unique élément réellement abouti de l'église, l'intérieur n'étant que le résultat de reprises successives effectuées, en quelque sorte, au rabais : il n'y a pas de symétrie entre nord et sud, même en faisant abstraction de l'irrégularité entraînée par la présence du clocher ; il n'y a aucun arc-doubleau à proprement parler, ni de formerets ; le pourtour de la plupart des baies est dépourvu de mouluration ; deux fenêtres seulement sont munies d'un remplage ; et les fausses voûtes des frères Colas ont l'effet d'un pastiche. La position du clocher au milieu du bas-côté sud est l'exception : la plupart des clochers flamboyants de la région occupent la première travée du bas-côté sud. Il se compose d'une tour à trois niveaux d'élévation, et d'une flèche de pierre de 19 m de hauteur, dont le sommet cumule à une hauteur de 40 m au-dessus du sol,. Les quatre angles du clocher sont flanqués par deux contreforts orthogonaux, dont aucun n'est visible depuis l'intérieur de l'édifice, contrairement à Baron, Montagny-Sainte-Félicité et Versigny. Ce détail surligne l'ambition des bâtisseurs du clocher. Il est vrai que les contreforts des angles nord-ouest et nord-est sont moins saillants, et par conséquent, ils ne se retraitent que légèrement à la limite entre les étages. Au sud-ouest, les contreforts encadrent une tourelle d'escalier octogonale, du même type qu'à Baron et Montagny-Sainte-Félicité. En haut du rez-de-chaussée et du premier étage, les contreforts du sud se retraitent par des glacis très faiblement inclinés, ce qui est atypique. Au niveau du seuil des fenêtres de chacun des étages, les contreforts et la tourelle d'escalier sont en plus scandés par un larmier en profil de doucine, fortement abîmé à de nombreux endroits. Il est à noter que la fenêtre du rez-de-chaussée descend légèrement plus bas que le premier larmier, et que son allège se termine par un glacis pentu non mouluré. Seules les baies du premier étage prennent appui sur un larmier établi en continuité avec ceux des contreforts, et adoptant le même profil. Les baies de l'étage de beffroi s'ouvrent au-dessus d'un glacis pentu, inférieurement terminé par une moulure torique. C'est au niveau des impostes de ces baies que les contreforts s'amortissent par un glacis formant larmier. Contrairement à de nombreux clochers flamboyants, ils ne sont pas couronnés par des clochetons ou pinacles. En revanche, le maître d'œuvre a prévu un dispositif décoratif qui n'existe pas sur les autres clochers flamboyants de la région, presque toujours extrêmement austères jusqu'à l'étage de beffroi : ce sont des baies simulées au niveau du premier étage. Elles sont en plein cintre, et au nombre de deux par face. Leur archivolte, taillée en forme d'un quart-de-rond, est surmontée d'un bandeau, et retombe sur des tablettes moulurées selon le même profil, portées par des chapiteaux sculptés de personnages en buste en haut-relief. Le profil de l'archivolte se continue ensuite sur les piédroits.
L'étage de beffroi est ajouré, sur chaque face, de trois baies en plein cintre, et non de deux, comme le veut la règle dans la région. Peut-être cette exception est-elle motivée par la présence de deux clochers du début du XIIIe siècle à trois baies par face dans les environs de Compiègne, à savoir Choisy-au-Bac et Clairoix. Le clocher flamboyant de Ravenel a également trois baies par face. L'arc en plein cintre des baies indique le clocher est postérieur au milieu du XVIe siècle, et se rattache chronologiquement à la Renaissance, comme par ailleurs une bonne partie des clochers flamboyants de l'Oise, tels que Baron, Béthisy-Saint-Pierre, Montagny-Sainte-Félicité. Les trumeaux entre deux baies sont formés par un fût cylindrique engagé de face, et deux latéralement, reliés entre eux par des doucines, et supportant des chapiteaux restés à l'état d'ébauche, supportant une tablette carrée non moulurée. Les archivoltes sont assortis au trumeaux, et profilés d'un quart-de-rond et d'une doucine. Cette disposition est originale. Trois assises au-dessus des baies, les murs se terminent par une corniche saillante, qui supporte la balustrade à jour de la plate-forme entourant la flèche. Une gargouille jaillit à chaque angle. Au-dessus, sauf à l'angle sud-ouest, où une petite flèche coiffe la tourelle d'escalier, d'épais clochetons compensent l'absence de couronnement des contreforts, et délimitent les balustrades. De plan carré, les clochetons montrent en haut de chaque face un gâble formé par une accolade, et inscrivant un trilobe. Ensuite, les clochetons passent au plan octogonal, et les arêtes sont garnies de crochets. Pour venir à la balustrade, elle se compose de cinq segments par face du clocher. Le motif sont quatre ovales disposés autour d'un point central, et inscrivant chacun un soufflet. Les clochers à balustrade n'apparaissent qu'au XVe siècle, sur la collégiale Saint-Thomas de Crépy-en-Valois et la cathédrale Notre-Dame de Senlis. Avant, l'on ne pouvait pas passer autour de la flèche, qui est alors cantonnée de quatre pyramidons. Ce parti est encore retenu pour les flèches flamboyantes d'Ève, Plailly et Versigny. Les flèches de Baron, Béthisy-Saint-Pierre, Boran-sur-Oise, Creil, Montagny-Sainte-Félicité et Verneuil-en-Halatte sont entourées d'une balustrade, comme à Venette. Les faces de la flèche sont lisses, au lieu d'être pourvues d'un décor gravé suggérant des écailles. Elles sont allégées par deux niveaux d'étroites baies en plein cintre, entre de petits oculi circulaires, qui se succèdent jusqu'au sommet. Souvent, l'on trouve des quadrilobes à leur place. Les arêtes sont garnis de crochets végétaux, inspirés du chou frisé, pour lequel les architectes flamboyants ont une prédilection. Cette flèche de tradition gothique est l'une parmi seulement trois flèches flamboyantes sur la rive droite de l'Oise, au sein du département, les autres étant Boran-sur-Oise et Saint-Crépin-Ibouvillers.

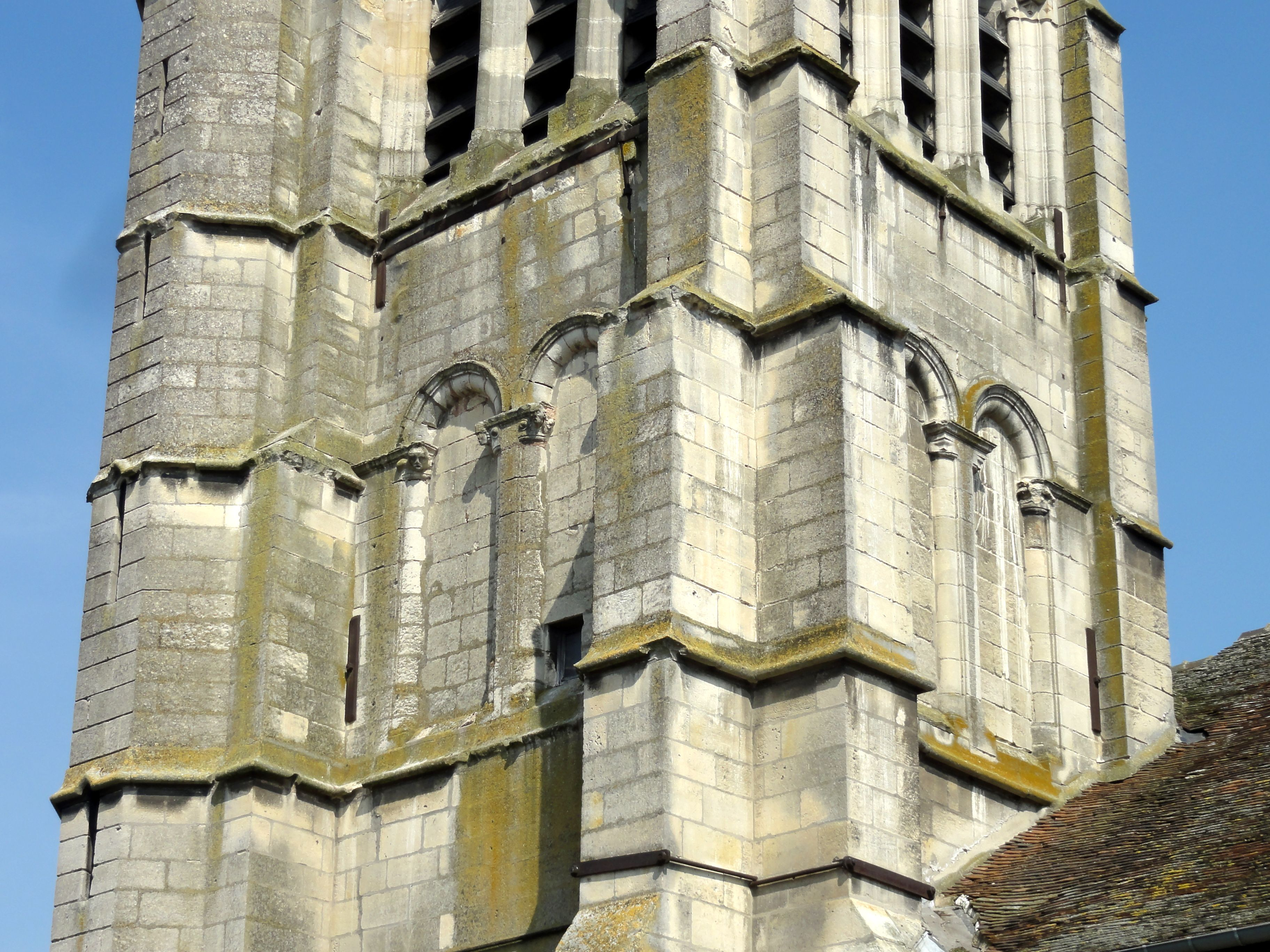
1er étage, vue depuis le sud-est.
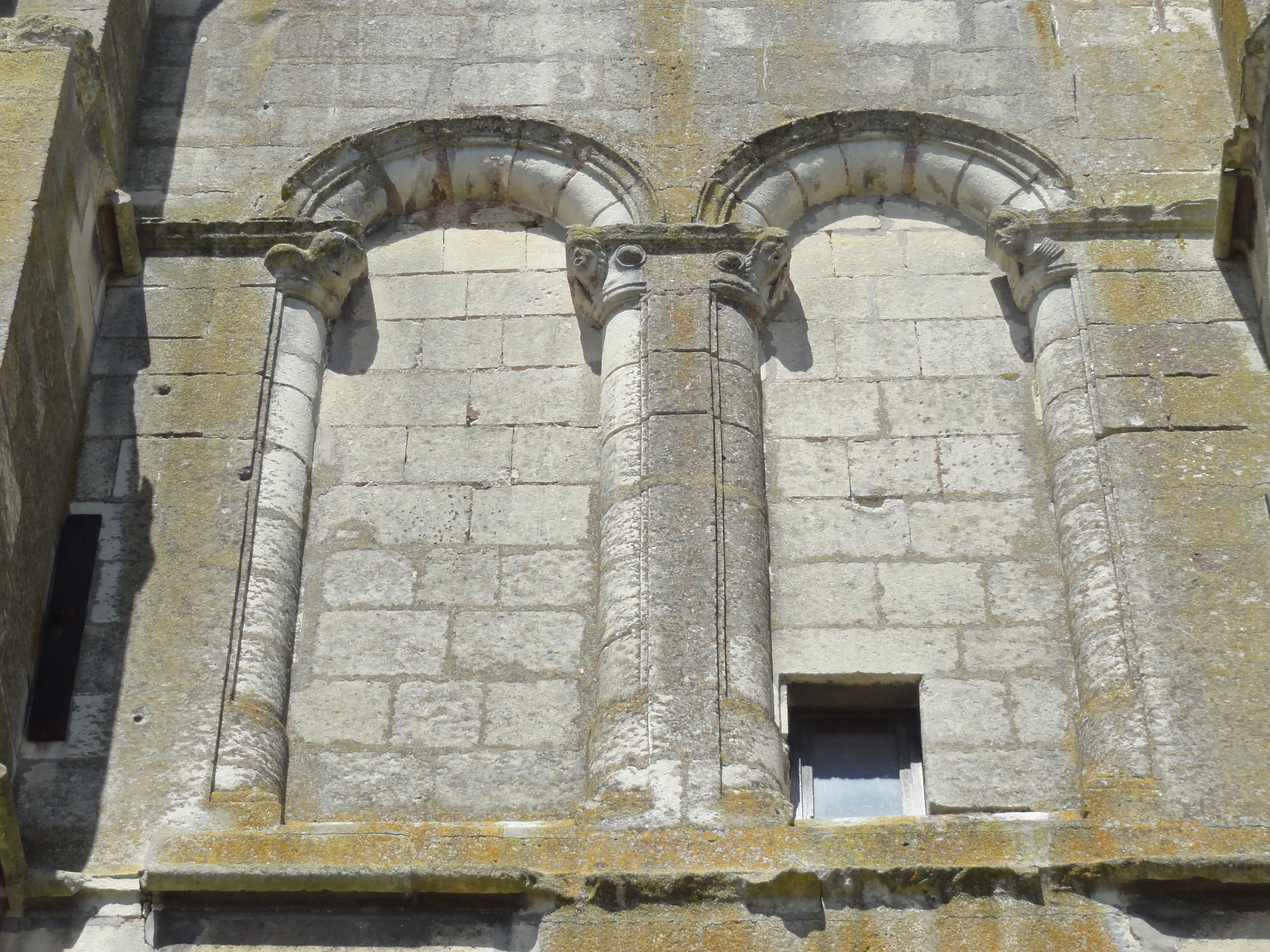
1er étage, baies simulées côté sud.
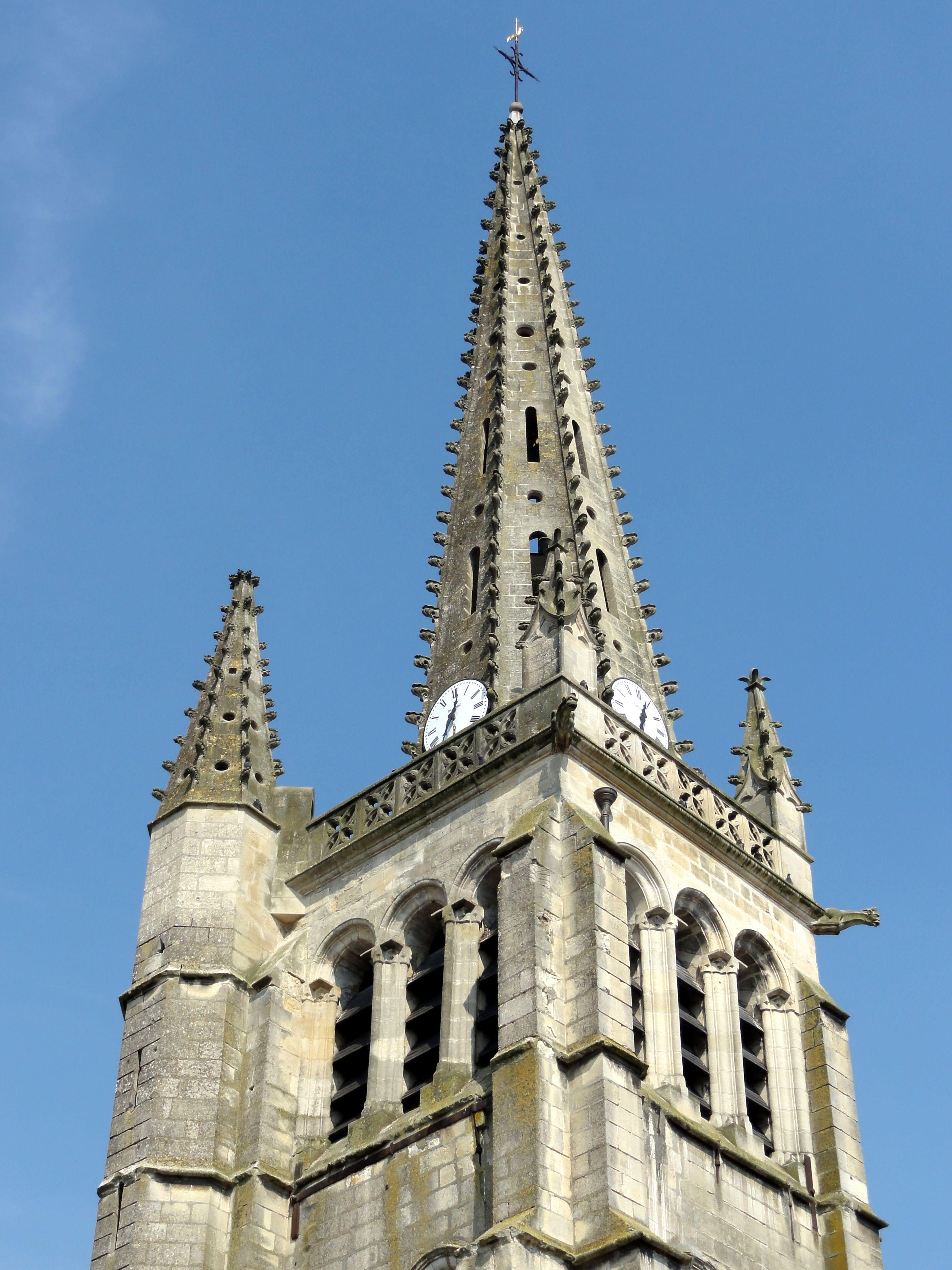
Étage de beffroi, vue depuis le sud-est.
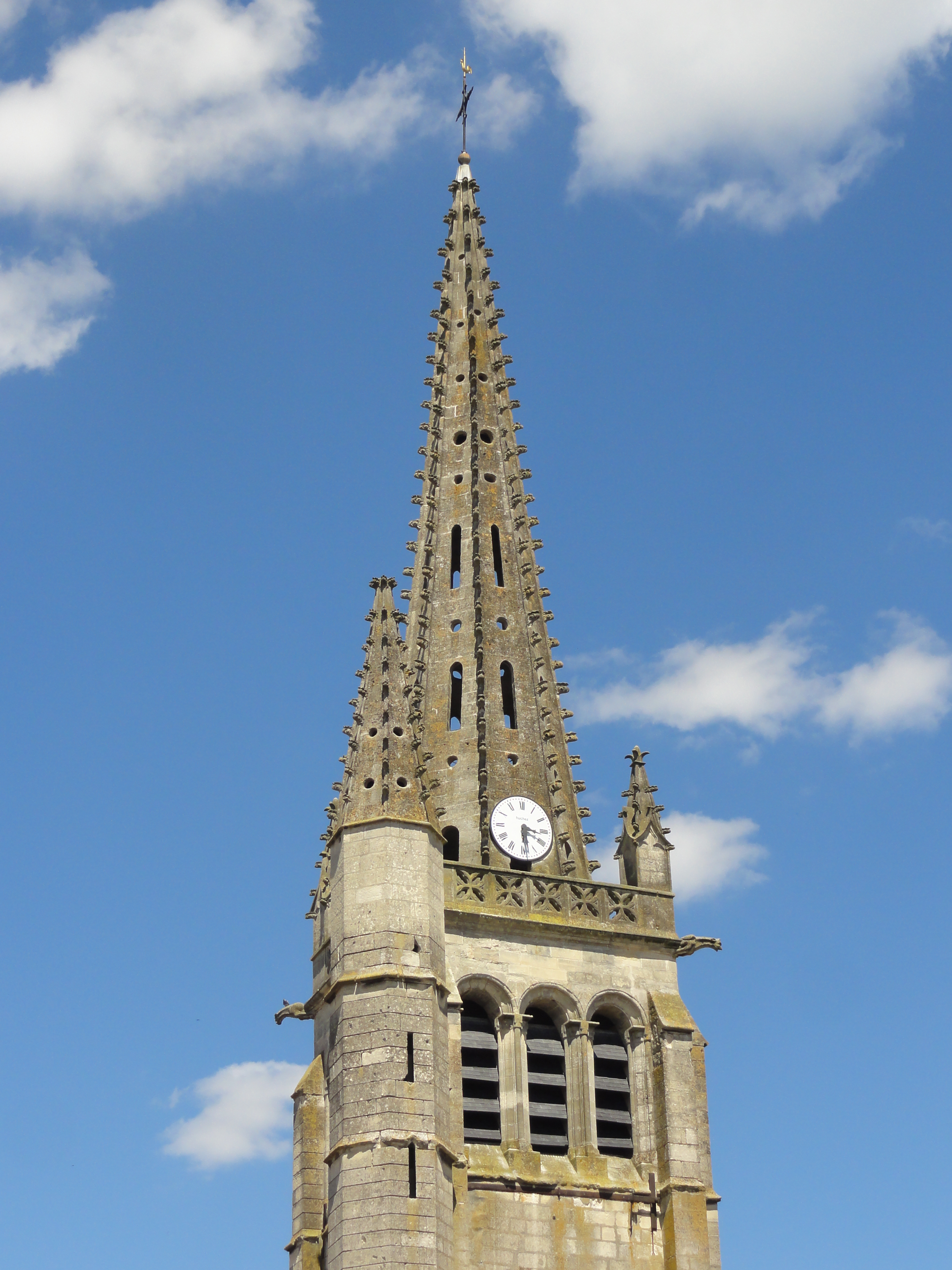
Étage de beffroi, vue depuis le sud.
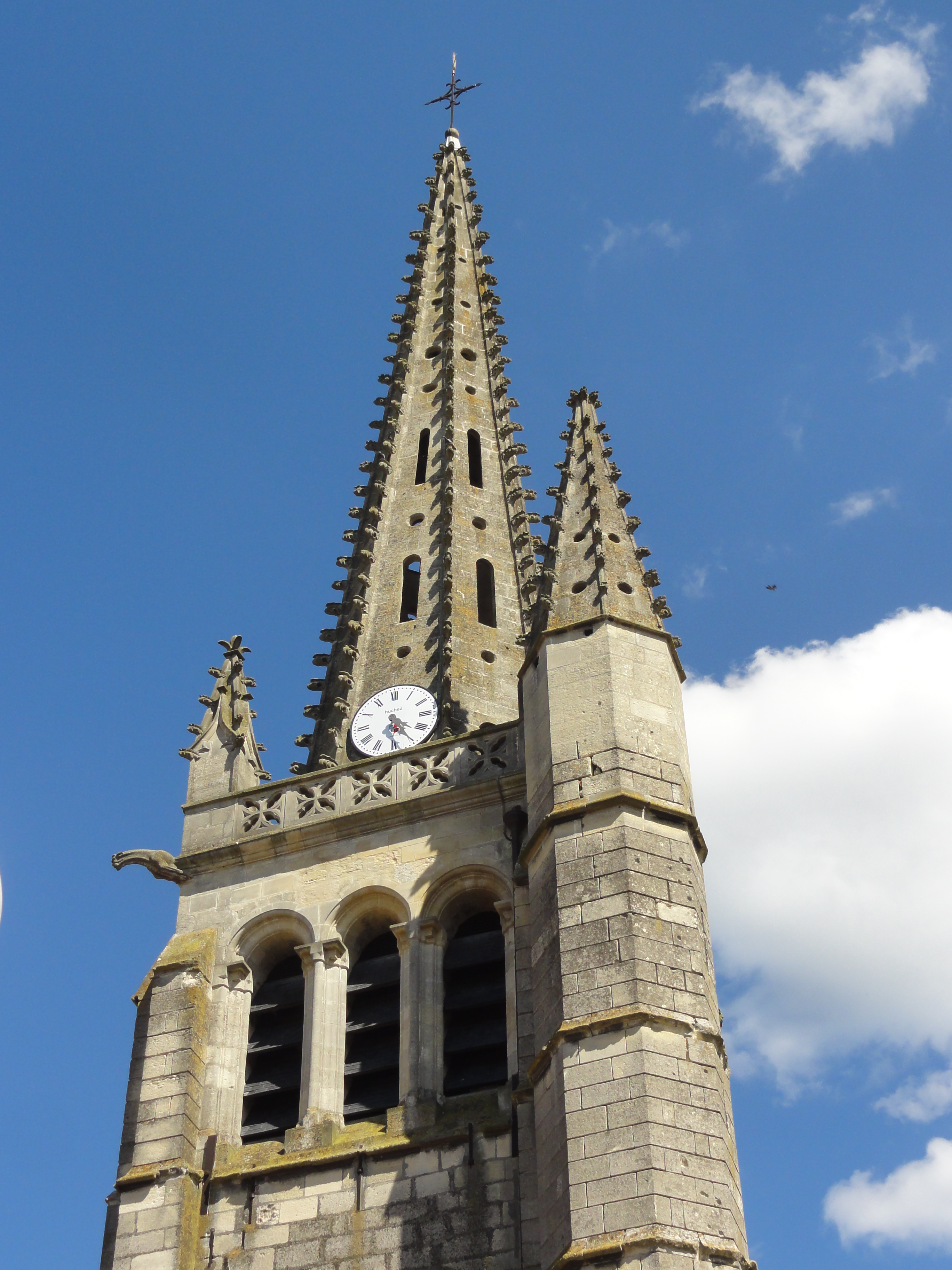
Étage de beffroi, vue depuis l'ouest.
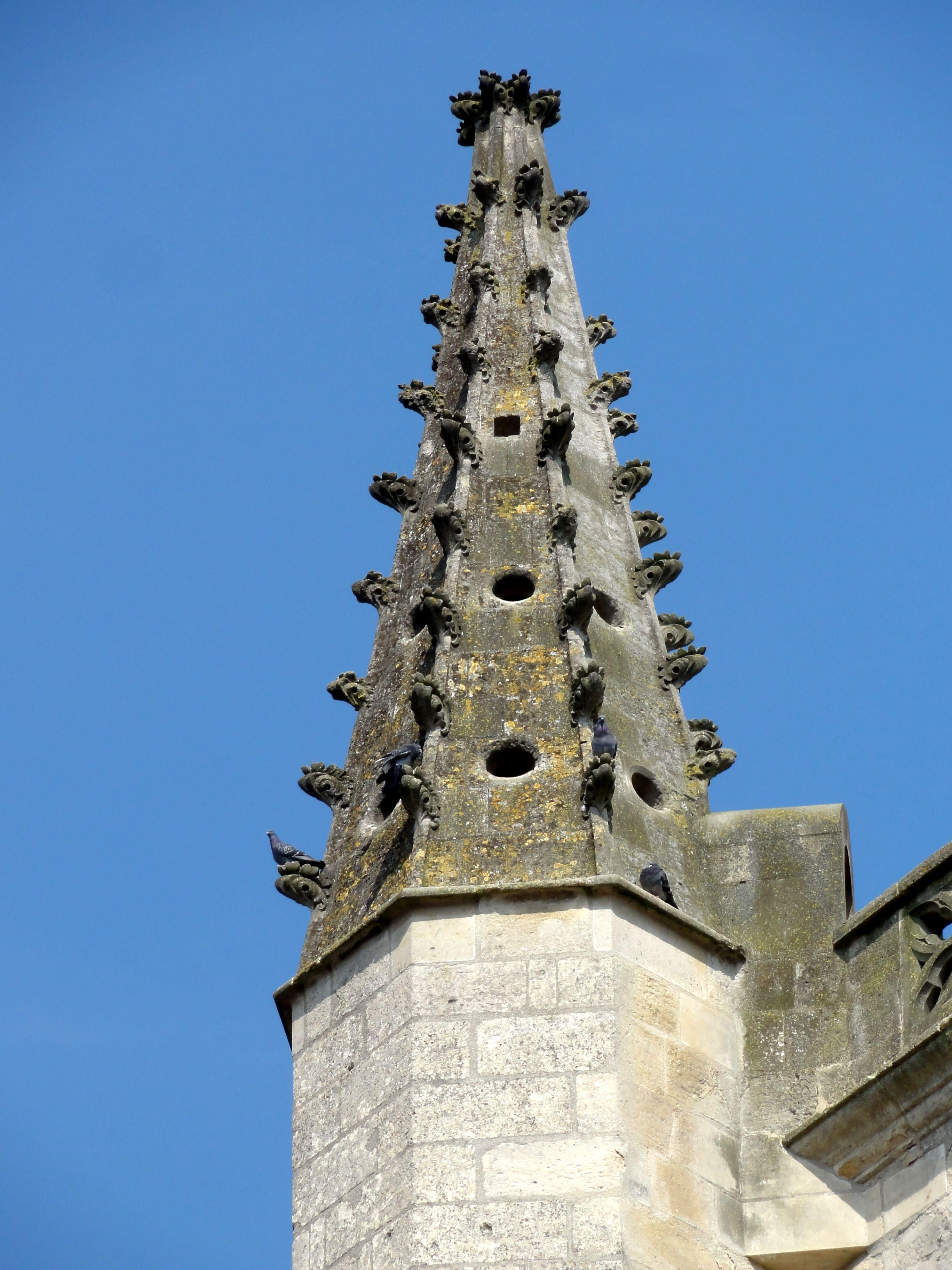
Flèche de la tourelle d'escalier.

#### Façade, élévations latérales et chevet

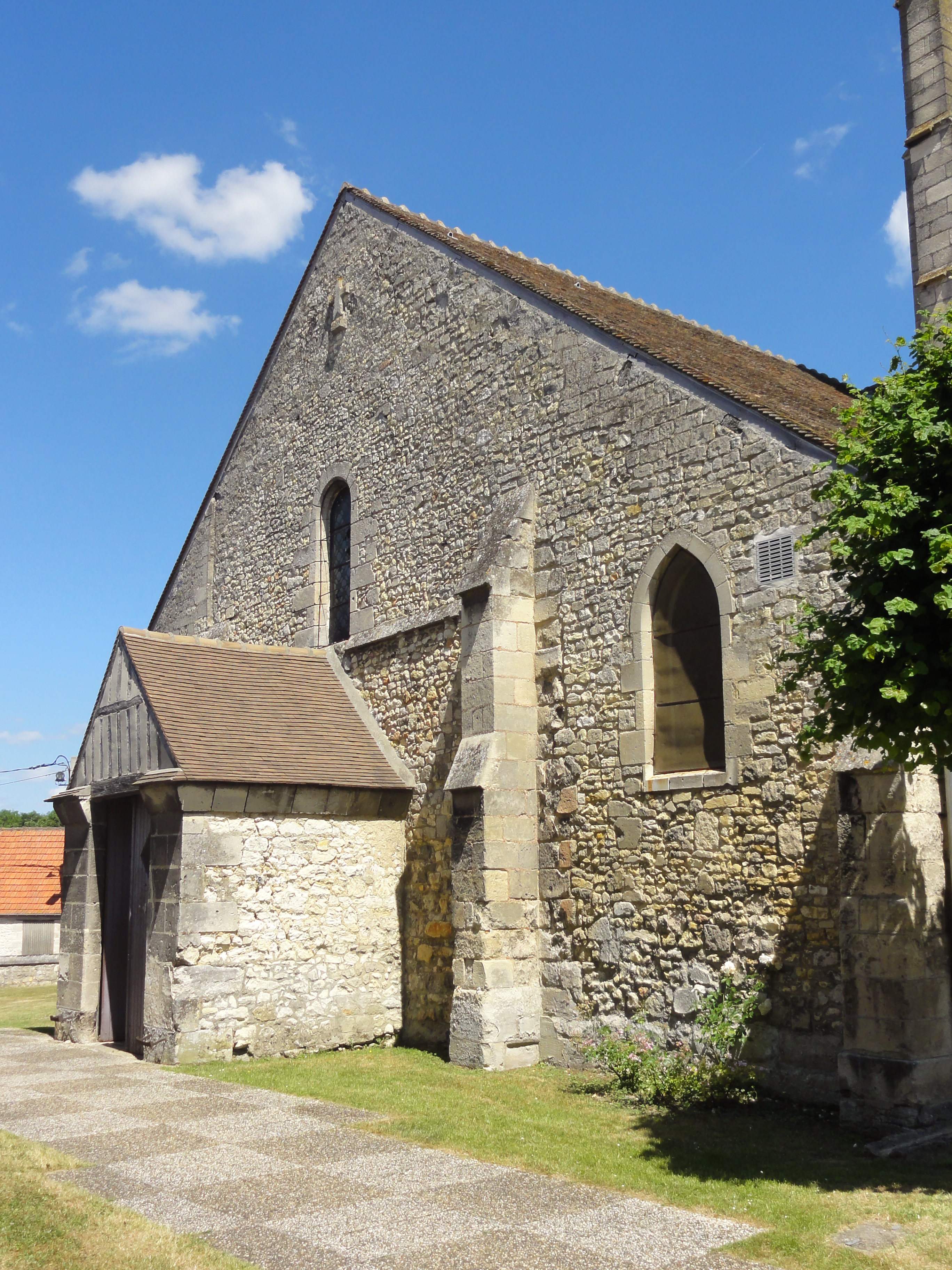
Façade occidentale.

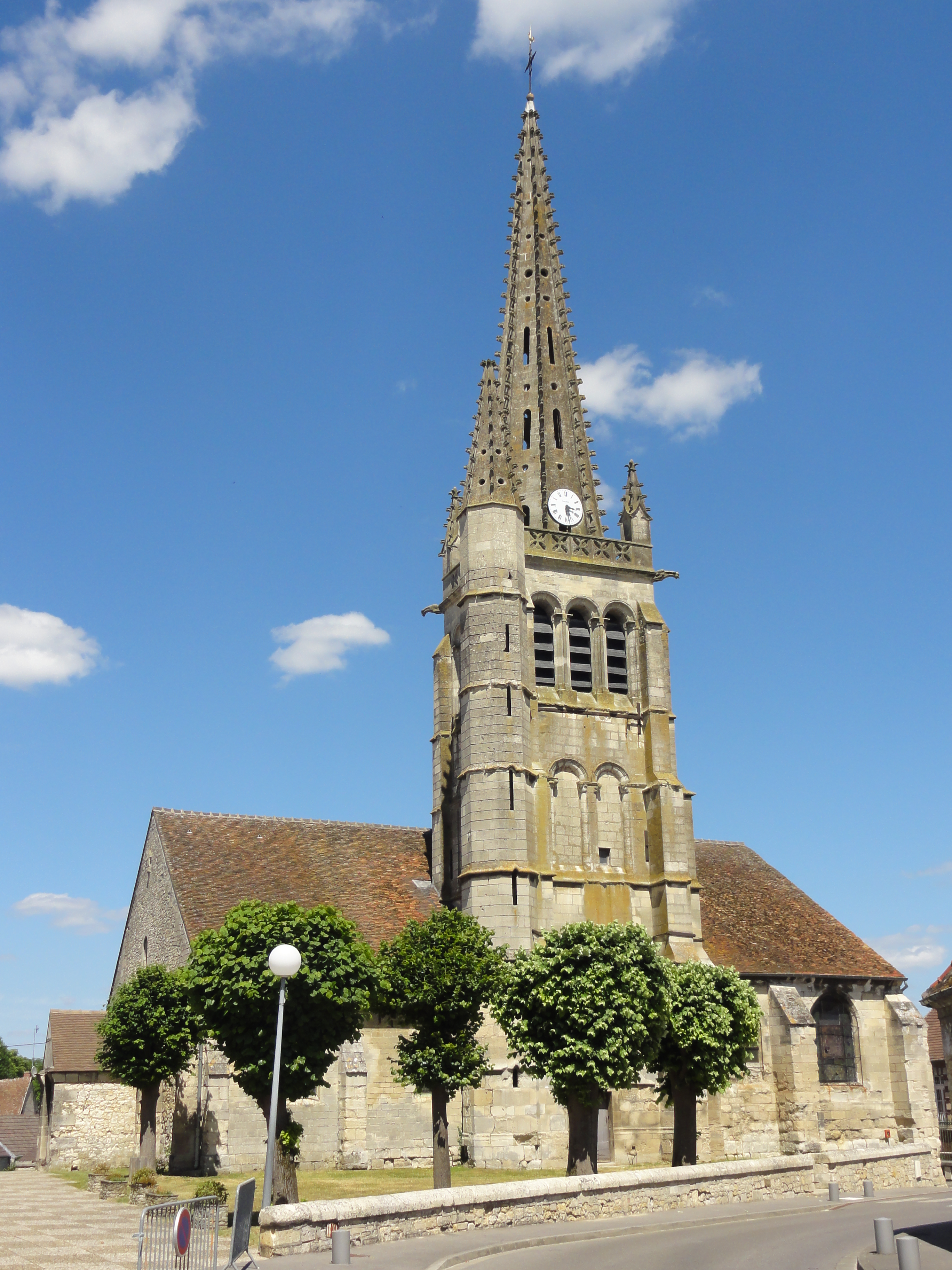
Vue depuis le sud.

La façade occidentale, bâtie en petits moellons irréguliers, regarde un ancien corps de ferme, et n'est donc pas particulièrement soignée. Le porche moderne ne cache point un vieux portail roman, raison pour laquelle il a échappé à la démolition, contrairement à la plupart des autres porches de la région. L'élément le plus intéressant de la façade est une petite croix encastré dans le pignon. Ce serait, selon Philippe Bonnet-Laborderie, un ancien antéfixe. À gauche et à droite, des bas-relief s'inscrivant dans des quadrilobes sont englobés dans le mur. Leur provenance reste énigmatique. L'un représente la Vierge à l'Enfant, et l'autre la Charité de Saint-Martin (le partage du manteau avec le mendiant). Ces éléments, ainsi que la fenêtre en plein cintre au-dessus du porche, qui éclaire la nef, sont considérés comme datant de la première moitié du XIIe siècle. Eugène Müller dit à leur propos : « Nos pères aimaient à continuer en quelque sorte, aux édifices qu'il fallait renouveler, la vénérabilité que donne la vieillesse, par ces intercalations profanes ou sacrées ». — Les deux contreforts occidentaux de la nef ne sont pas tout à fait cohérents avec cette époque, car déjà moyennement saillants, scandés par un glacis formant larmier, et s'amortissant par un glacis analogue. À la période indiquée, des larmiers aussi caractérisés n'étaient pas encore d'usage, mais la disposition actuelle peut bien résulter d'une restauration, d'autant plus que le contrefort de gauche est plus saillant que celui de droite. L'on note une claire rupture dans l'appareil au-dessus du premier, mais pas au-dessus du dernier. Plusieurs blocs en pierre de taille ont été utilisés dans les murs occidentaux des bas-côtés, et pour refaire le rampant de droite du pignon. Aux angles, les bas-côtés sont flanqués de contreforts assez bas (plus au nord-ouest qu'au sud-ouest), qui se terminent par un glacis formant larmier,.
Les élévations latérales des deux bas-côtés sont assez semblables, et sans intérêt. Les fenêtres, en tiers-point, ne sont pas entourées de moulures, et dépourvues de remplage. À l'intersection entre deux travées, l'on trouve un contrefort identique à ceux de l'angle sud-ouest. L'appareil est en moellons jusqu'à la limite des allèges au nord, sinon en pierre de taille. La partie basse du clocher a déjà été évoqué. Du côté opposé, au nord, un mur oblique à la fin de la deuxième travée prépare l'élargissement du vaisseau à partir de la troisième travée. Celle ci présente, avec les deux suivantes, une enfilade de trois pignons, comme au bas-côté sud d'd'Ully-Saint-Georges. Les murs sont soigneusement appareillés en pierre de taille. L'ambition de l'architecte ne va pas beaucoup plus loin. Les pignons ne sont pas tout à fait identiques, et pas tous symétriques. Chacun est percé d'une petite ouverture en anse de panier pour l'aération des combles. Le pourtour des deux baies du collatéral du chœur est sommairement mouluré, comme à l'intérieur. Les contreforts à l'intersection entre deux travées ne présentent aucun élément de scansion, hormis le larmier qui court à la limite des allèges, et s'arrêtent nets en dessous des noues, qui sont munies de chéneaux pour l'évacuation des eaux pluviales. Des éventuelles gargouilles du XVIe siècle, ne restent plus que de maigres vestiges. Deux contreforts orthogonaux, qui sont seulement scandés par le larmier déjà signalé, et s'amortissent par des glacis formant larmier à l'instar des contreforts des bas-côtés de la nef et de la façade, épaulent les angles. La décoration fait entièrement défaut, et aucun détail n'indique la période flamboyante. À l'instar des bas-côtés de la nef, l'on peut envisager une période allant du second quart du XIIIe siècle jusqu'au second quart du XVIe siècle pour la construction de ces travées, soit l'ensemble de la période rayonnante et flamboyante.
Plus sobre encore, voire rustique, est l'élévation latérale du collatéral sud du chœur, qui est recouvert d'un toit en appentis allant jusqu'au faîtage du vaisseau central. Ici, les contreforts ne présentent aucun élément de scansion outre une retraite grâce à un fruit, et il n'y a pas de larmier à la limite des allèges. Le chevet, dissymétrique, englobe l'ancien pignon du vaisseau central de la première moitié du XIIe siècle, identifiable grâce à deux contreforts plats, qui se retraitent une fois par un fruit, puis s'achèvent par un court glacis sans larmier. Comme déjà mentionné, le mur du collatéral sud ne garde aucune trace d'une éventuelle baie orientale, et le pignon ne montre pas non plus la moindre ouverture. La baie orientale du vaisseau central du chœur est la seule de toute l'église qui est surmontée d'un bandeau mouluré, entourée de moulures, et pourvu d'un remplage. Sa partie basse comporte trois lancettes à têtes tréflées, qui se singularisent par un tracé en anse de panier, et un lobe central trois fois plus large que les autres, qui se limitent par ailleurs à un quart de cercle. La lancette médiane est surmontée d'une lancette analogue, qui est subdivisée en deux segments par un dard, ce qui rappelle le dessin d'une clé de voûte présente en plusieurs exemplaires à l'intérieur de l'église. Les deux compartiments voisins du tympan ont les pourtours festonnés, mais ne contiennent ni soufflet, ni mouchette.

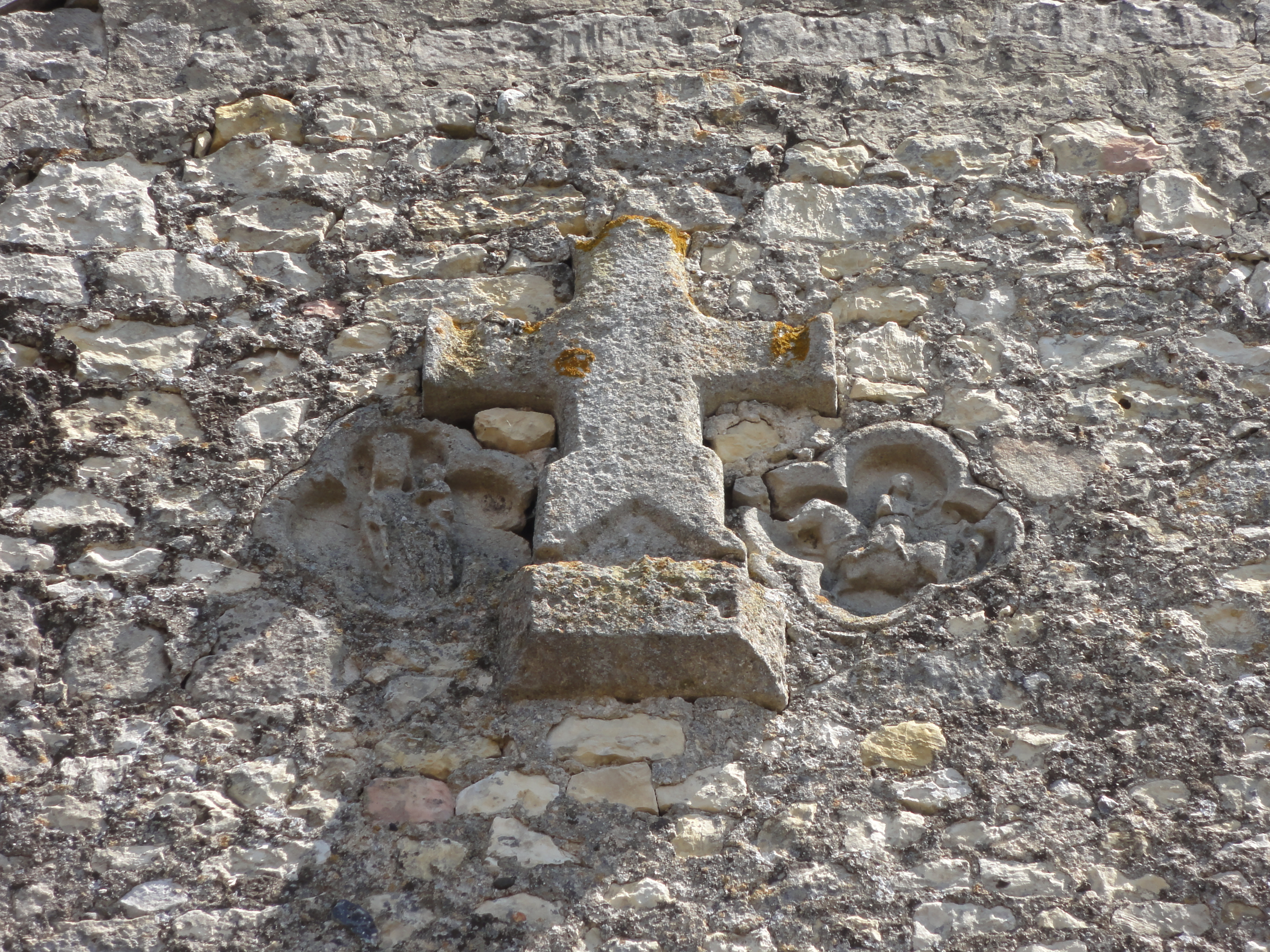
Ancien antéfixe et bas-reliefs sur le pignon.
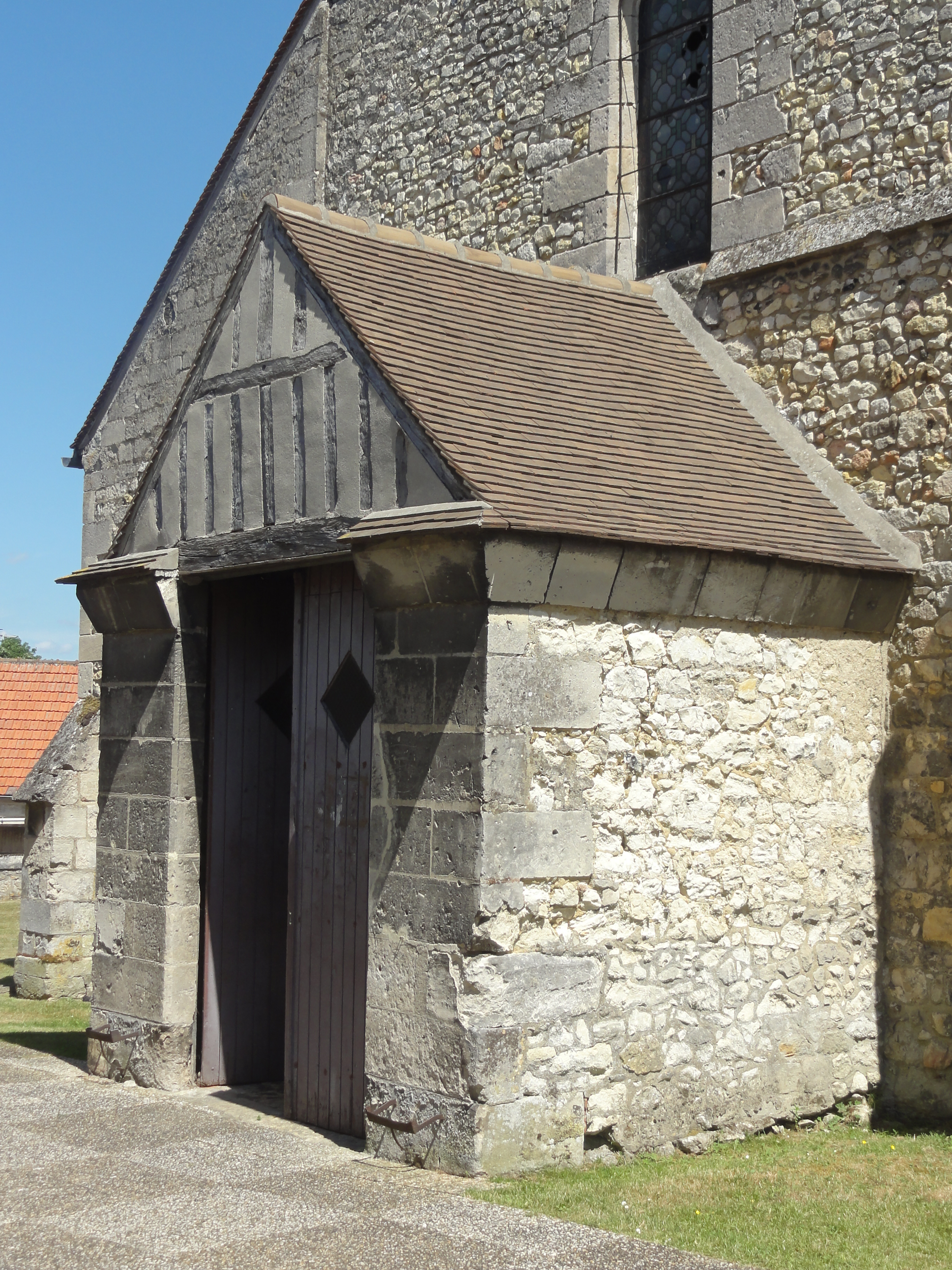
Porche devant le portail occidental.
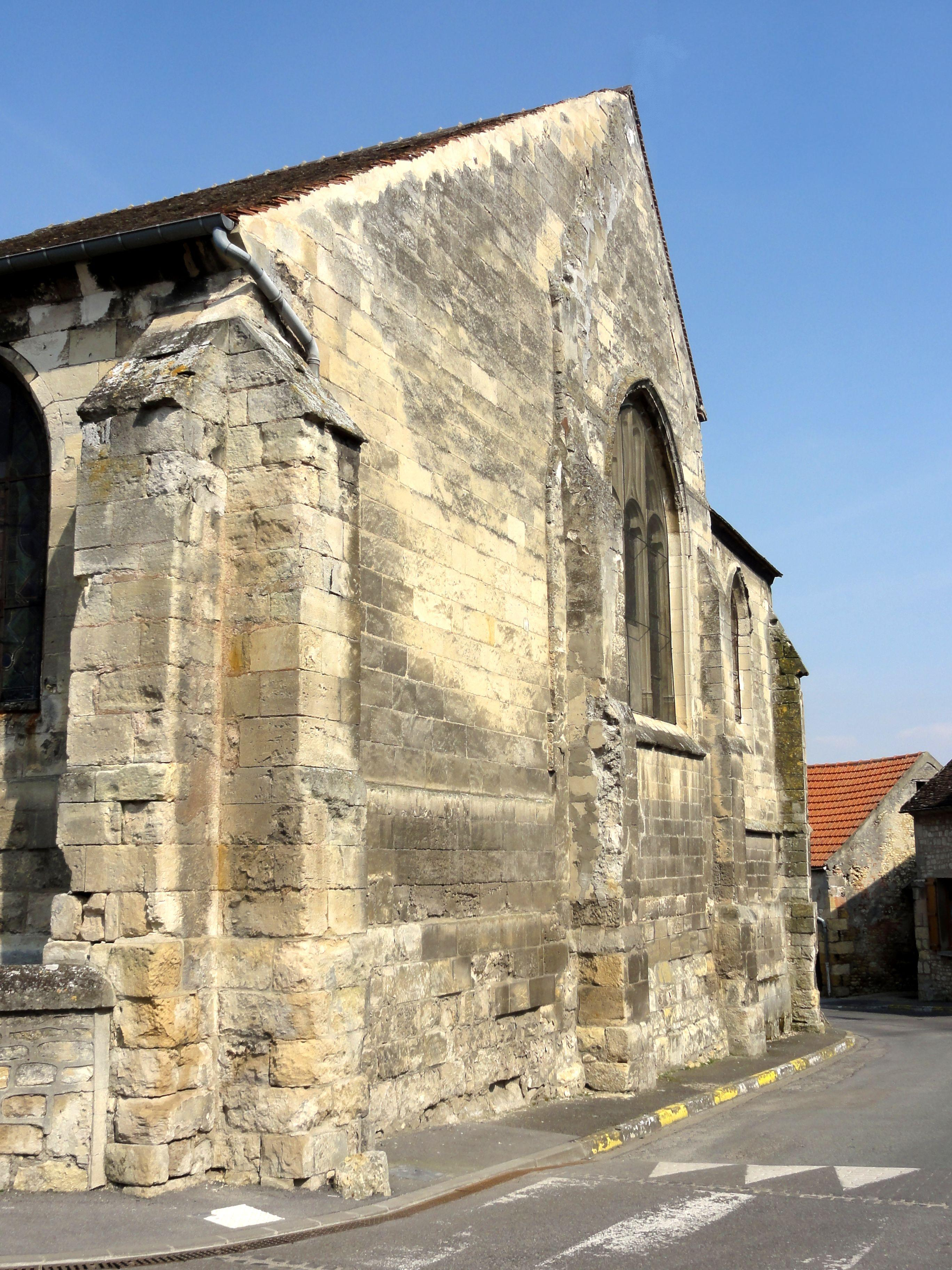
Chevet, vue depuis le sud-est.
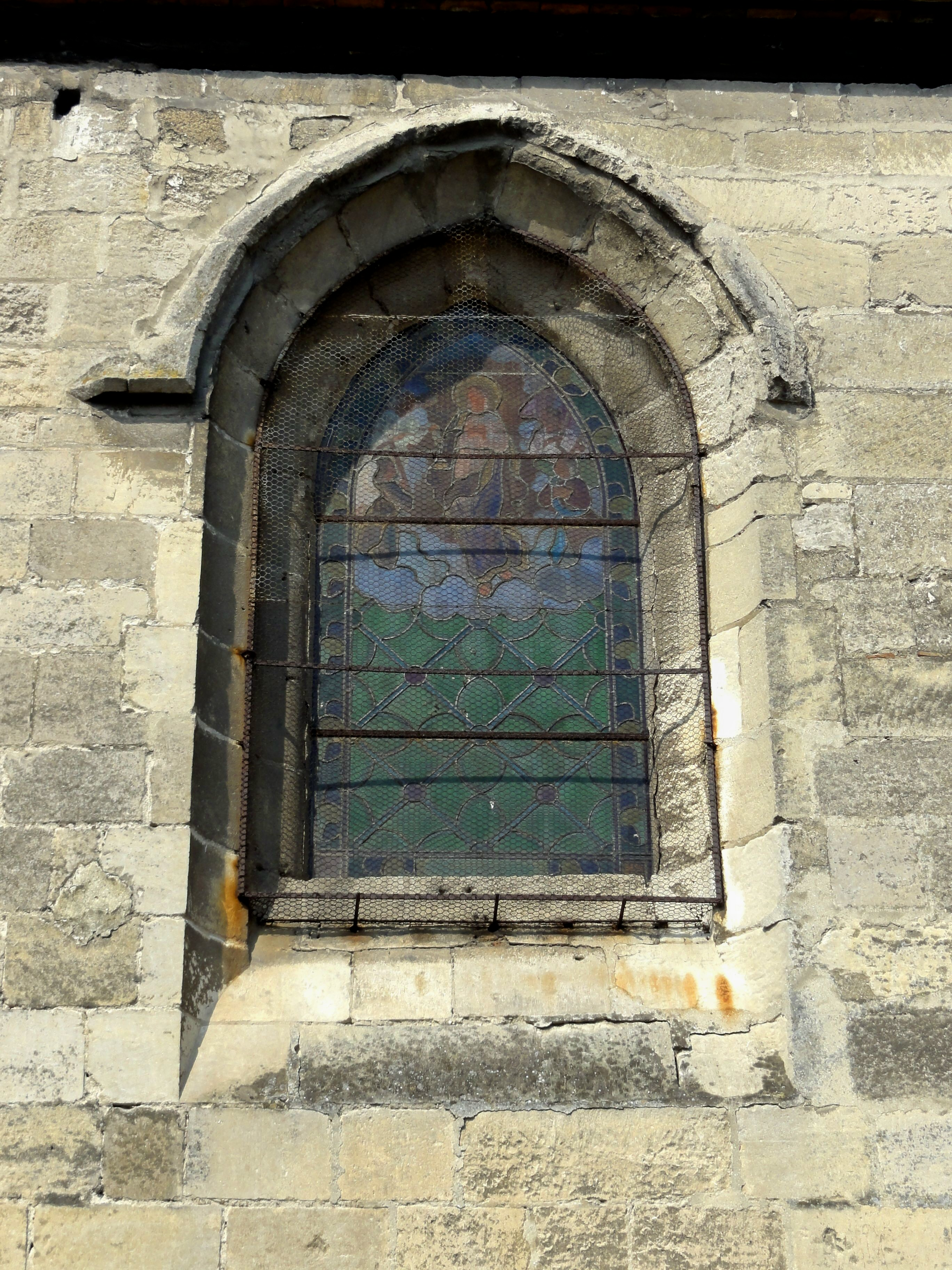
Chevet, baie du collatéral nord.
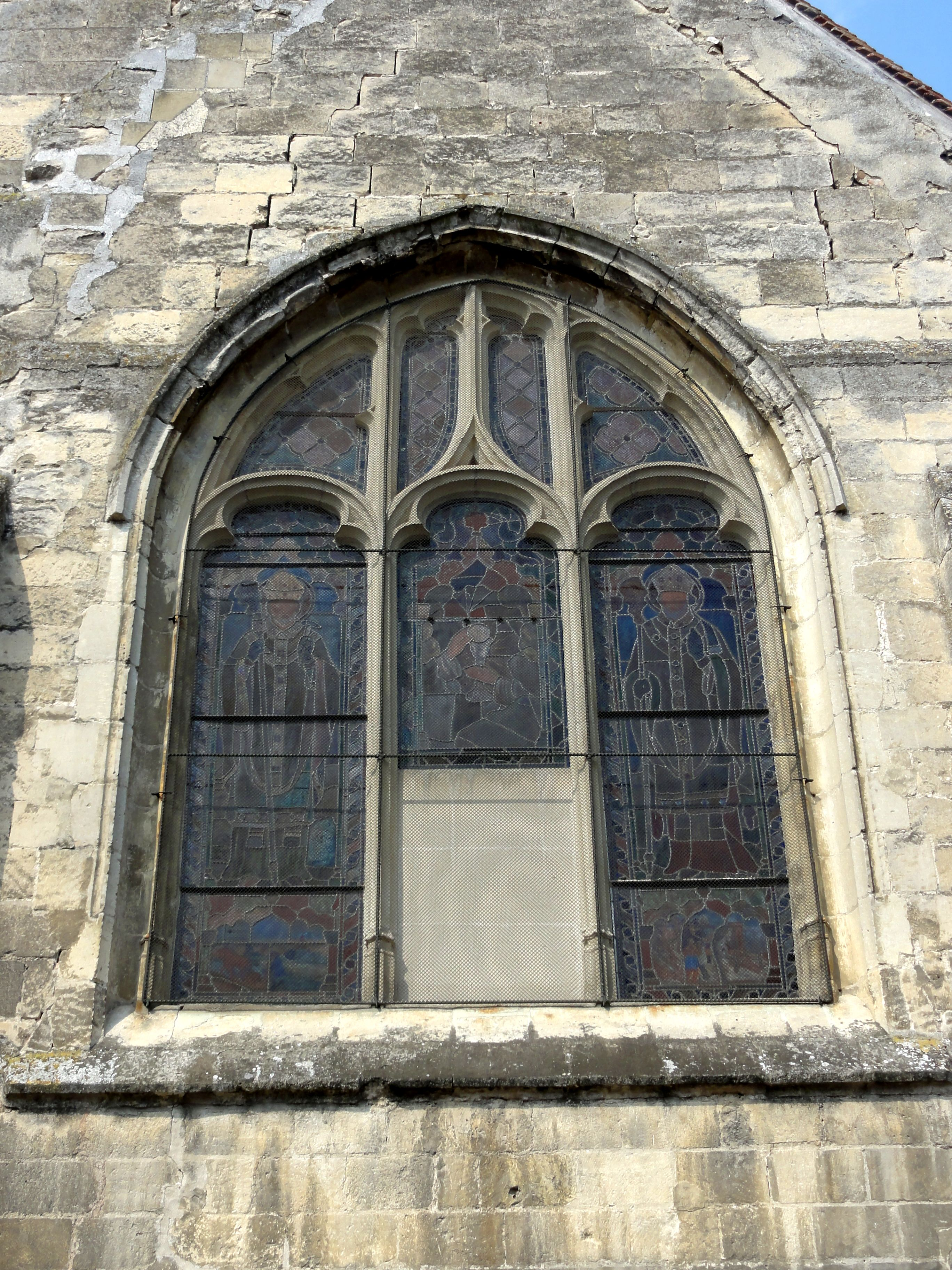
Chevet, baie du vaisseau central.
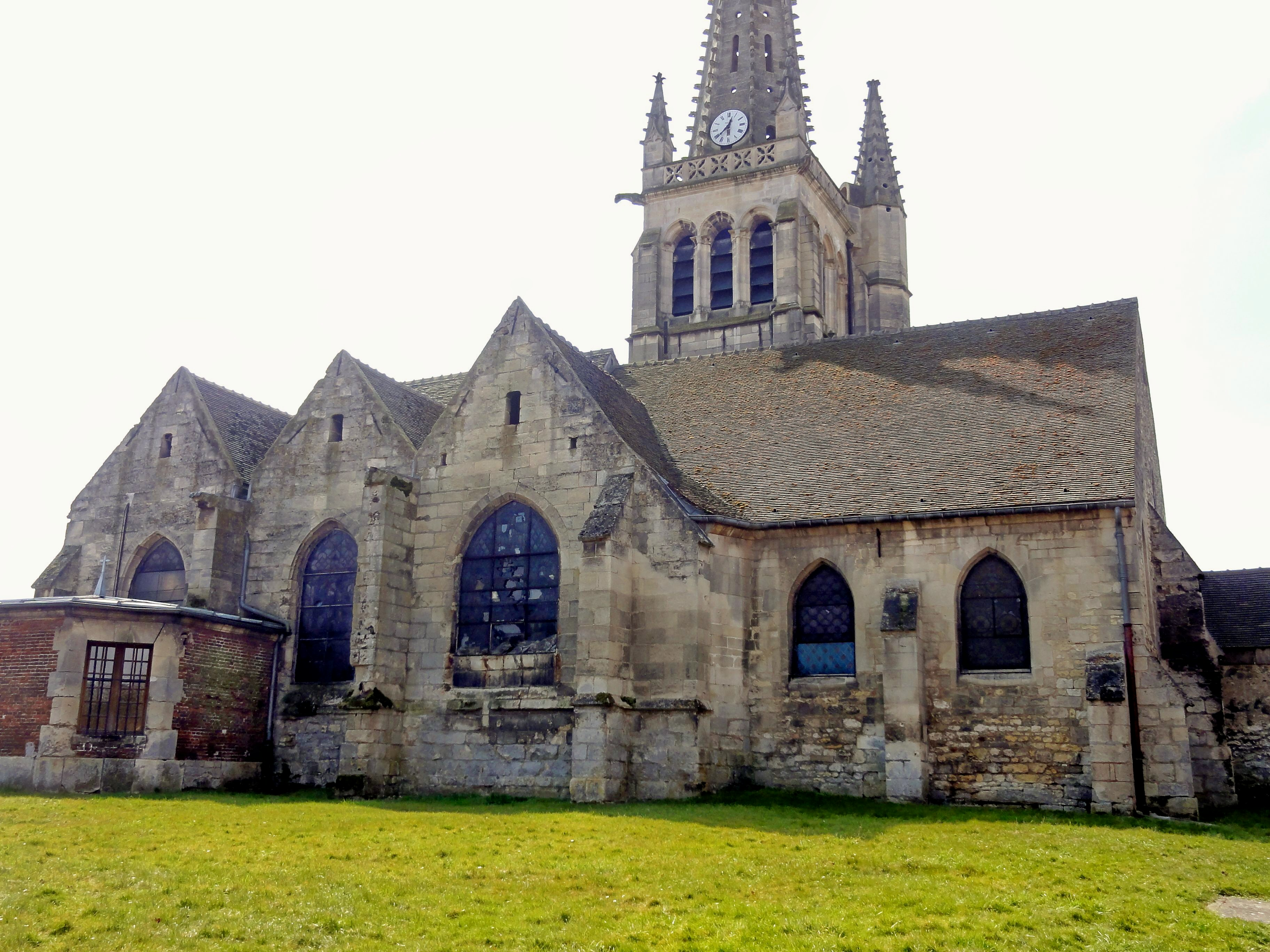
Vue depuis le nord.

## Mobilier

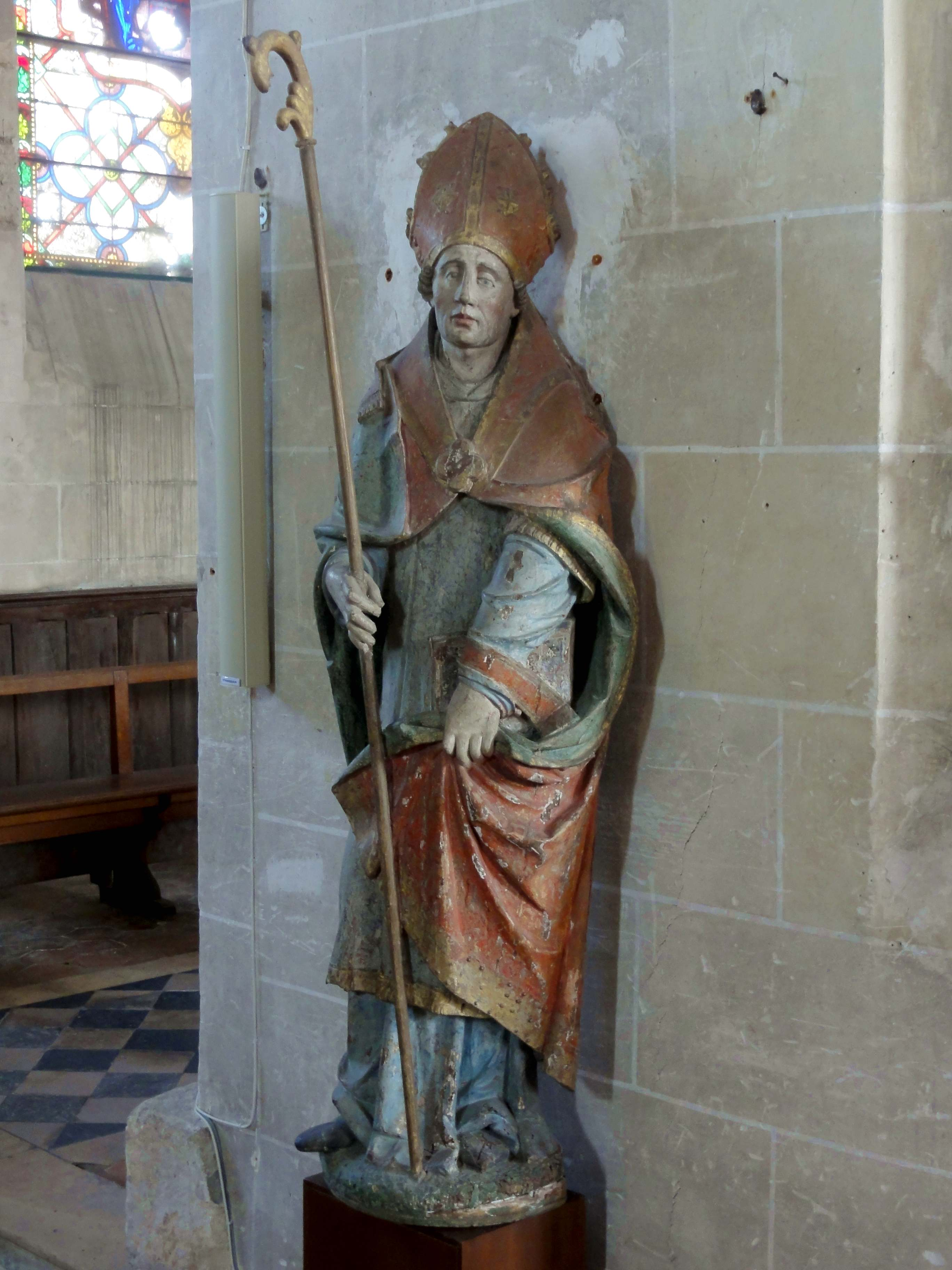
Statue de saint Martin.

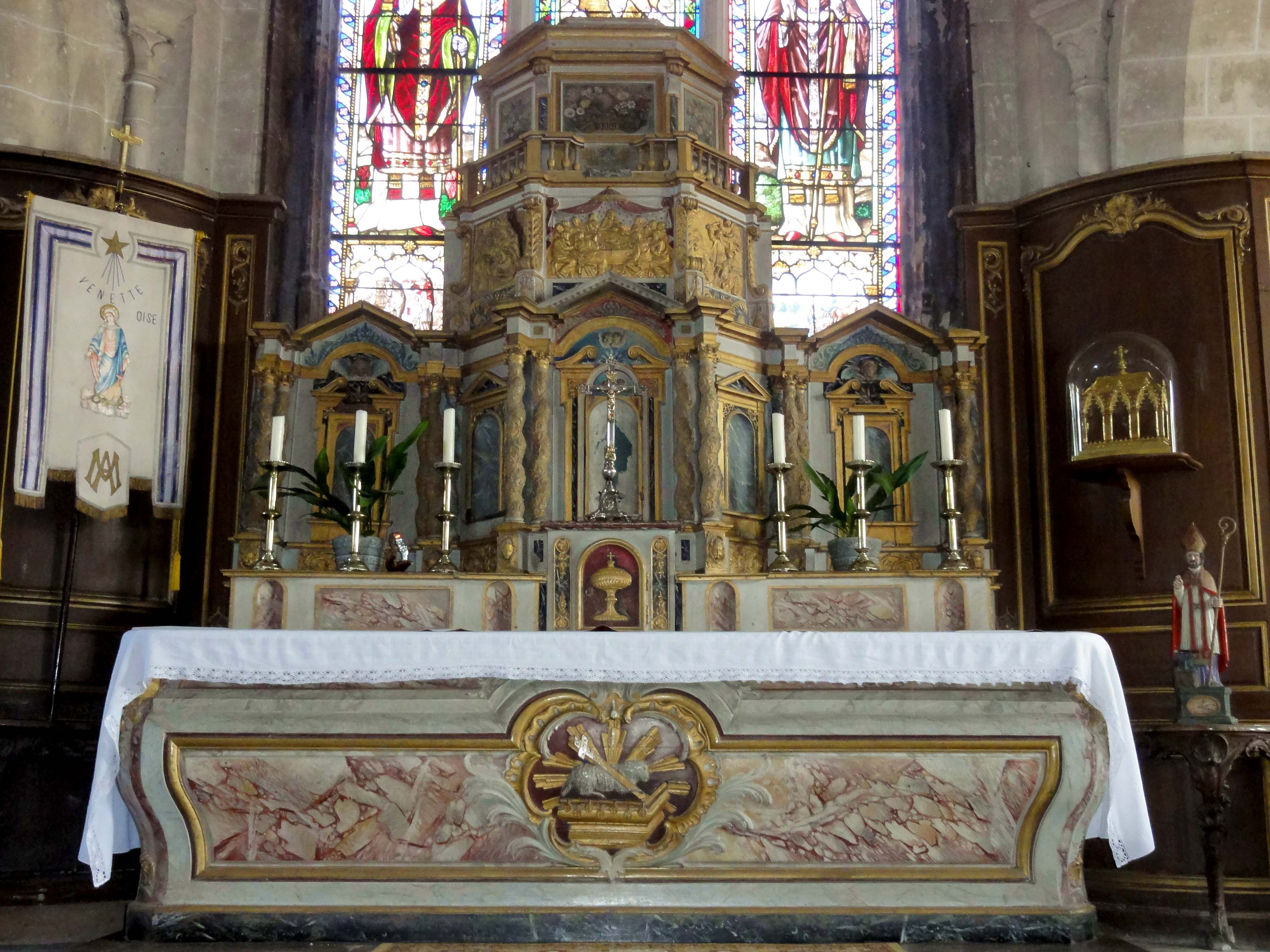
Maître-autel et retable.

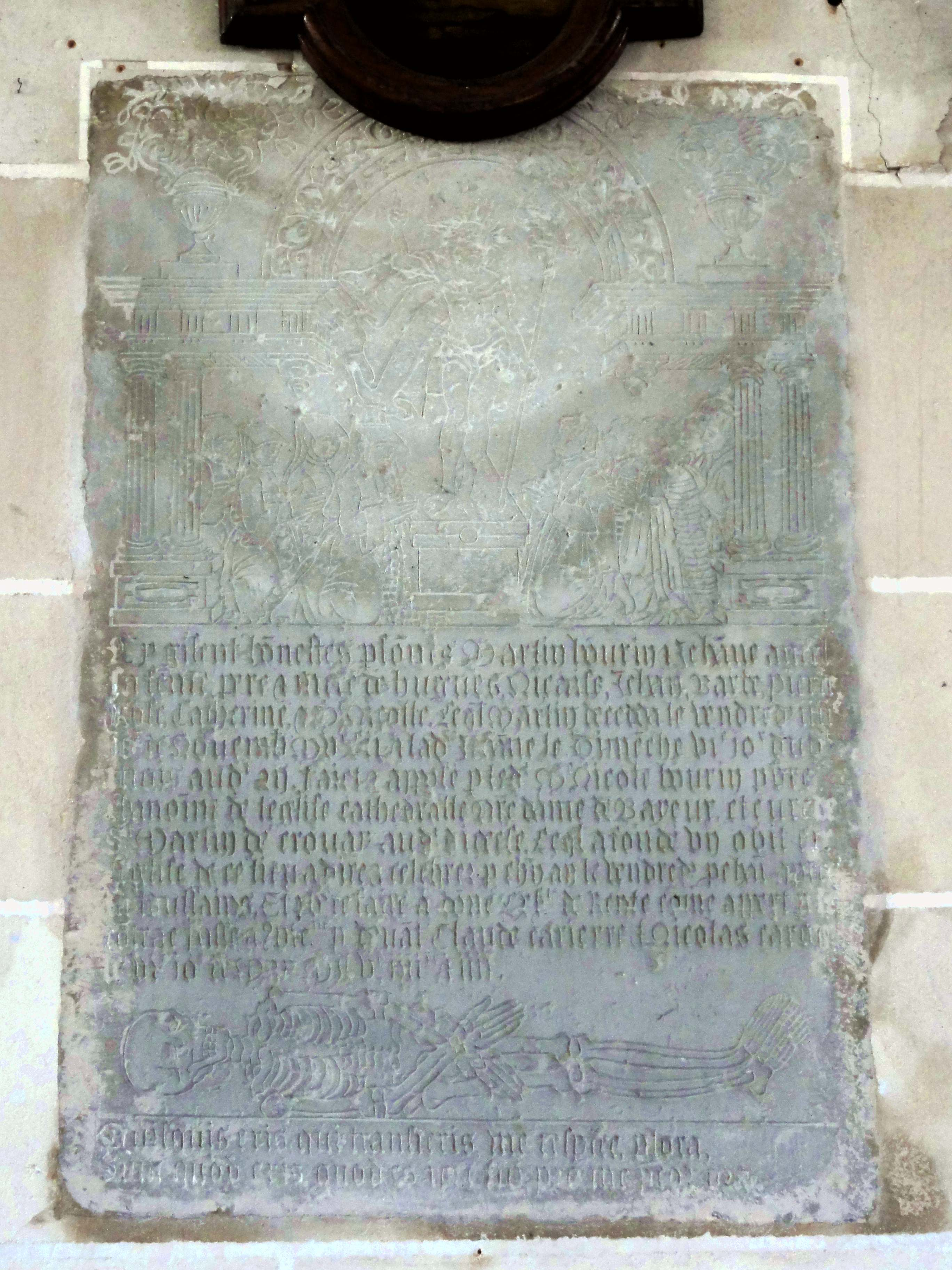
Plaque de fondation.

Parmi le mobilier de l'église, trois éléments sont classés monument historique au titre objet, à savoir une statue de saint Martin en tenue épiscopale, une plaque de fondation et une cloche en bronze. Quelques autres objets méritent l'attention.
- La statue de saint Martin en tenue épiscopale est en bois de chêne, sculptée en ronde-bosse, mais au revers plat, et mesure 160 cm de hauteur. Elle date du dernier quart du XVIIe siècle et conserve presque entièrement sa polychromie d'origine, avec une dominance de vert, pour la soutane, et de rouge, pour la chape et la mitre. Certains détails sont rehaussés par des dorures. Saint Martin est représenté de pied, tenant la crosse épiscopale dans sa main droite, et pressant un livre contre son corps par son bras gauche, la main gauche étant employée à relever la chape pour qu'elle ne traîne pas par terre. L'œuvre est saisissante de naturalisme par son côté « saisi sur le vif ». Le saint semble s'arrêter pendant un court instant alors qu'il se déplace de l'église vers son domicile, comme le suggère le livre, porté tel un missel sur le chemin de la messe. Fatigués, les doigts glissent sur le bâton, au lieu de le tenir fermement. Par son regard franc, un brin désabusé et plein d'humilité, Martin met son interlocuteur en confiance, et par sa posture calme et attentive, il signifie à la personne venant à sa rencontre qu'il sera prêt à l'écouter. Son visage inspire la bonté, mais est surtout empreint d'une certaine tristesse. L'on voit un évêque pleinement conscient de la lourdeur de son ministère et de son faible poids face aux misères à soulager, proche des fidèles. Cette œuvre s'éloigne assez de la majorité des statues de saints évêques, qui sont souvent représentés dans une posture figée, éclatants d'autorité, bénissant d'une main et mettant ainsi de la distance entre eux et les spectateurs. Le classement de la statue est intervenue en 1960[11].
- Une deuxième statue potentiellement antérieure à la Révolution représente saint Éloi. Elle est vraisemblablement en bois, et a été repeinte. La statue, de petites dimensions, est placée sur un grand socle de bois s'apparentant à une boîte, qui affiche en face un médaillon peint. Ce fut apparemment un tronc destiné à recevoir des offrandes. Le saint évêque est représenté de façon réaliste, mais sans originalité, si ce ne sont les plis extrêmement resserrés de sa soutane. Il tient sa crosse dans sa main gauche, et lève la main droite pour bénir. Un petit crucifix porté en collier est suspendu devant sa poitrine. Devant son pied droit, l'on trouve l'attribut classique de saint Éloi, une enclume sur lequel est posé un marteau. Ce saint, issu de la région, était particulièrement vénéré à Venette, comme l'atteste la présence d'une châsse à reliques néo-gothique sous une cloche de verre, qui renferme seulement un petit médaillon avec d'infimes fragments d'ossements. Les deux crédences ou tables d'applique à gauche et à droite du retable du maître-autel, dont celle de droite supporte la statuette de saint Éloi, sont également à signaler. Elles sont de style Rocaille, et richement sculptées, mais très petites, avec un seul pied.
- L'ancien maître-autel en forme de tombeau, le grand tabernacle à ailes et son couronnement, tenant en même temps lieu de retable, forment un remarquable ensemble cohérent de style baroque. Ils sont en bois taillé et peint, partiellement doré et traité en faux-marbre, et datés de 1626 selon Philippe Bonnet-Laborderie, de 1641 selon Eugène Müller. Ils proviendraient de l'église Saint-Jacques de Compiègne. L'autel arbore un médaillon, où l'on voit l'Agnus Dei allongé sur le livre aux sept sceaux, entouré de rayons de lumière, et tenant en même temps une croix (et non un étendard) dans une patte. Le tabernacle à ailes prend la forme d'un édicule antique. Son corps central et ses deux ailes sont surmontés de frontons triangulaires. Ces trois segments, ainsi que les deux pans obliques qui assurent la transition, contiennent des niches à statues aujourd'hui vides, et sont cantonnés de groupes de trois colonnettes torsadées garnies de rinceaux de pampres, et coiffées de chapiteaux corinthiens. Ils supportent un entablement, qui s'interrompt pour les frontons signalés. Au-dessus du corps central et ses pans obliques, un second registre affiche trois petits bas-reliefs en bois doré. Ils représentent, de gauche à droite, Abraham, la Cène et la descente de Croix. Le second registre est couronné d'une balustrade à jour. Un troisième registre est placé en retrait derrière cette balustrade. Comparé aux niveaux précédents, son décor architecturé est sommaire. Les trois pans sont peints de motifs floraux. Le dernier registre, qui devait être un dais ou un dôme, a été supprimé[6],[7]. On peut rapprocher le tabernacle de Venette avec celui du village voisin d'Armancourt.
- La plaque de fondation de Martin Bourin et Jeanne Ancel mesure 102 cm de hauteur pour 69 cm de largeur, et date de 1594, année de la mort des deux époux. La moitié supérieure est occupée par un dessin gravé. On y voit la Résurrection de Jésus, qui sort de sa tombe, tenant une croix de procession dans une main, et levant l'autre vers le ciel en geste de victoire. À gauche, la mère et ses trois filles sont agenouillées en prière devant lui ; à droite, ce sont le père et ses fils. La scène se déroule devant un décor architecturé, formé par deux paires de colonnes doriques supportant un entablement à triglyphes interrompu au milieu pour un fronton en arc de cercle agrémenté de rinceaux, et couronné de deux urnes. Puis, en écriture gothique, suit l'épitaphe et le rappel des termes de la fondation, qui porte sur des messes obituaires en la cathédrale Notre-Dame de Bayeux. Avant les deux ultimes lignes, l'on voit un transi ou un squelette. Les dernières lignes sont réservées à un adage en latin : « Quisquis eris qui transieris, me respice, plora. Sum quod eris, quod es ipse fui. Pro me, precor, ora ». (Vous qui passez, n'importe qui vous êtes, regardez-moi, pleurez. Je suis ce que vous serez ; ce que vous êtes, je l'ai été. Priez de grâce pour moi). Cette plaque est remarquable pour la place importante que le décor gravé y occupe, et son classement remonte à 1913[6],[12].
- La seule cloche antérieure à la Révolution est en bronze, et mesure 98 cm de hauteur, et autant en diamètre. Elle a été restaurée. L'inscription qu'elle porte serait en partie illisible, et son nom de baptême ne paraît pas dans le dossier de classement de 1913. L'on peut juste déchiffrer la date de 1758, et la signature de Philippe et Florentin Cavillier, fondeurs de cloches à Carrépuis. Cette cloche est toujours suspendue dans le beffroi[13] (sans illustration).

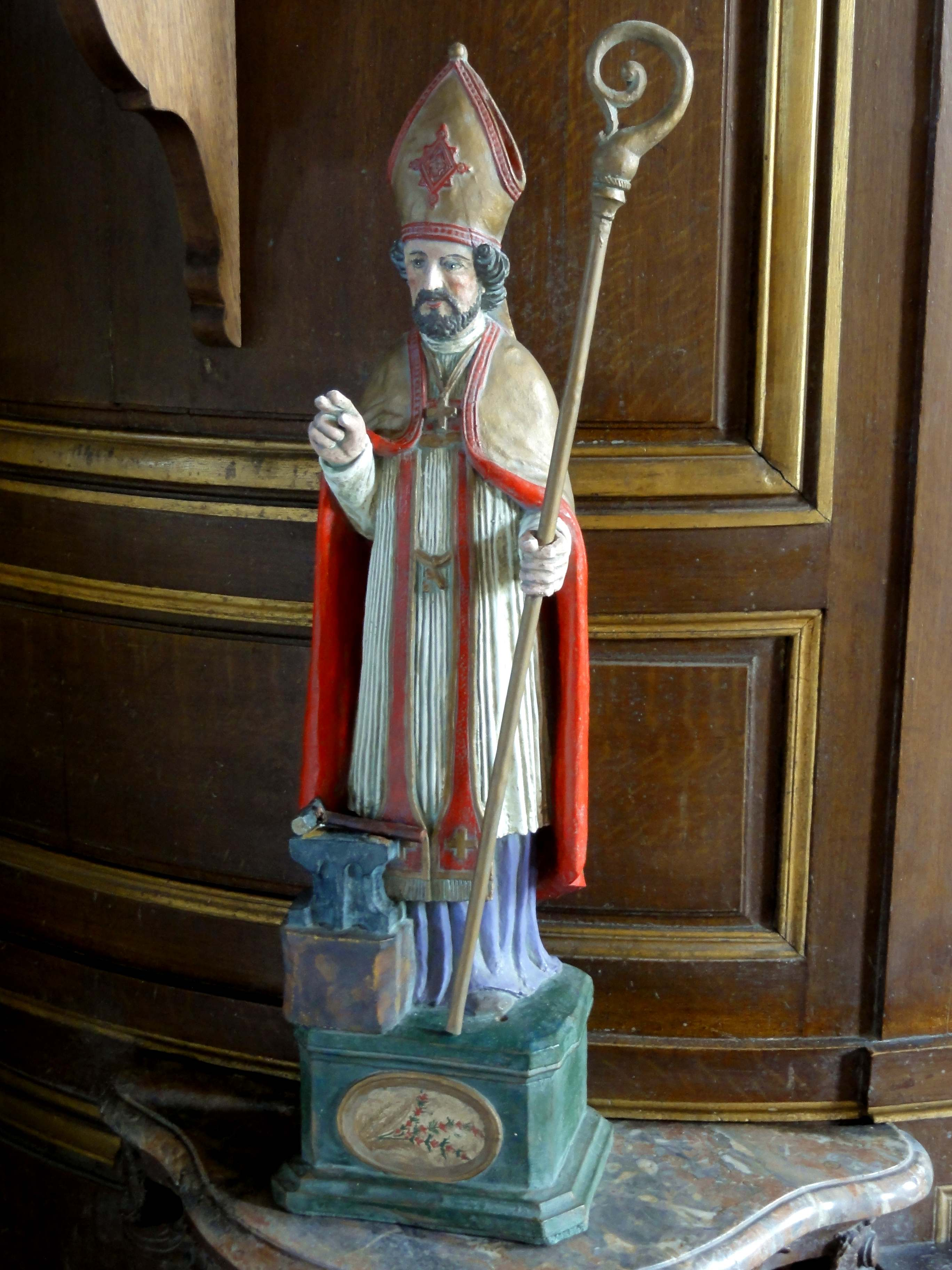
Statuette de saint Éloi.
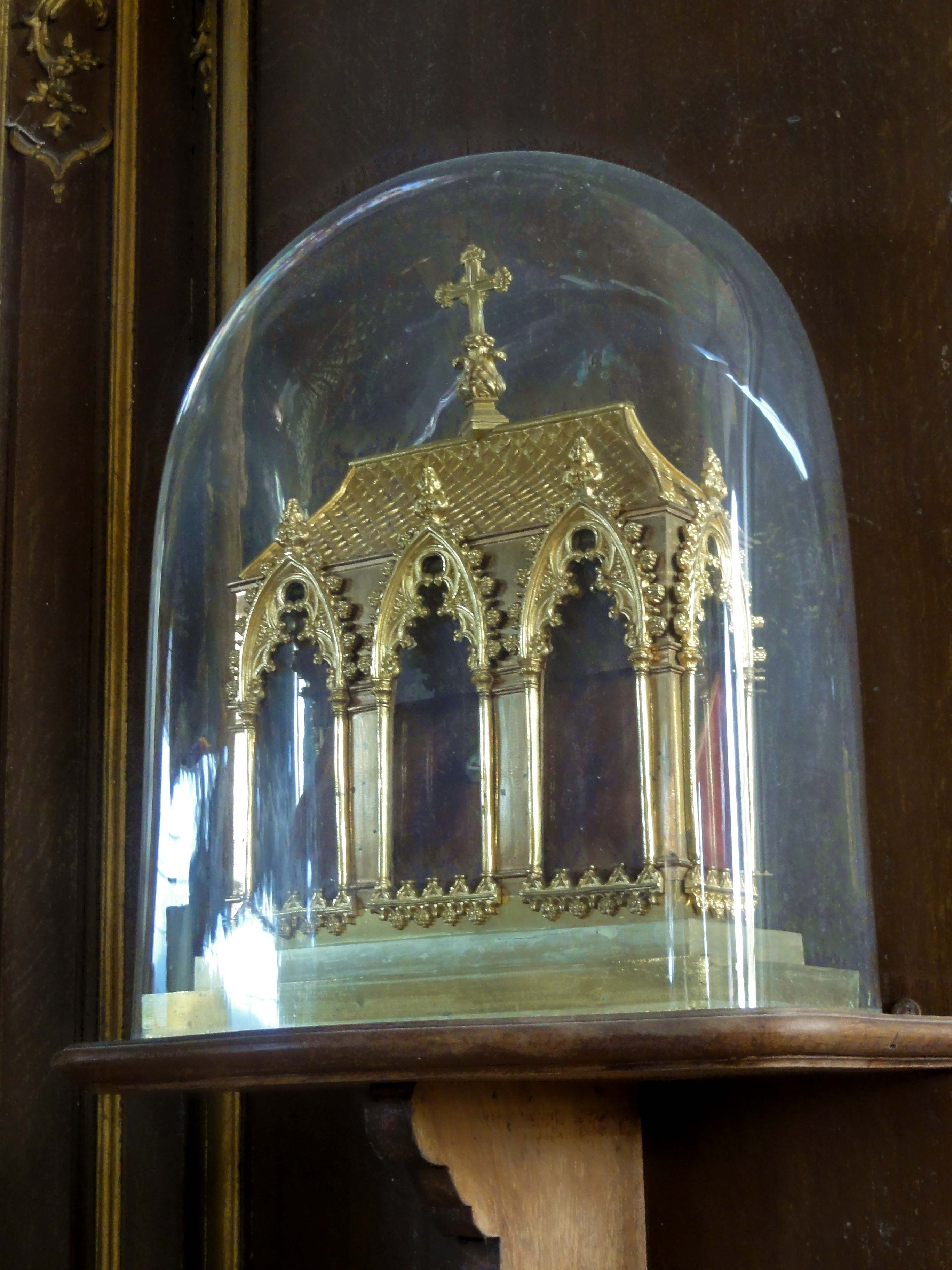
Châsse de saint Éloi.
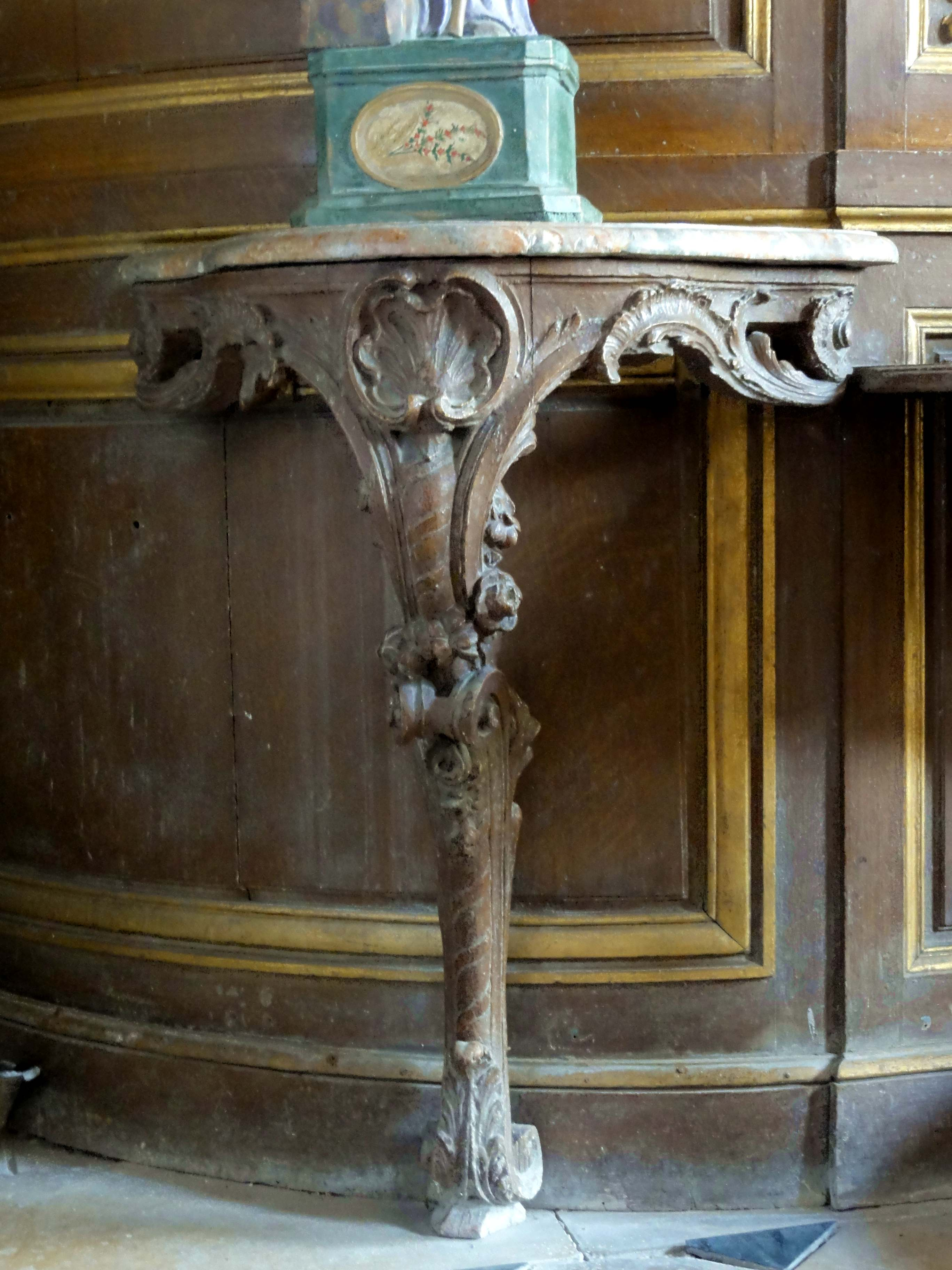
Crédence Rocaille.
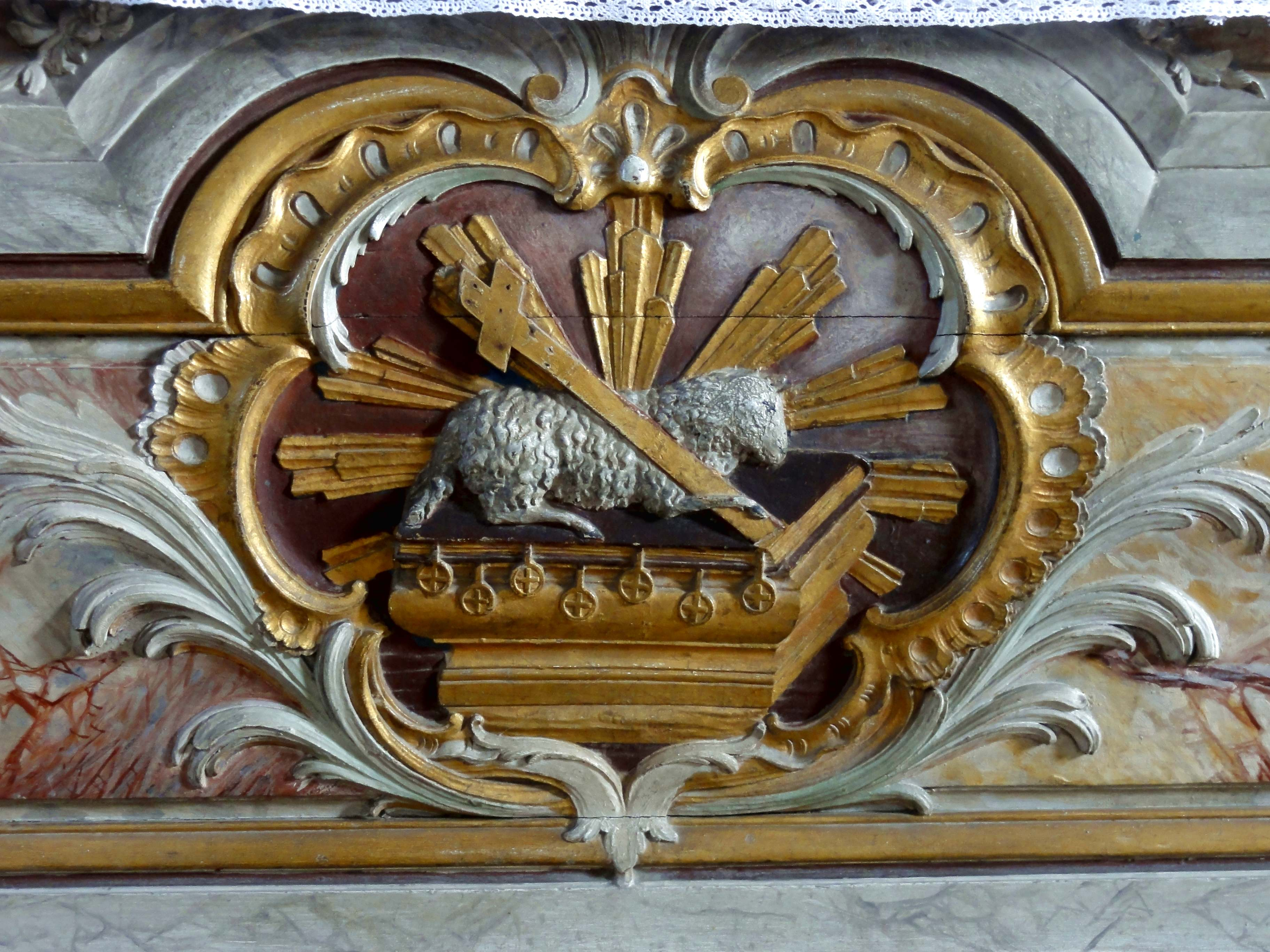
Maître-autel.
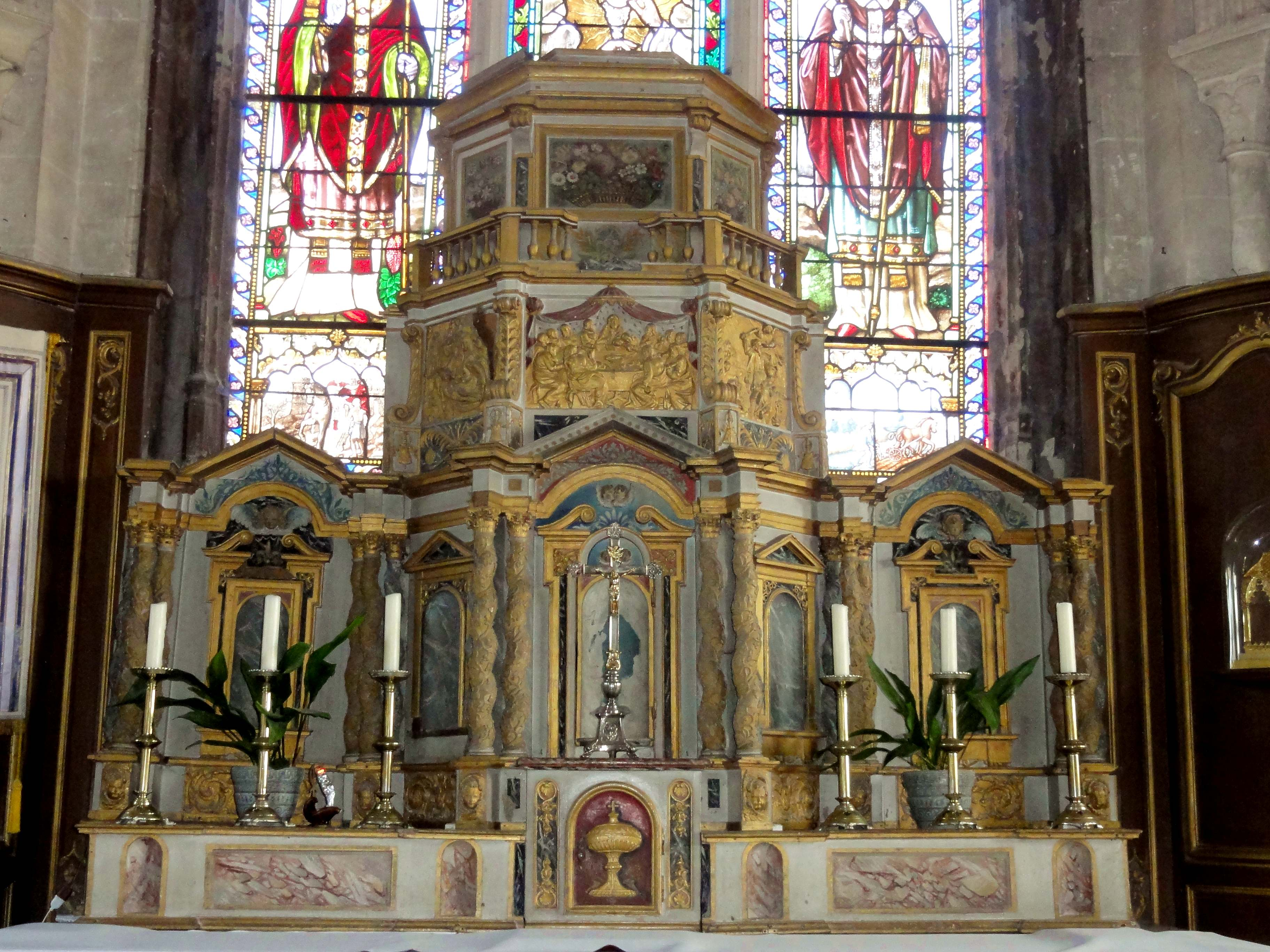
Tabernacle à ailes.
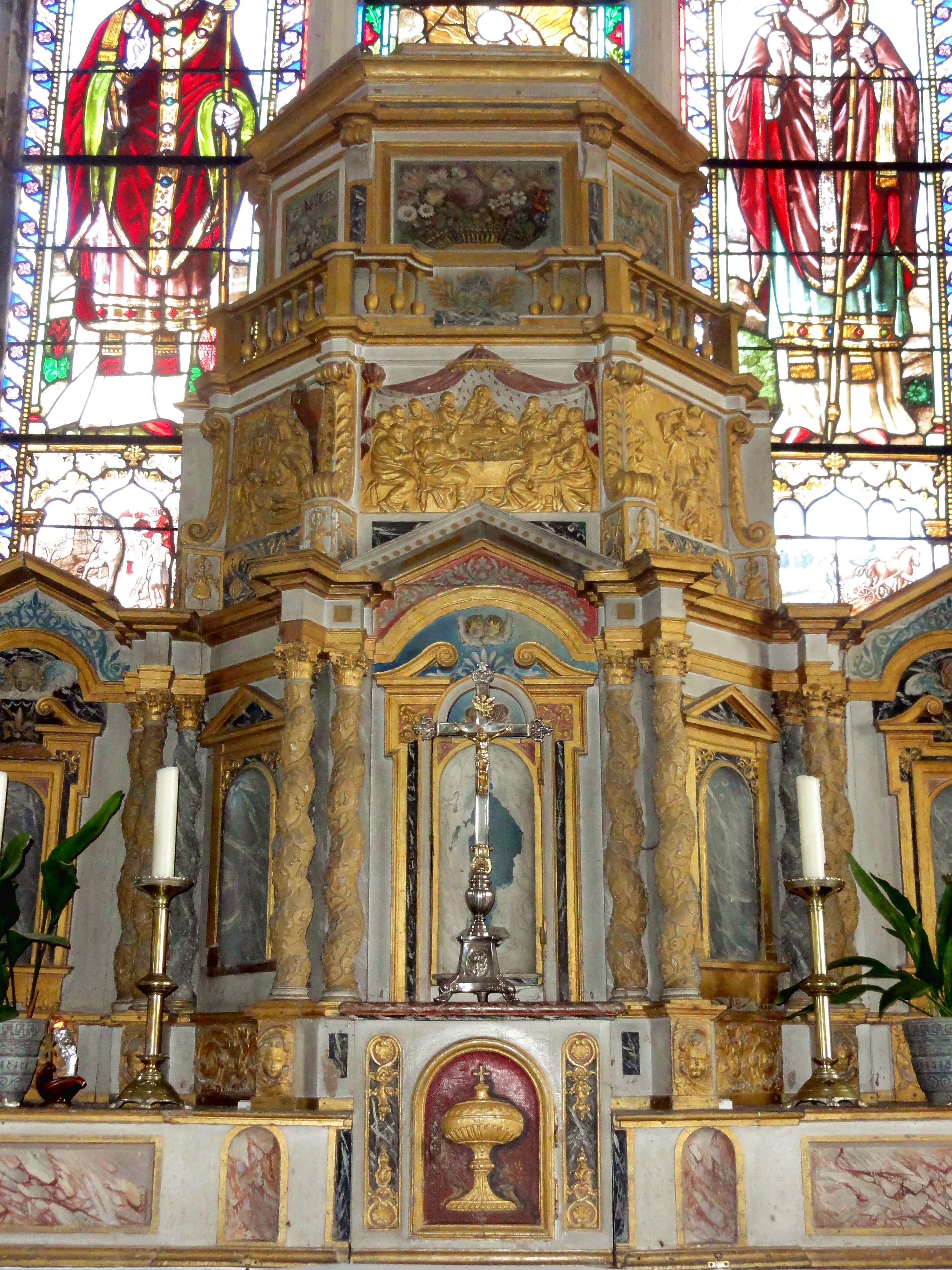
Tabernacle, détail.